# 香港保衛戰
香港保衛戰（英語：Battle of Hong Kong，又稱香港戰役或香港攻防战） ，是第二次世界大戰期間，大日本帝國發動太平洋戰爭的首天，日軍入侵英屬香港的一場戰役，戰役爆發於1941年12月8日清晨，亦即日軍偷襲珍珠港約6小時後，日軍在12月10日攻破醉酒灣防線，12月13日佔領九龍半島，日軍於12月18日晚上成功登陸香港島，香港守軍（駐港英軍、香港義勇防衛軍、香港華人軍團、加拿大陸軍）展開顽强抵抗，攻守兩軍在黃泥涌峽、淺水灣及赤柱等地爆發激戰。因為香港守軍作戰失利而且孤軍無援，身兼香港三軍總司令的總督楊慕琦於12月25日下午決定投降，當日時值聖誕節，因而被稱為「黑色聖誕」。香港日佔時期歷時「三年零八個月」，至1945年8月30日英國皇家海軍艦隊抵達維多利亞港，佔領香港的日軍向英軍投降，香港重光，香港恢復由英國管治。

## 英國的遠東戰略部署及香港佈防策略沿革

### 日本對英國開戰及入侵香港的歷史概要
1842年大清割讓香港以來，英屬香港是英國在亞太區的重要據點。19世紀晚期，隨著俄國在東亞擴張勢力，英國與日本出於抗衡俄國的需要，兩國在1902年1月締結英日同盟，日本繼而在1904年的日俄戰爭擊敗俄國，兩國又在一次大戰中的青島戰役合力清除德國在亞洲的勢力，但日本持續擴充軍力並謀求稱霸亞洲，其戰略野心在一次大戰結束後召開的華盛頓會議逐漸浮現，英國開始對日本持續擴張軍事勢力有所警惕，遂將日本視為威脅英國在遠東利益的假想敵，並按時局調整香港的防衛策略，以配合英國在遠東的戰略部署。至於謀求軍事擴張的日本，亦視英國為其稱霸亞洲的阻礙，隨著《倫敦海軍條約》於1936年失效，日本決定擺脫各項限武條約的制肘，全心擴充軍力準備排除英美在亞洲的勢力，日本開始深入研究對英國開戰所需的部署，並開始構思攻打香港的計劃。二戰爆發後，日本在1940年7月2日的御前會議中訂立兩大國策，其一是以日本為中心，建立以日本、滿洲國及汪精衛國民政府為骨幹的「大東亞新秩序」，其二是伺機執行「南進政策」進軍東南亞及太平洋，至此埋下侵佔香港的伏筆。

### 華盛頓條約、遠東戰爭備忘錄及司徒拔報告（1920年代）

1920年，英國海軍本部撰寫了《遠東戰爭備忘錄》，成為英軍在太平洋戰爭爆發前的遠東戰略藍本。雖然《備忘錄》在1920年代至1930年代曾有多次修改，但大致維持如下：一（I），日本向英國宣戰後，英國皇家海軍在本土及地中海海域集結，向遠東航行抵達新加坡。二（II），皇家海軍從新加坡增援、重奪、或佔據中轉基地，例如香港或更北的港口。三（III），皇家海軍由中轉基地出發，與大日本帝國海軍進行艦隊決戰，取勝後包圍日本，迫使日本政府談判或投降。受此戰略框架影響，香港一直是皇家海軍的遠東戰略核心，促使英國政府及軍部早於1920年代開始討論香港佈防。

第一次世界大戰結束後，美國在1921年邀請列強參與華盛頓會議，商討德意志帝國戰敗後遠東及太平洋地區的勢力分配，並嘗試恢復勢力均衡，避免再次引發戰爭。當時會議的其一焦點，在於重新劃分美國、英國及日本三國於遠東的海權勢力，而爭議則聚焦於限制海軍軍備、殖民地佈防及德屬殖民地的再分配事宜。由於香港是英國亞洲殖民地的前沿，位處日本與東南亞之間，擁有重要戰略價值，其佈防問題亦被納入議程之內。
根據華盛頓會議的協商成果，英美日等國於1922年2月分別簽署組成《華盛頓條約》的《四國公約》及《華盛頓海軍條約》。按照《四國公約》，1902年締結的英日同盟必須解散；而《華盛頓海軍條約》的締約國須根據條文限制其海軍的規模及部署。美國及英國獲分配的海軍主力艦艇總噸位比例較日本高（英、美、日的噸位比例是5: 5: 3），條約限制日本海軍的規模不能超趕英美兩國，並使日本須拆毀多艘建造中的戰艦，不過，日本亦成功爭取在條約加入限制在東亞增建軍事基地的條文，其中第19條規定，包括香港在內所有東經110度以東的英屬島嶼，除澳洲、紐西蘭及加拿大的屬島之外，其海防設施及海軍基地都維持現狀，不得增建，只可維修或替換已破舊的裝備。有關條文特別針對香港、菲律賓及關島這三個英美在東亞的屬地，使英國及美國在西太平洋地區開展防務計劃時受到限制，因此在條約生效期間的1922至1936年，英國不能在香港增建海防炮台或擴充海軍基地。在一次大戰後，日本取得德屬中南太平洋群島的控制權，作為日本在太平洋制衡美國勢力的緩衝地帶，但同樣不得在島上建造海軍基地及海防設施。換言之，條約將美國、英國及日本分為三大勢力，美英兩國雖可保有較大規模的海軍艦隊，卻難以固守遠東領地；兩國海軍主力須先在本土集結，再跨越重洋，方能抵達遠東作戰，使美英兩國俱陷入戰略被動。至於日本，雖然在亞洲擁有地利之便，戰略上處於優勢，但整體海軍規模將比不上英美，難以單獨與美國或英國長期作戰。簡而言之，條約的理想目標，是使三國都無法在亞洲佔有絕對優勢，從而達成勢力均衡。
在海軍條約簽訂後，雖然國際局勢暫時緩和，但英國軍方從未停止探討遠東的防務事宜。1920年英國海軍本部撰寫了《遠東戰爭備忘錄》（War Memorandum (Eastern)），構思英日戰爭的作戰藍圖。按照當時海軍本部的構思，倘若英國與日本爆發戰爭，整場戰事將分為三個階段。第一階段為本土動員，皇家海軍將從英國本土派出艦隊開往遠東的海軍基地，並利用沿途的英國屬土及殖民地作為補給站，而爆發戰事的英國遠東屬土必須盡量死守，等待皇家海軍的主力來援。第二階段是建立中轉基地，令皇家海軍可在日本本土附近建立據點，英國將以軍事行動奪取或奪回，或者通過外交手段獲取鄰近日本的港口控制權。第三階段是圍堵日本，皇家海軍將會逼近日本本土，誘使日本海軍進行艦隊決戰，皇家海軍於取勝後將對日本進行海上封鎖，迫使日本談判或投降。這個作戰計劃於1920年代已開始構思，到1930年代初期日臻成熟。
按照海軍本部在1920年代的想法，由於新加坡位居印度洋進入南中國海的要衝，而且遠離其他列強的直接威脅，因而成為皇家海軍在遠東的核心基地，英國在遠東的防衛策略將以新加坡為核心，名為「新加坡戰略」，可是在馬來半島南端的新加坡，距離日本及英國在中國的租界都過於遙遠，並不適合用作第二階段行動的中轉站，因此皇家海軍必須使用香港或香港以北的港口作為中轉基地，方能展開第三階段的作戰行動。換言之，皇家海軍的策略是香港一旦遭到入侵，英軍將通過新加坡的基地增援或重奪香港，而香港必須在戰爭爆發後盡量死守，直到皇家海軍抵達增援。
在此背景下，香港的防務問題便備受軍方關注。早在《華盛頓條約》簽訂之前，英國陸軍部便開始研究香港的防守策略。起初，英國陸軍部認為香港太接近日本的勢力範圍，根本無法抵禦日軍入侵，只能棄守。然而在1925年，英國陸軍部仍電令香港總督司徒拔爵士及駐港英軍，檢視香港的防衛能力。港府在1926年向倫敦提交報告，指香港海灘甚多，難以防守，故此防衛目標應限於阻止敵軍使用海港。報告同時建議軍部向香港增兵至四營正規軍，以及派駐18架飛機。這些討論釐清了當時香港防務的戰略目標。
雖然英國在一次大戰結束後的1920年代尚未計劃再度擴充軍力，但英國政府及軍部俱同意在不違反《華盛頓條約》的前提下，適度增強香港防衛。在總督金文泰任內，香港政府有意發展航空業，而當時持有啟德土地的「啟德營業有限公司」，在開發該片土地為大型商住項目時陷入經濟困難，港府及軍方都認為啟德土地適合修築機場，港府於是在1927年出資收購整片啟德土地。為因應日本陸軍飛行第8聯隊於1927年5月進駐台灣高雄，皇家空軍也於同年進駐香港，但當時駐港空軍只能使用水上飛機。受制於《華盛頓條約》，軍部不能在香港建築空軍基地，所以先由港府在啟德興建供民航用途的機場，啟德機場於1929年啟用，該機場由海事處的前身「船政廳」管理，但同時供軍方飛機使用，之後在機場的東側設置啟德皇家空軍基地，基地設施在1930年代中期陸續落成，啟德成為軍民兩用機場。
雖然司徒拔報告建議將香港的防務集中於固守香港島，但英國參謀長委員會的戰爭計劃小組卻另有計畫。小組在1927年提議將香港的防線延伸至包括九龍半島在內，可提防日軍採取攻打旅順港的策略，先佔據九龍的高地並架設大炮，再從九龍的高地炮擊維多利亞港及香港島，因此有必要在新界及九龍之間設立防線，方可保障維多利亞港及海港兩岸的設施如太古船塢的安全。小組亦重申香港是皇家海軍在遠東的重要前哨基地，香港守軍必須堅守45至55天，皇家海軍才有足夠時間調動艦隊到香港增援。小組後來在1930年及1934年分別兩次提交相近的報告，促成在1936年建造醉酒灣防線。這道防線橫貫九龍山脊，是英國在戰間期少有的海外大型防禦工事建築。

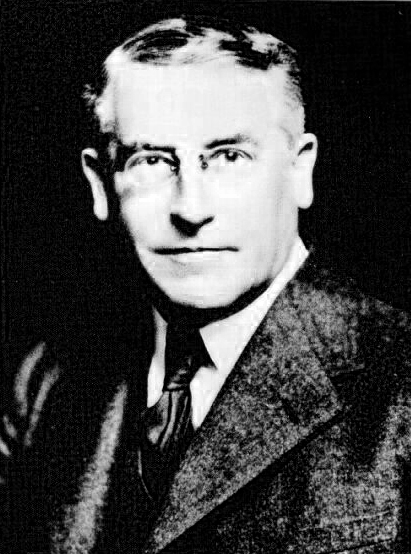
司徒拔爵士肖像。司徒拔在1919年至1925年任香港總督，在任期完結前夕根據倫敦指令，檢示香港的防衞能力。報告在金文泰爵士接任總督後的1926年提交倫敦，釐清了香港防務的部分問題。
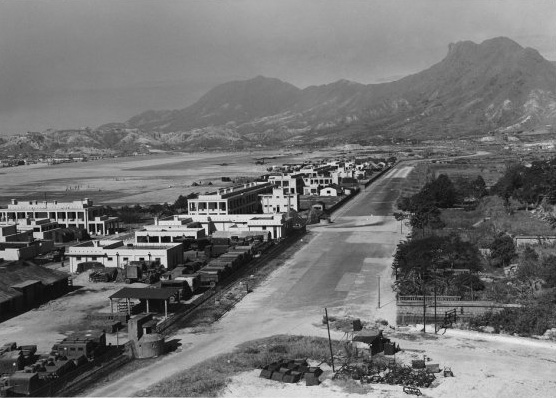
位於啟德機場東側的啟德皇家空軍基地。英軍在1920年代已計劃在香港派駐空軍，但受到《華盛頓條約》的限制，所以先由港府興建民用的啟德機場，機場於1929年啟用，再在機場東側增設空軍基地，成為軍民兩用的機場，而機場跑道也是軍民共用。本圖約攝於1945年8月日本投降後，圖中左下角停泊有盟軍車輛，圖中央的道路是後來的觀塘道。
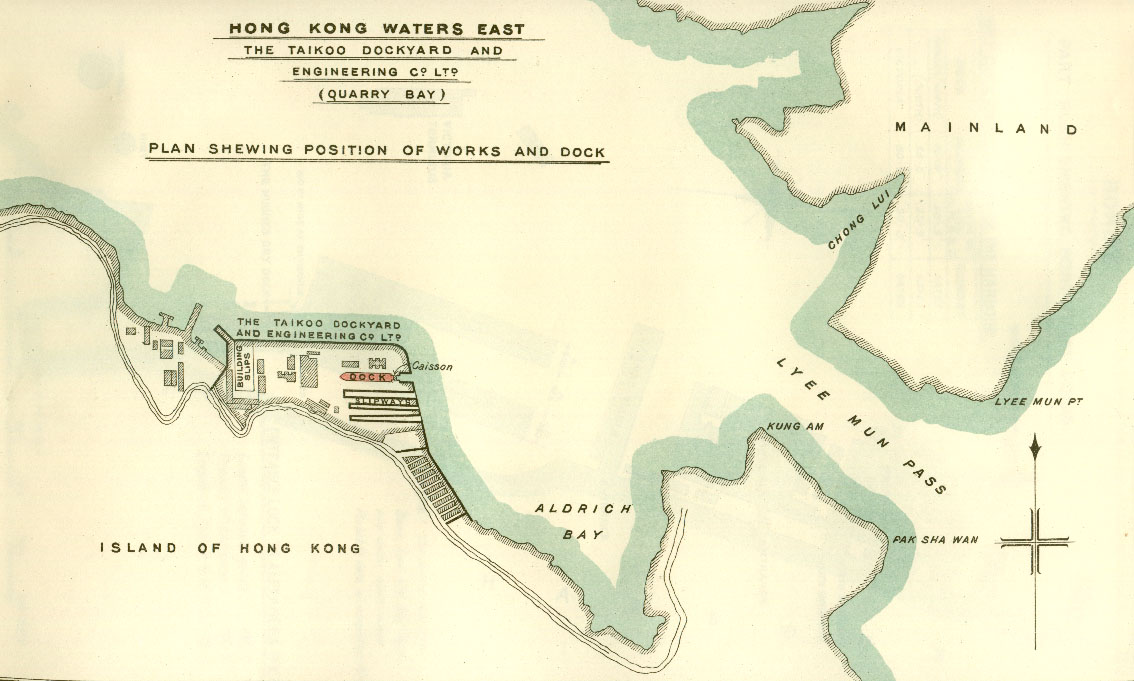
在20世紀初的太古船塢位置圖。英軍保衛香港的其中一個主要目標，是阻止外國軍隊控制維多利亞港，並保障海軍船塢（今金鐘）及太古船塢等海軍設施和航運基建的安全。
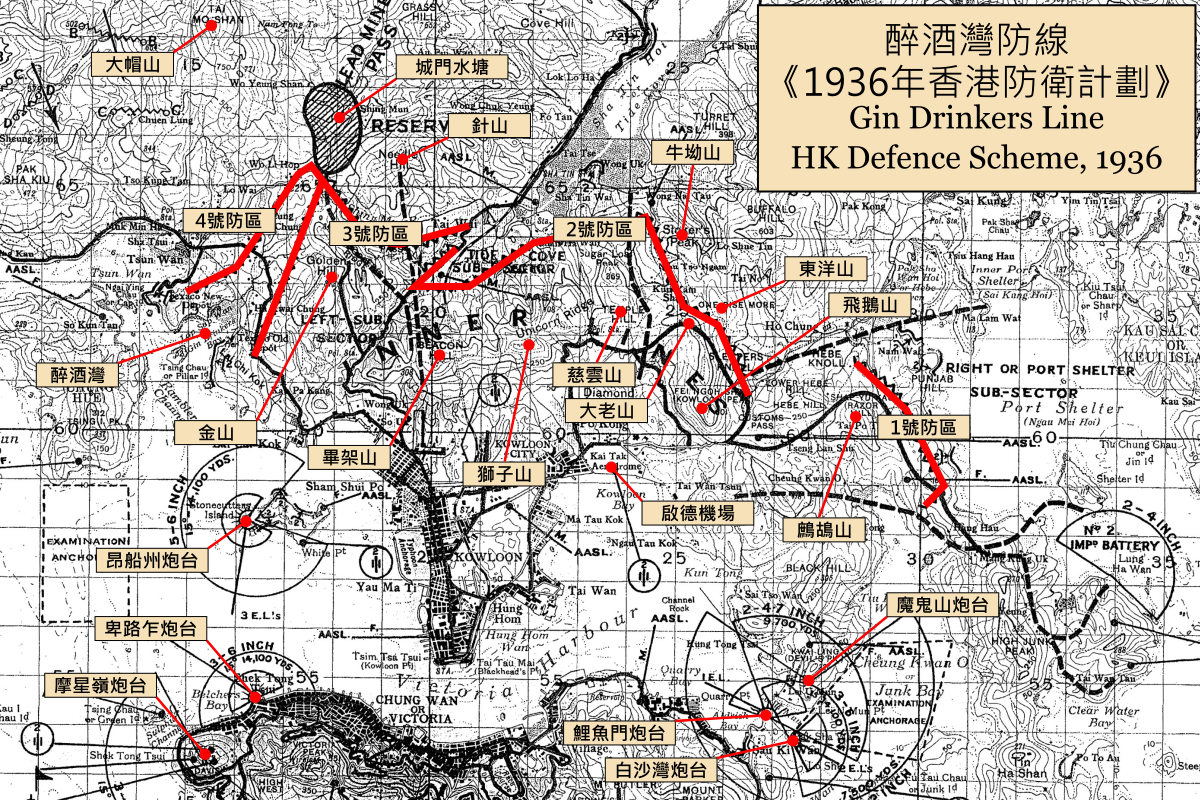
醉酒灣防線經常被簡化為一條延綿不斷的防線，但更準確是指英軍沿九龍山脊設下的四個防禦區域，阻止敵軍從新界入侵九龍半島。圖為巴度苗少將在《1936年香港防衛計劃》描繪的醉酒灣防線，由西面開始為4號區域（青山道到金山前）、3號區域（金山—大埔道及城門谷一帶，包括建造中的城門水塘和城門棱堡）、2號區域（沙田海到東洋山一帶）、1號區域（東洋山到將軍澳一帶）[28]。按照巴度苗的構想，英軍需要投放四個營的兵力死守防線。但英國參謀長委員會在1938年修改計劃，放棄死守九龍，並將醉酒灣防線改為遲滯作戰用途。要到1941年11月，加拿大兩營士兵增援香港之後，駐港英軍才重新駐防醉酒灣防線，但目的仍是拖延日軍前進。

### 第二次世界大戰前的戰略調整（1930至1939年）

此為城門棱堡的設施分佈略圖，棱堡四周都有機槍堡，並有多條以英國倫敦街道命名的地道。英軍於1936年修建醉酒灣防線，又在上城門水塘以南的孖指徑修建城門棱堡強化防線的防衛能力，並計劃進一步擴建防線；然而在1930年代後期，歐洲局勢日漸緊張，英國難以兼顧遠東及增兵香港，參謀長委員會在1938年更改香港防衛策略，把防衛重心退回香港島，原計劃必須堅守以保護九龍和維多利亞港的醉酒灣防線，改用作拖延敵軍推進，該防線也於同年停工；位於九龍的海防炮及高射炮也因為防衛計劃的收縮，陸續被轉移到香港島；駐港英軍亦因為兵力所限，曾經考慮棄守醉酒灣防線，將兵力集中保衛香港島。

踏入1930年代，國際局勢日益惡化。日本在1931年藉九一八事變入侵中國東北，並且在1932年進攻上海，迫使上海非軍事化，日軍在1937年發動七七事變致使中國抗日戰爭全面爆發。在同時期的歐洲，早在1922年法西斯黨領袖貝尼托·墨索里尼在意大利成為首相後就開始計劃擴張意大利殖民帝國。1935年，意大利派兵在意屬東非進攻埃塞俄比亞。希特拉的納粹黨在1933年德國上台執政後亦撕毀《凡爾賽條約》擴充軍備重建，並於1936年派兵進駐萊茵蘭非軍事區。
國際形勢急轉直下，英國政府開始加強香港防務。1932年英國先按計劃向香港增加6門3吋高射炮，隨後又增加香港的海防炮，並將原派駐上海的一營士兵調派到香港。此外，英國政府和軍部採納參謀長委員會的報告，於1934年開始在香港修築醉酒灣防線，並計劃在《華盛頓條約》於1936年失效後，在西貢、將軍澳及赤柱等地增建炮台。面對日益緊張的局勢，英國政府於1934年決定擴充軍備，並於1936年初批出撥款，給予各英國領地加強防務，香港亦取得500萬英鎊，該筆款項在2020年相當於數億英鎊，對比香港當時的經濟水平，香港獲得的金額是十分龐大。不過，因為防務建設是以英國本土為優先，故此香港的防務未能迅速擴充。
英國於1930年代的遠東戰略曾經出現多次變動，也使香港的防衛部署和策略受到影響。1936年，駐港英軍司令巴度苗（Arthur Wollaston Bartholomew）少將提交了《1936年香港防衛計劃》。這個《防衛計劃》是以死守香港，等待本土艦隊來援為防衛目標。巴度苗判斷日本如揮軍入侵香港，日本陸軍在開戰初期將會派出一個師的兵力發起進攻，並配合海軍及航空兵轟擊香港，而防守香港的四營正規軍及一營香港防衞軍，當中的三營正規軍在醉酒灣防線死守，而香港防衛軍則守備各機槍堡，盡力阻止日軍越過防線進軍九龍，從而避免日軍炮擊維多利亞港兩岸及進攻香港島，直至英國援軍抵達為守軍解圍。不過，巴度苗明言目前駐防香港的軍力僅有四營正規軍，只可以應付敵軍突襲，並不足以抵擋有組織的進攻，守軍也只能背水一戰。陸軍部曾於1935年3月派出要塞監督巴倫（Frederick Barron）少將到香港檢視巴度苗設計的醉酒灣防線及視察駐港英軍的操演及裝備，巴倫其後提交《香港防禦設施報告》，指出香港守軍的炮兵裝備老舊、車輛不足及營房太少等問題，他亦認為醉酒灣防線最少要有四營守軍，另有兩營兵力用於新界遲滯戰，一旦新界失守則加入醉酒灣防線，使防線能夠由接近六營的兵力防守，巴倫又提到香港的海岸線太長，守軍須要有海軍及空軍支援。故此，巴度苗多次要求倫敦增兵香港，他在1938年4月向陸軍部表示，如要按計劃防守香港，香港守軍最少要增至八個營，還要有五個中隊的空軍。
然而英國海軍本部卻於此時對增兵遠東一事有所動搖。德國在1935年擴充軍備及重建海軍，令英國本土再次面臨威脅，而意大利又有可能與德國結盟，將威脅到英國在地中海及埃及的利益，未必能夠派遣龐大的艦隊到遠東增援。因此在1937年的《遠東戰爭備忘錄》中，雖然海軍本部保留原有的增援遠東計劃，卻又構思派遣較小規模的艦隊到遠東，配合已在遠東駐守的艦隊及駐防新加坡的空軍，干擾日本的海上貿易線，從而迫使日本談判。
同樣在1937年，參謀長委員會的戰爭計劃小組再次評估香港防務，認為香港需要增建多一座空軍基地，方能抵擋日軍的空中攻擊。然而受制於香港的多山多島地形，新機場只能選址在地勢較爲開闊，但不受醉酒灣防線保護的新界，因而引起三軍激烈的爭論，海軍堅持要保衛香港的海軍基地和船塢設施，陸軍不願意將有限的兵力分散到新界，空軍則不打算增兵香港。經歷多番爭論，參謀長委員會在1938年7月決定放棄巴度苗在1936年制定的《防衛計劃》，將香港的防守範圍縮減到香港島及維多利亞港。委員會同時決定停止修築醉酒灣防線，並將其軍事用途更改為拖延敵軍推進，香港政府因此在香港島增建機槍堡等防禦工事，並將海防炮及高射炮逐步轉移到香港島。賈乃錫（Arthur Edward Grasett）少將於1938年11月接任駐港英軍司令，他認為醉酒灣防線本身須要四營兵力駐守，但香港僅有四營正規軍，假如要固守香港島，便沒有兵力可分派到新界和九龍，在醉酒灣防線也只能安排一營兵力略作抵抗，而且必須保留實力退守港島，不能在九龍損失過重，預期最多逗留兩天便要撤到香港島。賈乃錫在任期間一直爭取倫敦增兵香港，期望多派最少兩營步兵，方有兵力可調派到醉酒灣防線，然而倫敦方面擔憂廣州和深圳淪陷後，香港已難以堅守，因此沒有答應，他只好強化香港島的防禦工事，以期在香港島打持久戰。

### 太平洋戰爭前的多次調整及港府民防政策（1939至1941年）

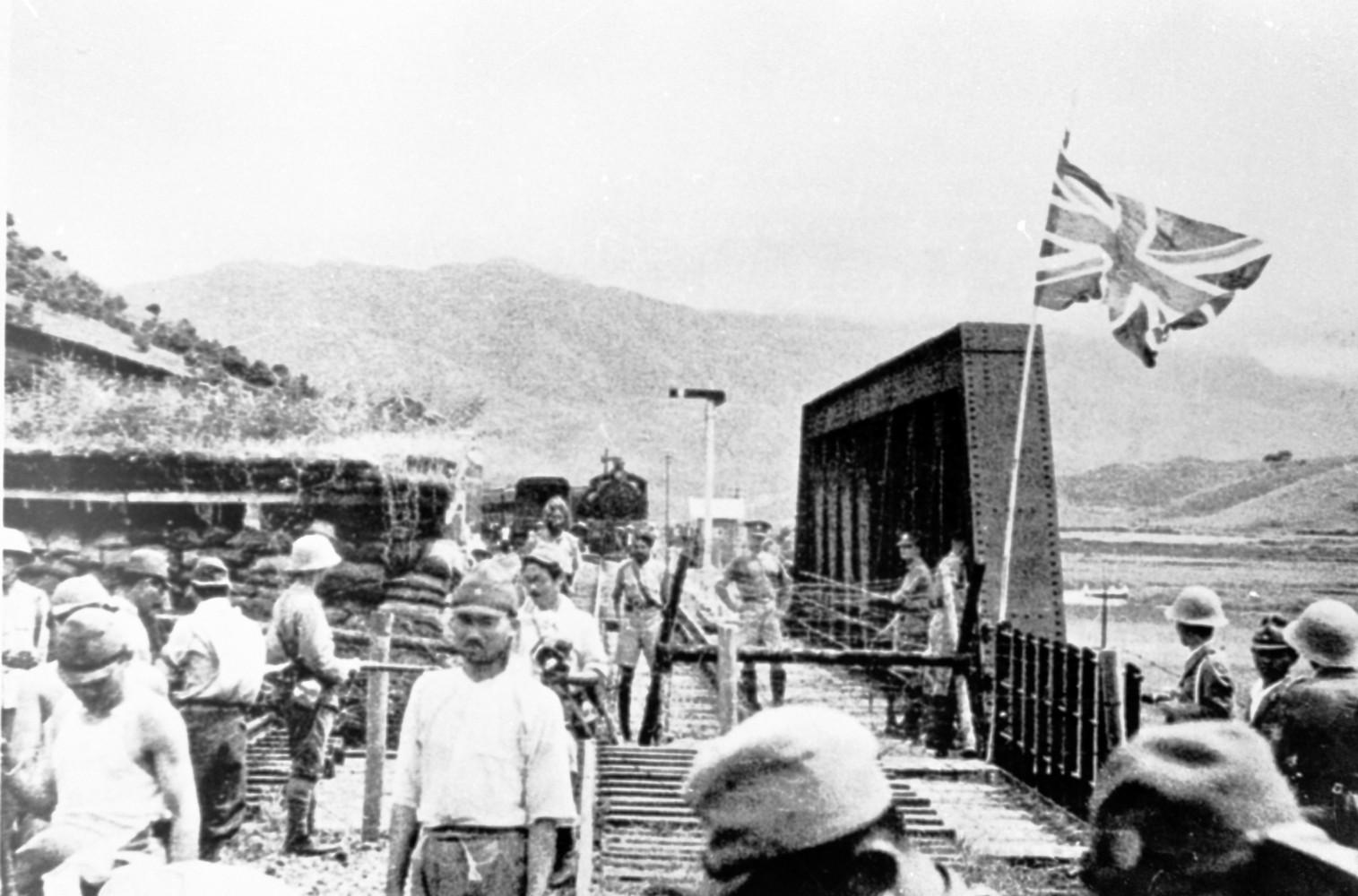
1938年10月21日日軍攻克廣州。後來於11月初，日軍封鎖香港和中華民國廣東省寶安縣邊界的羅湖橋，並與駐港英軍對峙。圖中可見當時中港邊界位於羅湖橋的北岸橋頭，即以深圳河北岸為實際邊界線。此照片拍攝時位於深圳河以北的寶安縣一側。

1938年10月12日，日軍在香港附近的大亞灣登陸，在10月21日便攻陷廣州，又於1939年5月攻克海南島，而在深圳河一帶的香港邊界，日軍與防守香港的英軍正處於對峙狀態，雖然日本尚未準備好向英國開戰，但香港的周邊都已在日本勢力的控制之下。德國在1939年9月1日入侵波蘭引發二戰歐洲戰事，第二次世界大戰正式爆發。從1940年至1941年12月7日太平洋戰爭爆發之前，香港的防守策略一直受到英國政府面對戰局的發展而不斷轉變。在歐洲戰事爆發前，由於日軍在1939年已進佔廣東及海南島，完全取得香港周邊地區的制海權和制空權，英國有感於香港已被日本勢力包圍，對防守香港的態度趨向悲觀，甚至打算放棄使用香港的海軍基地。儘管如此，英國的防守方針仍是盡可能拖延與日本開戰；假如日軍入侵香港，守軍應盡量拖延到英國在東南亞的駐軍趕來增援；時任海軍大臣邱吉爾直言「香港雖不能堅守，但一定要保衛」。當時英國政府曾經有以下考慮，包括支持中國拖延日軍擴張；研究與法屬印度支那的法國軍隊合作；嘗試促使美國干預遠東局勢；或者與日本談判等等。

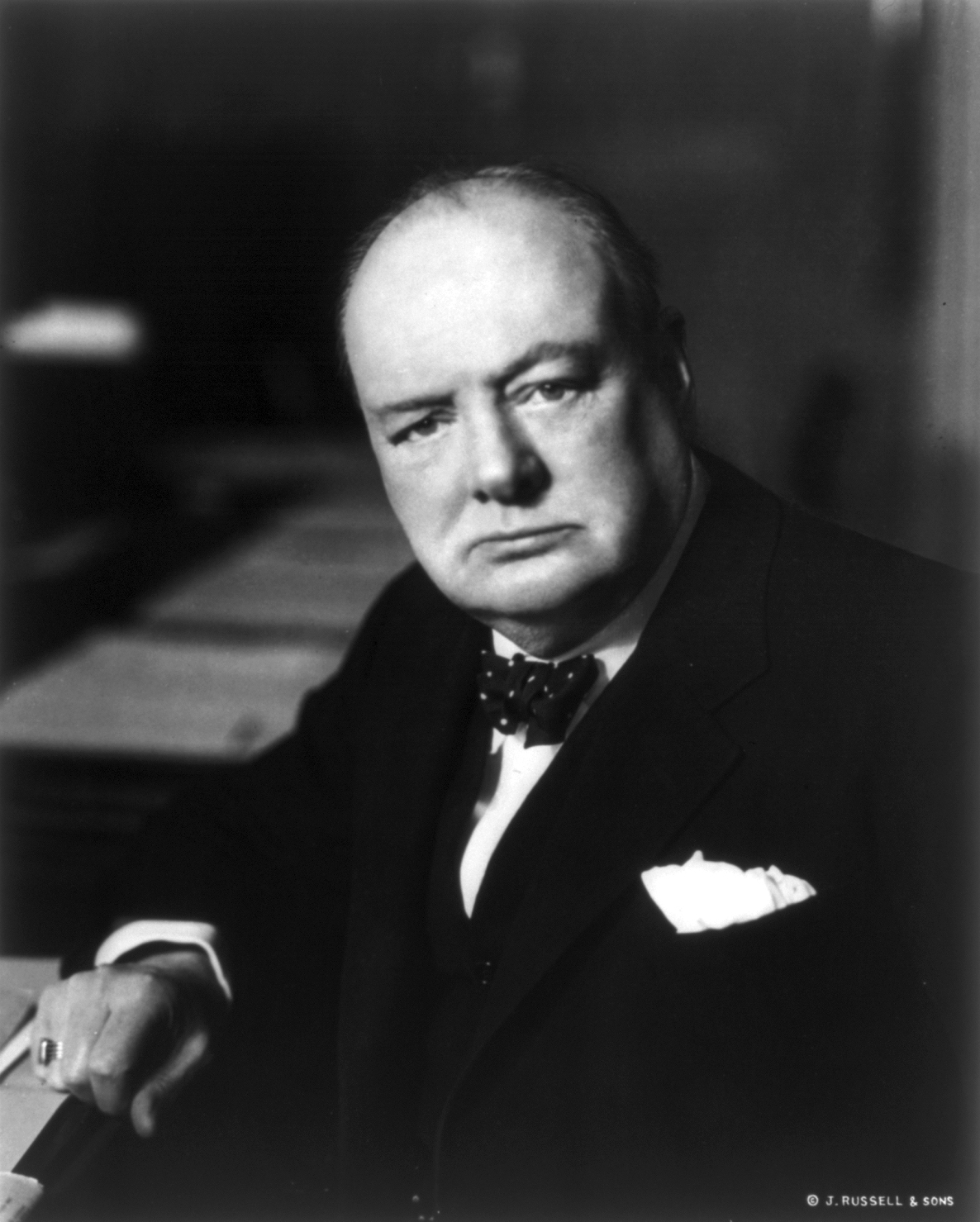
英國首相邱吉爾肖像。1939年至1941年間，英國在第二次世界大戰經歷高低起伏。當日本在1940年6月趁法國在歐洲戰败要脅英國關閉滇緬公路之時，英軍不但在挪威戰役及法國戰役中敗退，英國本土亦面對德國入侵的威脅，難以兼顧遠東地區，只能拖延日本的開戰時間。因為與香港北部接壤的深圳已於1938年淪陷，日軍可由陸路入侵香港，香港已難以防守。邱吉爾任職海軍大臣時曾稱「香港雖不能堅守，但一定要保衛」，但他當上首相後卻有感於香港在防守上的劣勢，對增兵香港態度消極，更形容增兵香港是「大錯特錯」。然而踏入1941年，英國在歐洲戰場的陣腳漸穩，邱吉爾為首的英國政府對防守遠東的態度又轉趨積極，欲透過增兵馬來亞及香港，並聯同美國、中國及荷蘭，以威懾日本的開戰意圖，也因此促成加拿大派兵增援香港。

1939年9月1日，德國入侵波蘭，歐戰爆發，正式拉開二次大戰的序幕，國際形勢出現劇變，英國在戰爭初期的形勢不容樂觀。1940年4月，德國侵佔丹麥及挪威，挪威的淪陷，令德國更容易封鎖英國的對外交通及攻擊英國本土，使英國國內陷入恐慌，由德奧合併開始到德國入侵捷克上採取綏靖政策的首相張伯倫因此下台，邱吉爾於5月10日接任英國首相。就在邱吉爾接任首相當天，德軍發動席捲西歐的大規模攻勢，盧森堡、荷蘭和比利時皆迅速淪陷。英國派駐法國協防西歐的英國遠征軍，也與法軍節節敗退，惟有在5月底實施敦克爾克大撤退，將殘餘部隊撤回英國。6月14日巴黎陷落；法國不久便於6月24日投降，英國在歐洲陷入孤立，只能單獨對抗野心勃勃的德國。與此同時，意大利在6月10日對英法宣戰，開啟了地中海、中東及非洲戰場，特別在地中海戰役中意大利皇家海軍牽制了皇家海軍的主力。德國於7月發動不列顛空戰，德國空軍大規模空襲英倫三島，作為入侵英國本土的首階段行動；德國海軍進行潛艇戰封鎖英國海運，使英國物資短缺；德軍又擬定海獅計劃準備登陸英國本土，使英國陷入生死存亡的危機。
日軍在1938年12月攻佔廣州及深圳後，雖然日本已截斷物資經香港轉運到中國的物流線，但中國仍能通過滇緬公路經英屬緬甸獲取物資供應，因此自1938年起，日本便要求英國關閉滇緬公路，以斷絕中國取得外來物資。1940年4月起，德國在歐洲發動連串凌厲的攻勢，不但佔領西歐多國及北歐的丹麥和挪威，與德國簽訂《鋼鐵條約》的意大利亦趁機參戰意圖瓜分法國及巴爾幹半島，蘇聯與德國簽訂《德蘇互不侵犯條約》後則發動冬季戰爭入侵芬蘭及進行佔領波羅的海國家的擴張，而位於英吉利海峽的英國皇室屬地海峽群島亦被納粹德國佔領，連英國本土也深陷險境，日本於是趁機要脅英國關閉滇緬公路，為了加強對英國的施壓，日本陸軍於1940年6月初調派大批部隊在臨近香港的深圳集結並舉行軍演，日本又向英國政府發出最後通牒。邱吉爾為首的英國政府受制於急劇惡化的歐洲戰局，為避免在遠東地區也燃起戰火，只好聽從參謀長委員會的建議，在外交上向日本妥協。英國與日本於7月18日在東京達成協議，英國同意關閉滇緬公路三個月。英國希望透過談判拖延日本，避免與日本立即開戰，但日本並沒有停止染指東南亞的步伐，日本趁法國本土已經淪陷，於9月派遣日軍入侵法屬印度支那，滇越鐵路遂落入日軍控制，此舉不但可進一步截斷中國的對外交通線，更令日本的軍事勢力範圍延伸到東南亞，還可將香港進一步孤立，使香港一旦爆發戰事，在東南亞的英軍也難以馳援。
英國向日本屈服關閉滇緬公路，使香港政府領導層及殖民地主管部門對香港的防守更為悲觀，香港總督羅富國及殖民地部都認為香港已無法防守，呼籲倫敦當局考慮撤出香港守軍，羅富國更認為應宣布香港為「不設防城市」，以避免戰爭造成大量平民死傷。不過，英國政府及軍部雖然都認為香港是難以防守，卻大力反對香港撤防，認為放棄守備香港形同鼓勵日本加快滲透和侵略香港，而向日本不戰而屈，不但打擊英國國內的民心士氣，也打擊中國抗日士氣，進而削弱英國政府的威信，更有機會誘使日本加快發動戰爭，後果極為嚴重。1940年9月27日，德國、意大利和日本在柏林簽訂《三國公約》，軸心國正式形成，在此情況下，正在抗擊德國的英國，更不可能對軸心國之一的日本作出退讓。英國政府決定不再與日本進行談判，並於10月重開滇緬公路，以表達不會向與德國和意大利結盟的日本作出妥協的決心，英日兩國爆發戰爭的危機因而再次升溫。日本陸軍在控制法屬印度支那北部後，曾經提出應趁法國及荷蘭已經淪陷，英國在歐洲單打獨鬥，要求日本政府批准進一步入侵英、法、荷在東亞的屬地，但日本海軍以準備不足及美國可能介入為由，反對立即向英國開戰，戰爭才沒有在1940年爆發。
雖然戰爭因英國政府暫時妥協及日本政府憂慮美國介入而沒有立即爆發，但英國當局仍要為很可能爆發的戰爭謀劃對策。因為在香港東面的台灣早已是日本殖民地；在香港西面的珠海及海南島已經為日軍攻陷，而法屬印度支那也已被日本勢力所支配；與香港北部接壤的深圳，以至廣州一帶，都已在1938年起陸續被日軍攻陷，因此香港在地理上已陷入三面受敵。假如香港遭到日本大舉入侵，加上日本海軍在遠東具有很大優勢，英國在東南亞的駐軍將難以馳援，英國此時也無法派遣大軍增援在遠東的守軍，所以香港在1940年已近乎被日本勢力完全包圍，只是日本尚未下定決心向英國開戰將香港拿下。由於英國不可能將香港向日本拱手相讓，但增兵香港又很大機會要承受全數損失，在此情況下，英國政府及軍部對香港的守備目標，便不在於瓦解日本的軍事攻勢，而是在道義上爭取上風，減輕政治壓力，以及減少平民傷亡。故此，英國政府一方面向馬來亞及海峽殖民地增兵，卻又否決遠東三軍總司令樸芳空軍上將向香港增兵的提案，首相邱吉爾更直言向香港增兵是「大錯特錯」（This is all wrong）。不過，因應樸芳的要求，英國當局同意將一批包括通用載具和備用炮管在內的軍備運送給駐港英軍。
然而在1941年初，英國在北非戰場的羅盤行動擊敗意大利入侵埃及後的行動，不但將意大利皇家陸軍逐出埃及，英軍更乘勝追擊意軍達800公里到意屬利比亞腹地，並消滅意大利皇家陸軍第10軍團，令英國對抗軸心國的士氣大振，英國政府及軍部對日本的態度遂轉趨強硬，更嘗試與美國聯手增兵東亞，阻嚇日本發動戰爭。當時英國已於不列顛戰役取得勝利，德國空軍無法奪取英國的制空權，迫使希特拉取消入侵英國本土的海獅計劃；英國又於同年3月開始透過《租借法案》獲得美國物質支援；美日關係日趨惡化，美國海軍決定將太平洋艦隊由美國西岸移駐到太平洋中部的珍珠港，並增兵菲律賓。德國在6月22日發動巴巴羅薩行動入侵蘇聯，減輕英國本土面對德軍入侵的壓力；而皇家海軍在地中海及大西洋亦逐步站穩陣腳，可以派出部分軍艦增援遠東地區。由於形勢稍為好轉，倫敦當局及軍部開始與美國、中國及荷蘭流亡政府商討合作，共同在遠東制衡日本，亦即設立ABCD包圍網，企圖迫使日本放棄侵略。
賈乃錫少將於1941年7月卸任駐港英軍司令返國，由莫德庇少將接任。不過，賈乃錫取道家鄉加拿大返回英國之時，特意到渥太華遊說加拿大政府派兵增援香港，他與加拿大陸軍總司令加利華少將及加拿大國防部長羅士頓會晤，尋求加拿大派兵增援香港，加拿大軍方對此正面回應，並轉交加拿大內閣商議；時任加拿大總理麥肯齊認同加拿大可在戰時發揮更大影響力，同意協防香港，加拿大政府於9月決定派兩營步兵增援香港守軍。當時在大英體系下與加拿大同為自治領的澳洲，已經派兵到英屬馬來亞支援當地英軍。賈乃錫邀請加拿大派兵到香港的提議，既無須動用在英國本土的兵力，又可增強香港防務，更可展現在大英體系下各自治領與英國共同對抗軸心國的決心，加強阻嚇日本的開戰意圖，還可提升英國國內的士氣，因此獲得英國內閣支持，連原本對增兵香港採取消極態度的首相邱吉爾亦表示樂觀其成，並由自治領部正式向加拿大發出派兵到香港的邀請。兩營共1,975人的加拿大援軍，於10月中旬分別從魁北克市和溫尼伯啟程，經溫哥華乘運兵船橫渡太平洋，於11月16日抵達香港。樸芳、賈乃錫與莫德庇等英軍將領，於11月繼續遊說加拿大增派援軍到香港，而樸芳更提議加派空軍到香港，雖然加拿大也有意加派兵員和裝備到香港，但未能趕及戰爭爆發前落實。
除了商討增兵香港之外，當日軍在1938年攻佔廣州後，香港政府開始籌備民防工作。不過，由於時任總督羅富國認為強化香港軍備會被日本視為挑釁，主張香港不設防，故此他將焦點集中在強化港督權力、戰時財政預算、輿論審查、糧食和物料管制，以及關閉邊境等行政措施。雖然羅富國在任內下令成立防空署及教育公眾應對空襲，但備戰態度始終有欠積極，羅富國本人更拒絕增建防空洞。羅富國於1940年4月至1941年1月間因病返回英國休養，其職務先由輔政司史美代行，至同年8月交由陸軍中將岳桐署任。岳桐署任總督後，各項民防工作才加緊進行，他於10月下令在香港島及九龍大量增建防空洞及各種民防設施，又邀請國民政府派員來港，協助監聽日軍通訊及分享情報。不過，由於岳桐倉促推行的民防工程引發大量貪污弊案，招致立法局及社會輿論猛烈抨擊。楊慕琦於1941年9月就任港督後，為了挽回公眾信心，旋即在11月成立「公務員貪污調查委員會」（Commission on Corruption in the Public Service）及「懲治貪污局」（Anti-Corruption Bureau）徹查弊案，然而未見成效，戰爭已經爆發。
香港政府在1937年12月籌組一個專責應對敵軍空襲香港的新部門，防空署（Air Raid Precaution Department）於1939年正式成立，該部門負責統籌防空洞的建造工程、設置防空相關的民防設施、培訓防空救護和滅火人員、教育公眾應對空襲，及制定公眾防空演練計劃等工作，以期降低香港遇到敵軍空襲時的人命傷亡；防空署在1939年便為超過6千人提供防災訓練，並印發小冊子教育市民應對空襲的措施；到1940年該署委派督導員，可在防空演習、實施燈火管制期間及在戰時，進入民居進行指導工作。踏入1941年，香港面對日軍入侵的壓力與日俱增，為因應戰爭一旦爆發後的人力需求，政府呼籲香港市民參加義務性質的防空救護隊及後備消防隊等民防部隊。
駐港英軍於1937年起招募香港華人居民加入皇家炮兵，在1941年已有約150名本地居民在英軍炮兵單位中服役。香港在1938年10月因日軍佔領廣州而進入非常時期，需要增加兵員充實防務，重啟徵兵制亦在考慮之列。1939年3月納粹德國完成吞併捷克斯洛伐克，4月意大利入侵阿爾巴尼亞，歐洲戰雲密布，英國在5月開始局部實施徵兵制備戰，早已面對日軍入侵壓力的香港隨即跟進，港府通過立法於1939年8月在香港實施徵兵制，規定在港居住的英國人參軍，他們大部分被編入屬於後備軍的香港義勇防衛軍或皇家海軍志願預備隊（Royal Naval Volunteer Reserves），而後備軍亦招募華人居民參加。除了早已成立的香港義勇防衛軍，香港政府也籌組新的軍事單位，以補充駐港英軍人數的不足，香港華人軍團及曉士兵團因此成立。香港華人軍團成立於1941年11月，成員由香港本地華人組成，由駐港英軍派出資深軍官協助訓練；與香港義勇防衛軍主要由兼職人員組成不同，香港華人軍團的成員是全職軍人，因此無須事先召集便可執勤；當初希望先組建一個達800人的步兵營，但戰爭爆發時，只來得及編成一個51人的步兵連。曉士兵團（Hughesiliers）是一支由居港外籍人士組成的民兵，成員來自超過兵役年齡的英國人，及其他居港的同盟國或中立國僑民，他們將會在被召集時協助駐港英軍保護重要據點；雖然曉士兵團的成員大多有55歲以上，但很多都是退伍軍人，當中不少成員更具有一次大戰的作戰經驗，而領軍的是曾任怡和洋行大班的行政及立法兩局議員百德新。

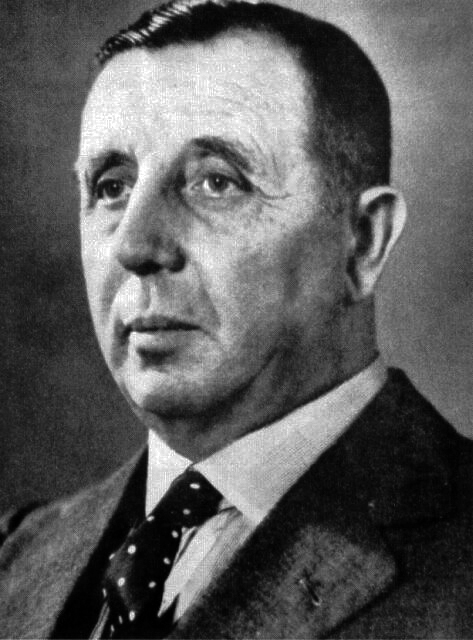
羅富國爵士肖像。羅富國於1937年至1941年9月出任香港總督。他在任內雖然推行了多項民防及備戰措施，卻呼籲倫敦當局將香港定為「不設防城市」，認為英軍死守香港，只會加劇日軍入侵香港時的平民傷亡。
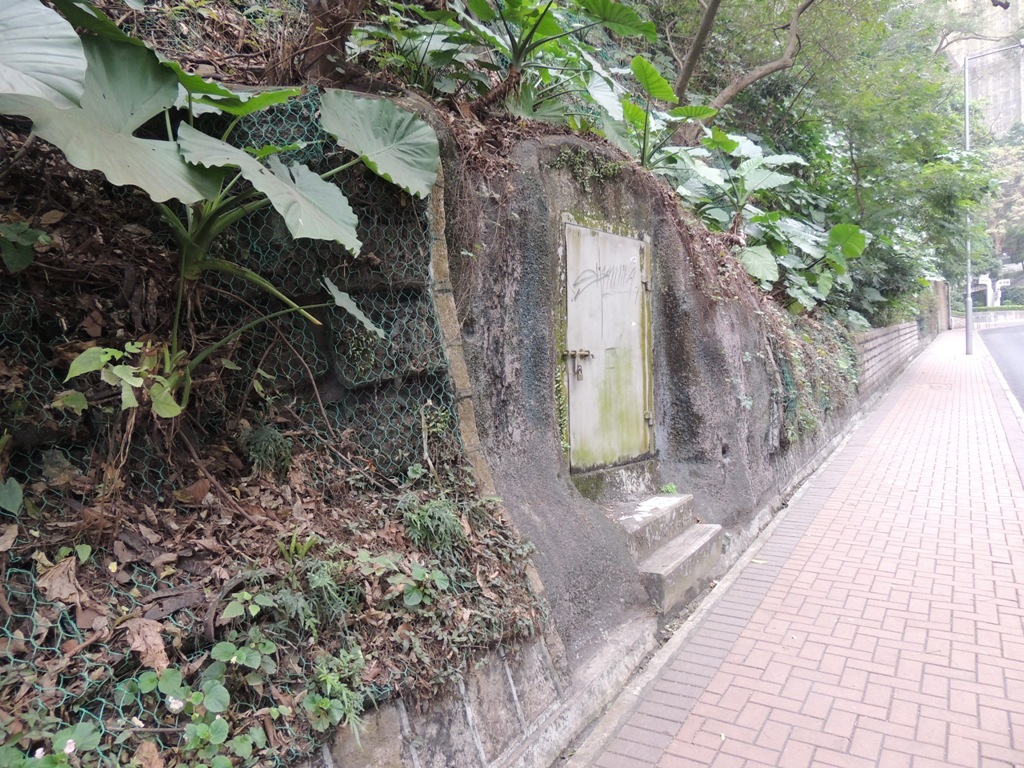
巴里士山的其中一個防空洞入口。羅富國在1940年4月至1941年1月間曾因病返回英國療養，總督職務先由輔政司史美署理，再於1940年8月交由岳桐中將署任。岳桐推行比羅富國更為積極的備戰政策，包括在港島大量建造防空洞。
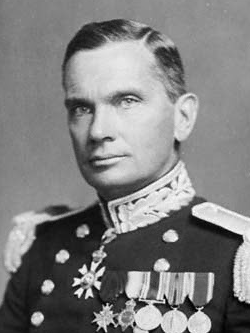
楊慕琦爵士肖像。楊慕琦於1941年9月接任香港總督，在上任後立即處理岳桐倉促推行民防工程所引發的嚴重貪污，以挽回民心。雖然日軍在三個月後便入侵香港，令改革戛然而止，但戰前的行政混亂使香港官員須引以為戒，加上戰爭使殖民政府的權威受損，香港政府在戰後嘗試革新政制及地方行政，提升市民對政府的信任，從而催生楊慕琦計劃及戴斯德的新界村代表改革[72]。
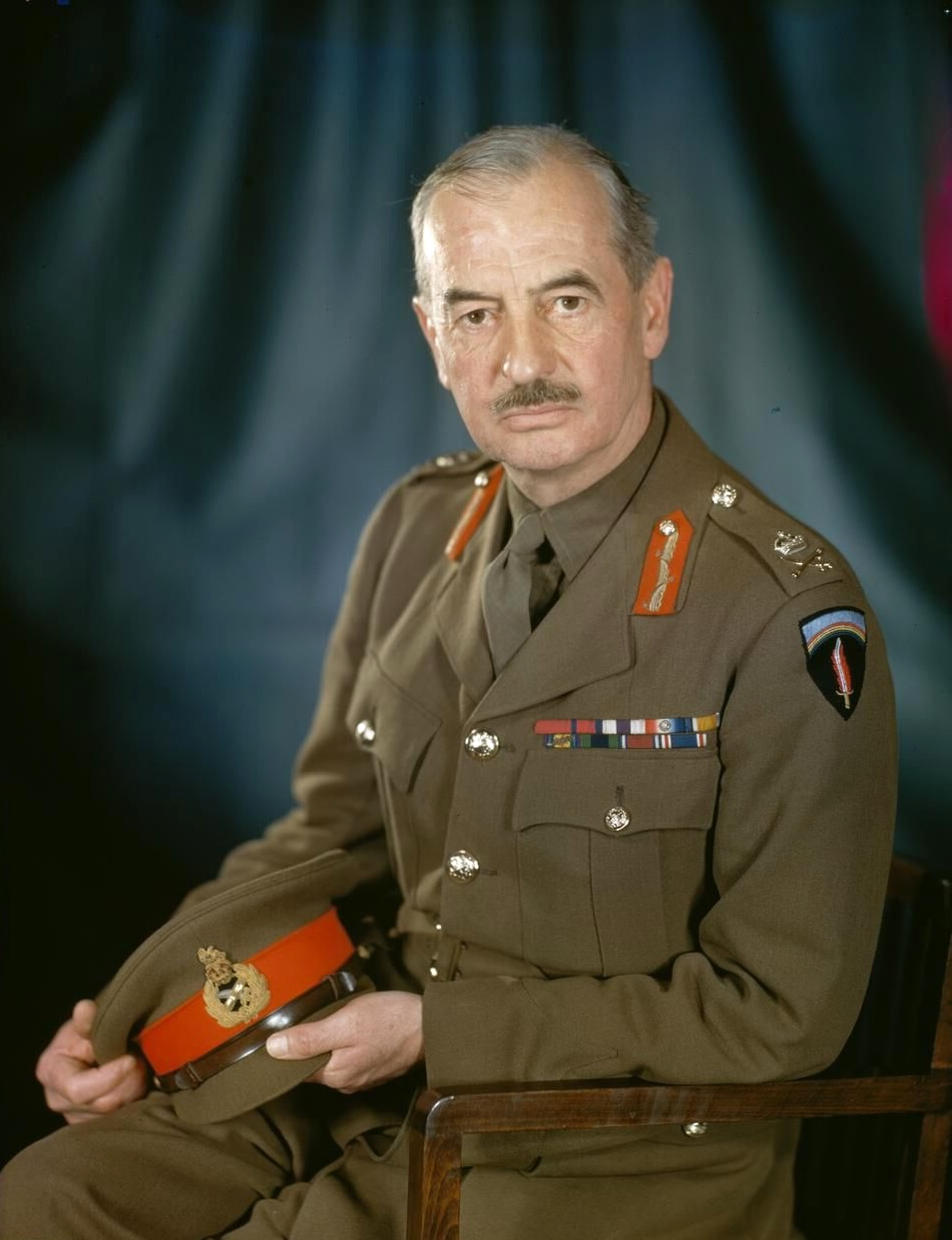
賈乃錫少將肖像。賈乃錫於1938年11月任職駐港英軍司令，在任內積極強化香港防務，亦了解僅得四營正規軍是遠不足夠守備香港。他於1941年7月卸任，在返回英國時取道加拿大，遊說加拿大政府派遣援軍到香港，並爭取倫敦當局予以准許，最終促成加拿大在9月底派出皇家加拿大來福槍營（英语：Royal Rifles of Canada）及溫尼伯榴彈兵營（英语：Winnipeg Grenadiers）增援香港守軍，並於日軍即將發動戰爭前的11月16日抵達。

## 日軍戰略部署（1936至1941年）

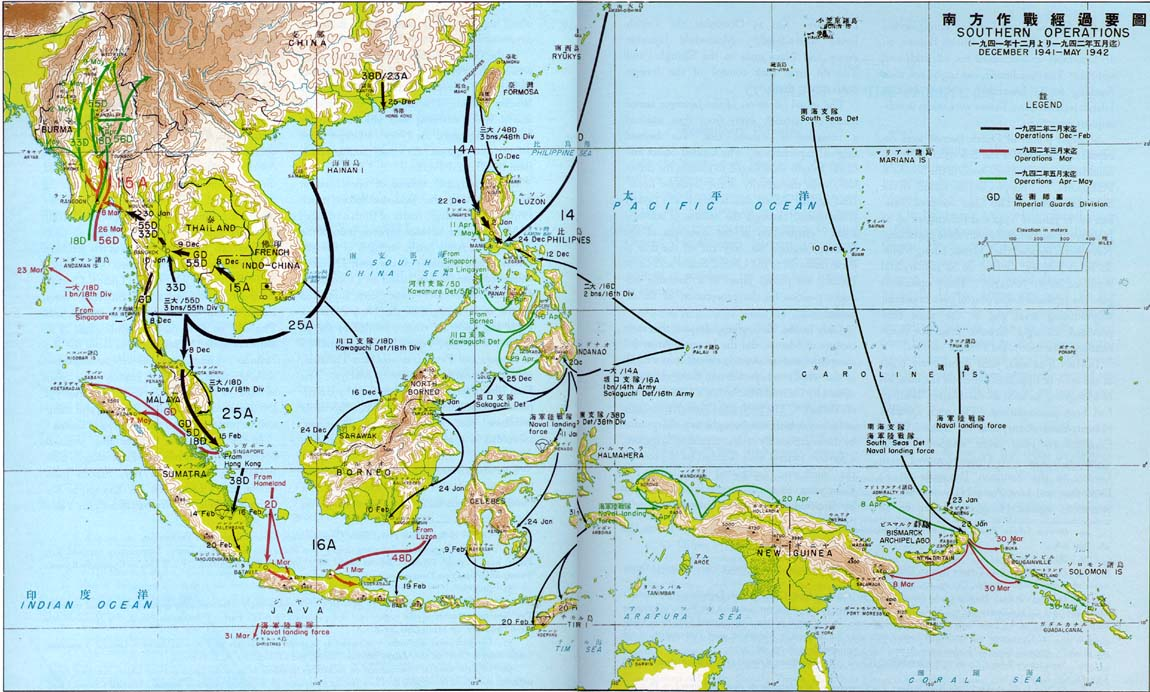
「南方作戰」攻勢圖。日本在1936年開始構思向英國宣戰，奪取英國在遠東的殖民地，並在1941年9月制訂「南方作戰」計劃。進攻香港即南方行動中的「C作戰」。

在1920年代，日本雖然沒有正式計劃攻打香港，但在香港的情報活動卻一直活躍。日本陸軍參謀本部從1926年起編修《香港兵要地誌》，開始有系統地查探香港的佈防和地理。1934年，丸山政男大佐編纂《為攻略英領香港之兵要地誌並作戰資料》，詳細探討香港的地形、防衛兵力、機場和炮台等軍事設施。日本除了派出間諜刺探及由臥底取得情報，也透過香港黑社會、意大利駐港領事館及其他渠道收集各種情報。參謀本部在1938年8月更新的《香港兵要地誌》，便是根據諜報及丸山大佐的成果。不過，日軍所收集的香港防務情報，雖然能夠準確指出城門棱堡的弱點，卻未能正確描繪醉酒灣防線的機槍堡位置，對香港其他海防設施的描述也多有錯漏，亦未能查探英軍的詳細部署策略。曾任意大利皇家海軍中校的意大利駐港總領事米利托（Gennaro Pagano di Melito）透過在港府的線人收集香港防務情報，及後將資料轉交其盟國日本，使日軍可修正部分有錯漏的資料，並以此在1939年8月編訂《香港防御施設圖》。
1936年，日本陸軍修訂《帝國國防方針》，開始構思對英國作戰，也隨之開始探討進攻香港的計劃。雖然日軍自1937年全面侵華後，便積極收集關於香港的軍事情報，且頗有進展；但日本軍方要到1940年初，才將攻打香港列入為一旦英法參戰的其中一個回應行動。按照當時日軍的《香港作戰要領》，進攻香港的策略是先奪取制空權，然後派出陸軍依次攻佔九龍半島及香港島，而海軍則可按情況派出陸戰隊在香港島的南岸登陸，或者只對香港執行海上封鎖。
1940年6月，法國向德國投降，日本向英國發出最後通牒，要求關閉滇緬公路，日本陸軍不但派出大軍在深圳演習，更一度部署進攻香港。當時日本參謀本部曾派員到香港調查環境，陸軍初步構思派遣一個半師團的兵力攻打醉酒灣防線並佔領九龍，繼而侵佔香港島。不過，日本海軍卻認為進攻香港將令美國有機會藉詞介入，但當時海軍尚未準備好同時向英美開戰，日本首相近衛文麿亦聽從海軍的建議，沒有發動戰爭，故此進攻香港的構思也暫且擱置。1941年初，日本陸軍第38師團曾派遣參謀到香港邊境實地視察，然而不久之後，第38師團便因為長沙會戰而須往北調動，攻港計劃因而再次停滯。1941年3月5日，日本外交官松岡洋右訪德，德國元首希特拉透過松岡催促日本儘快向英美宣戰，並提出日本可進攻香港和新加坡等英國遠東殖民地。
1941年8月，美國向日本實施石油禁運，使東亞局勢出現關鍵性轉變。當時英國正增兵香港及東南亞殖民地，並聯合美國、荷蘭及中國組成ABCD包圍網，藉此嚇阻日本的開戰意圖；但美國向日本石油禁運一事，卻迫使和戰不定的日本政府內閣必須作出抉擇。自1941年8月到10月初，由首相近衛文麿領導的日本政府內閣便與軍方在開戰的問題上爭論不休，近衛文麿擔心對英美開戰，將使日本難以兼顧多條戰線，主張繼續跟美國和談解除石油禁運，惟軍方認為美日兩國必有一戰，主張加快開戰準備；而在英國統治下的香港，必然成為ABCD包圍網的其中一個重要據點，勢必對日本來往東南亞的交通線構成干擾，所以日本軍方決意在開戰之初便要攻佔香港。日本陸軍在9月向昭和天皇提交「南方作戰」方案，計劃同時進攻香港、菲律賓、馬來半島、荷屬東印度、英屬婆羅洲、關島及俾斯麥群島，並突襲美國在夏威夷的珍珠港海軍基地。然而，日本政府要到近衞文麿於10月辭任首相，由主戰的東條英機接任後，才決意向美國及英國開戰，並開始審議「南方作戰」的戰術細節。
諷刺的是，由於日本政府在這段時期對開戰的立場搖擺不定，決策常自相矛盾，反而使英國及美國的情報機關大為困惑，無法準確判斷日本發動戰爭的時間。結果在1941年8月到11月，英美兩國雖然明知日本將會開戰，但在有限的資訊及自相矛盾的情報下，判斷日本是不會在1942年春季之前開戰。與此同時，雖然英國調整策略加強防守遠東地區，並通過協商由澳洲及加拿大分別派出援軍到星馬及香港，但由於情報機關判斷日本不會在短期內開戰，使得增兵遠東的速度及規模都受到影響，而在遠東包括在香港駐防的英軍，在1941年年底還認為最少仍有半年時間可增強防務，所以很多防禦工事的建設及軍事部署都沒有加快進行。日本對開戰準備充足及英美對開戰時間的誤判，不但讓處心積慮開戰的日本達成奇襲，也令日軍入侵香港和東南亞的攻勢勢如破竹，短短數個月間便席捲東亞。

## 戰前雙方的軍事部署

### 駐港英軍

英軍在開戰前的部署略圖（含醉酒灣防線、炮台、港島主要山地，不包括港島旅駐軍）。

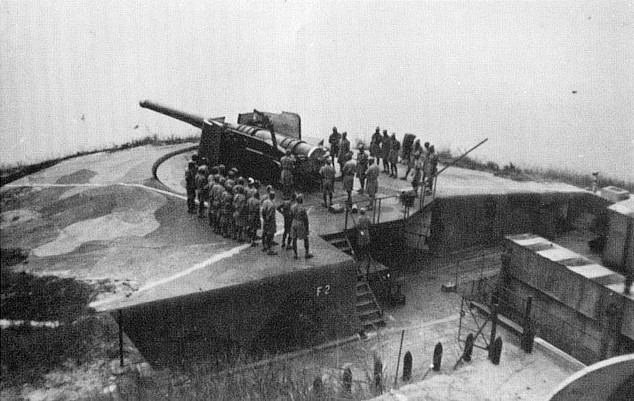
摩星嶺炮台的一門9.2吋口徑海防炮，該炮台配備3門同款海防炮，採用Mk V炮座，炮身的最大仰角15度，最大射程19.2公里。赤柱炮台及鶴咀的博加拉炮台，分別配備3門及2門同款的9.2吋口徑海防炮，實際上這兩座炮台的海防炮，都是來自摩星嶺及魔鬼山炮台拆下及轉移的舊炮，但赤柱炮台用上改良型的Mk VII炮座，炮身的最大仰角增至35度，使射程增至26.7公里。

莫德庇少將於1941年8月就任駐港英軍司令。當時駐港英軍陸軍有四個由正規軍組成的步兵營，包括由英國本土派來的皇家蘇格蘭兵團第2營（簡稱「蘇格蘭營」）和米杜息士兵團第1營（簡稱「米杜息士營」）；由英屬印度派來的第7拉吉普兵團第5營（簡稱「拉吉普營」）和第14旁遮普兵團第2營（簡稱「旁遮普營」）。除了這四個派駐來港的步兵營，莫德庇尚有在香港招募及組成的作戰單位可供動用，包括一營香港義勇防衛軍（簡稱「香港防衛軍」）、一連香港華人軍團，以及一隊曉士兵團民兵。此外，還有四團皇家炮兵、三連皇家工兵，及若干後勤部隊。
莫德庇最初的防守方案與1938年參謀長委員會的決議一致，由於英國不打算增兵香港，香港守軍可動用的兵力極為有限，所以防守策略是以保衛香港島為核心。莫德庇起初把三個步兵營留駐香港島，只部署一營旁遮普步兵在新界及九龍拖延日軍。1941年9月29日，加拿大決定派出皇家加拿大來福槍營（簡稱「來福槍營」）及溫尼伯榴彈兵團第1營（簡稱「溫尼伯營」）增援駐港英軍。因為在1941年11月16日有兩營合共1,975人的加拿大援軍抵港，守軍的正規步兵增至六個營，莫德庇因此有空間調整部署，除了增派士兵到九龍和新界，也決定重新駐守醉酒灣防線，以期增強拖延日軍推進的效果。莫德庇把六營步兵分成「大陸旅」（Mainland Brigade）及「港島旅」（Island Brigade），「大陸旅」部署在九龍和新界，負責拖延日本陸軍南侵，而「港島旅」部署在香港島防衛港島南岸，阻止日軍從香港島南部的海灘登陸。當戰爭爆發後，醉酒灣防線一旦被日軍攻破，「大陸旅」便撤返香港島，並在港島北岸防守及組成第二道防線。
莫德庇將懷特（S.E.H.E. White）中校率領的蘇格蘭營、基德（G. R. Kidd）中校率領的旁遮普營及羅連遜（Cadogan-Rawlinson）中校率領的拉吉普營編入「大陸旅」，由華里士（Cedric Wallis）准將指揮，這個三步兵營是駐守醉酒灣防線的主力，而防線的兵力部署，由西到東被分為左翼、中央及右翼。蘇格蘭營駐守防線左翼（上葵涌－城門棱堡－荃灣），旁遮普營駐守防線中央（王屋－沙田圍－望夫石－隔田－山下圍－大圍－城門河），拉吉普營駐守防線右翼（西貢竹角－葵坳山－黃麖仔－大老坳－東洋山－芺蓉泌）。
為遲滯日軍的攻勢，旁遮普營和蘇格蘭營分別派出「前鋒隊」到大埔公路及青山公路至邊境地帶，負責前線偵察和破壞任務，一旦收到日軍入侵香港的消息，「前鋒隊」便配合皇家工兵破壞九廣鐵路、大埔公路及青山公路等，通往九龍的橋樑、道路和鐵路，以拖延日軍推進，然後返回所屬的單位。大陸旅的指揮部位於九龍塘歌和老街和窩打老道的交界處，旅部的外圍由邁亞（H. W. Mayer）少校率領的一連香港華人軍團防守。
至於駐守香港島的「港島旅」，由加拿大援軍司令羅遜（John K. Lawson）准將指揮，下轄史釗活（H. W. Stewart）中校率領的米杜息士營、薜基富（J. L. R. Sutcliff）中校率領的溫尼伯營、荷姆（W. J. Home）中校率領的來福槍營、羅斯（Henry Barron Rose）上校率領的香港防衛軍及百德新率領的曉士兵團。米杜息士營負責港島沿岸防守、溫尼伯營負責港島西南（壽臣山－薄扶林－雞籠灣－黃竹坑），來福槍營負責港島東南（鶴咀半島－大風坳－赤柱－柏架山－鯉魚門－大潭）。羅斯上校率領的香港防衛軍分別為大陸旅和港島旅提供前線支援及二線防衛，百德新領導的曉士兵團則在戰爭爆發後防守北角發電廠。港島旅的指揮部設在聶高信山山腰，鄰近黃泥涌峽道。莫德庇的總司令部位於域多利兵房（今香港公園），紐臨（Lancery Newnham）上校擔任參謀長。
英軍的野戰炮主要配屬於香港新加坡皇家炮兵團第1香港團（1st Hong Kong Regiment, Hong Kong and Singapore Royal Artillery），裝備有12門6吋野戰炮、2門60磅野戰炮、8門4.5吋榴彈炮、8門3.7吋山炮、6門18磅野戰炮，以及4門2磅反坦克炮
。總括而言在戰爭爆發時，香港守軍的陸軍有六營正規步兵合共5,287人、四團正規炮兵2,811人、一營香港防衛軍1,378人、一連香港華人軍團51人、後勤部隊1,190人，共計10,717人。
香港守軍除了有陸軍之外，尚有海防炮兵、海軍及空軍的部署。海軍方面，香港自1865年起已成為皇家海軍的中國艦隊（China Station）司令部。二戰爆發後，中國艦隊的大型軍艦逐步撤走，由於香港的周邊地區都已被日本控制，皇家海軍擔心日本一旦對香港開戰，在香港的艦艇即會落入日本的包圍，所以大型軍艦都在1940年撤往新加坡，而駐港艦隊幾乎全由小型近岸防衛艦艇組成，駐港皇家海軍的艦艇由駐港皇家海軍高級軍官哥連臣（Alfred C. Collinson）准將指揮。開戰前夕，駐港海軍尚有3艘1917年S級驅逐艦，分別是哨兵號（HMS Scout H51）、珊奈特號（HMS Thanet H29）及色雷斯人號（HMS Thracian D86）；2艘昆蟲級淺水炮艦，分別是蟬號（HMS Cicala T71）及蛾號（HMS Moth T69）；另外2艘淺水炮艦分別是燕鷗號（HMS Tern T64）及知更鳥號（HMS Robin T65）；1艘赤胸朱頂雀級佈雷艦紅尾鳥號（HMS Redstart M62）；3艘防潛網敷設船，分別是巴禮號（HMS Barlight Z57）、艾德門號（HMS Aldgate Z68）及水門號（HMS Watergate Z56）；8艘魚雷艇（編號：7至12及26至27）。
香港守軍僅有的3艘S級驅逐艦都是一次大戰的貨色，在佔絕對優勢的日軍海空兵力下實難以生存，當中的兩艘更於開戰當晚緊急撤退到新加坡以保留英國海軍在遠東的實力，僅留下色雷斯人號在香港水域苦戰。這些驅逐艦雖然是香港守軍「最大型」的軍艦，但日軍認為並不足以構成威脅，日軍較擔心的反而是守軍的魚雷艇，恐防守軍利用這些小型及高速的魚雷艇干擾日軍對香港島的登陸戰。
由於大型軍艦都已經撤走，駐港英軍要阻止日本艦艇進犯香港水域，便很倚重位於維多利亞港兩岸，尤其是設在香港島四周的多座海防炮及炮台，駐港英軍的炮兵司令是麥里奧（Tom MacLeod）准將。守備維多利亞港西面入口的有昂船洲炮台（3門6吋海防炮）、港島西有摩星嶺炮台（3門9.2吋海防炮）、銀禧炮台（3門6吋炮）及上卑路乍炮台（1門6吋炮、2門4.7吋炮）；在維多利亞港東面入口有白沙灣炮台（2門6吋炮）及歌連臣角炮台（2門6吋炮）。香港島南部也有多座炮台，主要用來防範敵軍在港島南岸登陸，當中有部分炮位可轉向北方支援陸戰；在港島東南部有博加拉炮台（2門9.2吋炮）、鶴咀炮台（2門4吋炮）、赤柱炮台（3門9.2吋炮）、黃麻角炮台（2門6吋炮）及舂坎角炮台（2門6吋炮）；在港島西南部有香港仔炮台（2門4吋炮）。其中的8門9.2吋後裝海防炮是英軍在開戰時於香港部署的最大口徑及最強火力的海防炮，當中安裝在赤柱炮台的三門9.2吋炮在香港戰役中，對保衛香港島南部水域及阻慢日軍向香港島南部推進發揮了很大作用。不過，英軍炮台的海防炮，雖然大部分可作360度迴轉，但香港的地形多山，而且海岸線複雜，各炮位的射界因此受到地形所限制，對於特定位置的目標，須由射界可覆蓋該處範圍的炮位接戰，所以可迎擊敵軍的海防炮遠比29門的總數少，這也是香港島四周都需要設置炮台的原因。除此之外，因為海防炮的原始攻擊對象是敵軍的船艦，裝備的炮彈以穿甲彈為主，這種炮彈雖然貫穿力強，但炸藥份量不及爆破用的榴彈，用於陸戰的破壞力相對較弱。假如香港面對裝備大量重炮的敵軍來襲，守軍單靠海防炮是不具備火力優勢。另外，皇家海軍於1939年起在香港多條水道佈設雷區，部分水雷能由遙控引爆，可配合海防炮阻止敵艦駛近香港近岸。
至於香港的防空方面，由於皇家空軍在1930年代末期已決定不增援香港，使香港的空中防衛能力極為薄弱。駐港皇家空軍司令為蘇利民（Hubert Sullivan）上校，並由希爾（Donald Hill）少校擔任香港機隊（Hong Kong Flight）指揮官。駐港英軍只有3架沒有魚雷掛架的角羚式魚雷轟炸機，以及2架海象式水上偵察機，使香港守軍面對日軍的空襲，須完全依賴分佈在香港島各處的高射炮及炮台。香港島四周都部署有高射炮，港島東有西灣炮台（2門3吋高射炮）；港島東南分別有鶴咀的德忌笠角炮台（2門3吋高射炮）、赤柱沙石灘（2門3吋高射炮）及赤柱炮台（2門3吋高射炮）；港島南有南朗山（2門3吋高射炮）；港島西南有雞籠灣的雞籠灣炮台（2門4.5吋高射炮）；港島西有摩星嶺炮台（2門3.7吋高射炮）及龍虎山的松林炮台（2門3吋高射炮）；港島中央有黃泥涌峽（2門3.7吋高射炮）。雖然香港島的四周都設有高射炮，但香港島的地形多山，常會對炮位的觀測和瞄準造成阻礙，只能由敵機從一座山的山脊冒出至飛到另一座山山脊背後的時間，進行瞄準及開火，所以可迎戰敵機的時間，往往短過地勢平坦的地方，因此香港須要比地勢平坦的城市部署更多的高射炮，方能有效應付敵機空襲的威脅，但當時英國本土亦飽受德軍空襲，能分配給香港的高射炮極為有限。由於守軍的高射炮數量不足，又缺乏雷達指揮，面對日軍飛機的空襲，所能發揮的空防效能受到頗多限制。

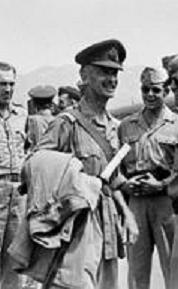
莫德庇少將於1941年8月接任駐港英軍司令，成為香港守軍的主將。由於駐港英軍兵力不足，他沿用前任司令賈乃錫少將的策略，以香港島為防守核心，新界及九龍則用作拖延日軍，不過醉酒灣防線及新界多處仍因兵力所限而被棄守。兩營加拿大援軍在11月中抵港後，莫德庇重新派兵進駐醉酒灣防線，以期加強拖延效果，但該防線卻比預期中更早被攻破。本圖攝於1945年8月28日，莫德庇剛由美軍協助下離開日軍戰俘營。
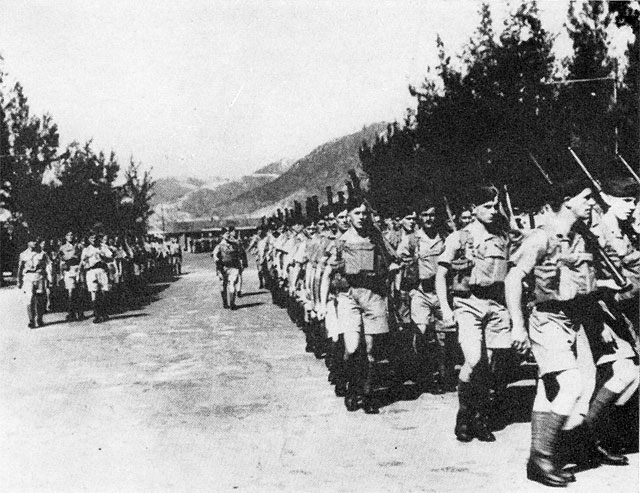
在香港步操的加拿大援軍，攝於1941年。增援香港的皇家加拿大來福槍營（英语：Royal Rifles of Canada）及溫尼伯榴彈兵團第1營（英语：The Winnipeg Grenadiers），又稱「C部隊」。兩營加軍於1941年11月16日抵達香港，隨軍的裝備卻因各種延誤，未能如期在12月6日抵港，故此只能使用隨行的輕武器作戰，也沒有充足時間熟習香港的地形和環境便要在12月9日投入實戰，令加軍的戰力有所不足[114]，不過在香港島的多場戰事，加拿大軍俱竭力而戰，使日軍的攻勢屢屢受阻。
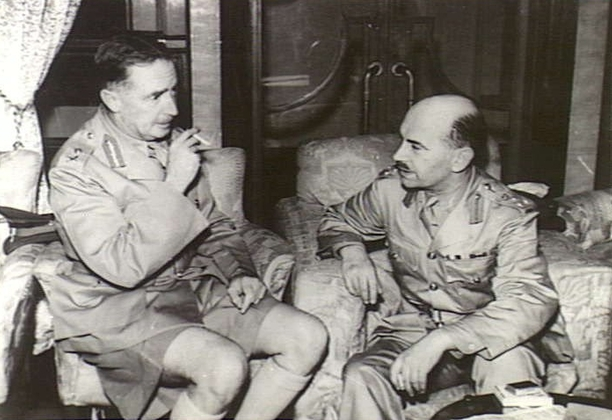
羅遜准將（圖中右方）與莫德庇少將正在討論香港防務。羅遜隨加拿大援軍於1941年11月16日抵達香港，莫德庇於12月12日決定將「港島旅」分為「東旅」及「西旅」後，羅遜負責指揮香港島的西旅部隊，而從新界及九龍撤到港島的原「大陸旅」指揮官華里士准將則負責指揮東旅部隊。羅遜准將於12月19日在黃泥涌峽帶領部下從被日軍包圍的西旅指揮部突圍時戰死。
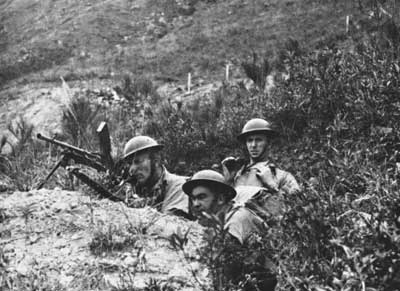
在香港一處山頭陣地操作布倫輕機槍的加拿大援軍。雖然英國政府及軍部在1941年決定向遠東增兵，但歐洲及北非戰場都已耗用英軍大量兵力，所以英國政府便要求在大英帝國體系下的澳洲及加拿大自治領派兵協防遠東，澳洲決定派兵支援英屬馬來亞及海峽殖民地，加拿大則答應增援香港守軍。加拿大援軍在溫哥華港乘船前往香港，兩營步兵於11月中旬抵達，但部隊所屬的通用載具及各式軍火卻未能趕及開戰前運抵香港。

### 侵港日軍
日軍於1938年10月登陸廣東，進而攻佔廣州及珠江口一帶，並封鎖香港邊境。日本陸軍於1941年6月在廣州設立第23軍，負責廣東佔領地的軍務。同年9月，日本陸軍部開始構思「南方作戰」的行動計劃，決定調派一個師團及一支攻城炮兵隊作為進攻香港的主力，並下令隸屬第23軍的第38師團籌備戰術部署。
第38師團起初的戰術方案，主要圍繞進攻九龍及迫使英軍投降。由於新界與九龍半島之間山多地狹，使進攻九龍的日軍只能考慮兩條路線，分別是沿著新界東部的九廣鐵路及大埔公路南下至城門水塘再翻越金山，以及沿著新界西部的青山公路穿越荃灣及葵涌。因為青山公路的路況較適合運送及部署重炮，而新界東部的路線則較為險要，又有城門河及沙田海所阻，所以日軍計劃把進攻九龍的兵力集中在西面的青山公路；而在邊境東部集結的另一支日軍部隊也會同時經粉嶺及大埔南下，並推進至醉酒灣防線中部及東部的前沿，藉此牽制英軍，但不考慮作為進攻九龍的主力。第38師團計劃以三日攻佔大帽山以北的新界地區、六日圍攻醉酒灣防線、三日突破防線及攻佔九龍市區。佔領九龍後，日軍將使用五至七日部署攻打香港島，然後在港島北岸登陸，在五日內攻陷香港島，並迫使英軍投降。不過，由於預期攻陷九龍後，在香港島孤立無援的英軍將會很快投降，所以第38師團在開戰之前，並未考慮進攻香港島的戰術細節。由於英軍已在香港築有要塞、炮台、堡壘及地下化的防線，為準備炮轟英軍的堅固防禦工事，日軍特別在攻港部隊中編入第1炮兵隊，配備42門口徑達150毫米或以上的重炮，包括8門專門用於攻城的四五式240毫米榴彈炮。
第38師團的作戰方案，大致被第23軍採納，只是將攻陷香港島的時間縮短至三日內。進攻香港的主力是日軍陸軍第23軍，軍團的最高指揮是司令官酒井隆中將，參謀長栗林忠道少將，参謀副長樋口敬七郎少将。第23軍屬下包括第38師團、第1炮兵隊，以及第51師團所屬的荒木支隊。
第38師團的師團長是佐野忠義中將，師團的作戰參謀是親泊朝省少佐。師團屬下共有13,509名官兵、3,395匹軍馬，以及若干運輸載具。第38師團主要由三支步兵聯隊組成，包括土井定七大佐的第228聯隊（3,038名官兵）、田中良三郎大佐的第229聯隊（2,901名官兵），以及東海林俊成大佐的第230聯隊（2,890名官兵），並由第38步兵團長伊東武夫少將統率。第38師團的炮兵單位包括神吉武吉大佐的山炮兵第38連隊（36門四一式山炮）、獨立山炮兵第10連隊（24門四一式山炮），以及獨立山炮兵第20大隊（9門波佛斯M1930山炮，從中國戰場虜獲）；工兵單位包括獨立工兵第19連隊及獨立工兵第20連隊；一支裝甲車中隊（5輛九四式輕裝甲車）；師團還有通訊隊、兵器勤務隊、衛生隊、野戰醫院，以及病馬廠（負責軍馬救治及防疫）等後勤單位，而整個第38師團共有23,228人。
第1炮兵隊由北島驥子雄中將指揮，有5,892名官兵，包括重炮兵第1連隊（8門四五式240毫米榴弾炮）、獨立重炮兵第2大隊（8門八九式150毫米加農炮）、獨立重炮兵第3大隊（8門八九式150毫米加農炮）、野戰重炮兵第14連隊（6門四年式150毫米榴彈炮）、獨立臼炮第2大隊（12門150毫米臼炮）、炮兵情報第5連隊，以及第3牽引自動車隊（牽引車32輛）。
荒木支隊由第51師團所屬的步兵第66連隊組成，兵力約有6,000人，連隊由荒木勝利大佐指揮。由於香港山地多平地少，九龍半島和新界之間有丘陵分隔，香港島和九龍半島之間又有維多利亞港隔開，香港島的地勢也是以山地為主，地形不利於機械化部隊推進，所以日軍只派出小量裝甲部隊參戰，而以步兵及炮兵為主力。日本陸軍直接投入攻打香港的地面部隊約有29,120人，即是第38師團及荒木支隊的總和，這個人數尚未包括第1炮兵隊、憲兵及其他支援單位。
日軍相對英軍的一個顯著優勢是配備大量中小型火炮。75至119毫米口徑的中型火炮，日軍有89門，而英軍僅有35門。75毫米以下的火炮，日軍有48門，並且有36門迫擊炮，而英軍只有4門小口徑反坦克炮及60門迫擊炮。因為香港的地形多山，大口徑的重炮或海防炮即使具有較長的射程，但射界容易受到地形阻礙，難以發揮長射程的優勢，而且部署需時，反而中小型火炮更容易跟隨前線部隊行進，適時提供火力支援。日軍三支步兵聯隊都有山炮部隊伴隨作戰，其大量裝備的75毫米口徑四一式山炮，特點是容易分解及組合，方便運輸及部署，如由熟練的炮手操作射速可達每分鐘20發，是一款很適合為前線單位提供火力支援的速射炮，因此自1911年開始裝備以來，便成為日軍步兵聯隊的重要裝備，另外日軍基層步兵單位還配備有八九式擲彈筒，可彌補手榴彈與迫擊炮之間的火力空白地帶。相形之下，英軍前線步兵單位缺乏野戰炮的支援，在前線的火力處於劣勢，這弱點也在之後的戰事反映出來，縱使英軍盡力堅守據點，奮勇發起反攻，不惜與日軍埋身肉搏，甚至在短兵交接中擊退日軍，但每當日軍架設速射炮後，英軍前線在日軍密集炮火打擊下，往往傷亡慘重，最終節節敗退，所以兩軍在中小型火炮數量上的顯著差距，對前線作戰的成敗有著關鍵性的影響。
日軍對香港的空中作戰主要由陸軍飛行戰隊負責，由於英軍在香港沒有部署像樣的戰鬥機，日軍享有絕對的制空權，日軍機隊以空襲香港重要戰略要地為主要任務，並為陸軍的攻勢提供空中掩護，所以入侵香港的機隊主要由轟炸機組成，並輔以少量戰鬥機支援。在進攻香港前夕，日本陸軍抽調飛行第45戰隊、獨立飛行第10中隊、飛行第44戰隊第3直協隊及獨立飛行第18中隊南下廣東，編入專責攻略香港的第23軍。飛行第45戰隊原駐滿洲國嫩江省，裝備34架九八式輕轟炸機，但部分飛機因故障及天氣因素，飛到廣州白雲機場參戰的有29架，該機隊在香港攻略戰中，主要負責空襲英軍艦艇、炮台、軍營、民用設施、支援地面部隊攻勢，以及散發心理戰傳單。獨立飛行第10中隊原駐山西運城，裝備13架九七式戰鬥機，但因故障及天氣原因，實際參戰的只有9架，在開戰初期為轟炸機護航，也會用於輔助性的對地攻擊。飛行第44戰隊第3直協隊原駐漢口，裝備6架九八式直接協同偵察機，主要負責監視英軍地面部隊及協調日軍地面部隊作戰。獨立飛行第18中隊原駐漢口，裝備3架九七式司令部偵察機，主要負責搜索目標及拍攝空照。故此，實際有29架九八式輕轟炸機、9架九七式戰鬥機、3架九七式司令部偵察機及6架九八式直接協同偵察機，合計47架飛機，接受第23軍的指揮。
日本海軍參與侵港作戰的兩支航空機隊均由第二遣支艦隊指揮，分別是南支航空隊派駐三灶島的3架九二式艦上攻擊機，以及廣東方面隊的2架九四式水上偵察機，合共5架海軍飛機，數量不但少，而且屬較老舊的機型，主要用作偵察及搜索等輔助用途，需要時亦可掛載炸彈進行空襲任務。雖然日軍直接投入攻打香港的飛機不算新式機型，甚至部分機型已顯得老舊，數量也得52架，但對比駐港皇家空軍只象徵式裝備5架舊式飛機，又沒有戰鬥機，所以談不上要爭奪制空權。第23軍獲調派空襲香港的機隊，主要由較輕型的單引擎俯衝轟炸機組成，對襲擊英軍基地及防禦工事的攻擊力有所不足，故此日軍也預備必要時調派更多機隊參與侵港作戰，包括抽調海軍及陸軍參與菲律賓戰役的重轟炸機部隊，改為空襲香港。在開戰後，日軍曾調派九七式重轟炸機、九六式陸上攻擊機及一式陸上攻擊機，合計62架雙引擎轟炸機，加強對香港的空襲。
雖然進攻香港將以陸軍為主力，但海軍也有派出軍艦參戰，主要負責封鎖香港海域、截斷海上交通線、炮擊陸上目標，並且在必要時協助陸軍進攻青衣島、昂船洲、九龍半島及香港島。日本海軍派出支那方面艦隊轄下的第二遣支艦隊投入侵港作戰，由新見政一率領，五十鈴號輕巡洋艦為艦隊旗艦，旗下有3艘驅逐艦（栂號、雷號及電號）、4艘鴻型水雷艇（鵯號、鵲號、雉號及雁號）、3艘炮艦（橋立號、宇治號及嵯峨號），以及若干支援艦隻。

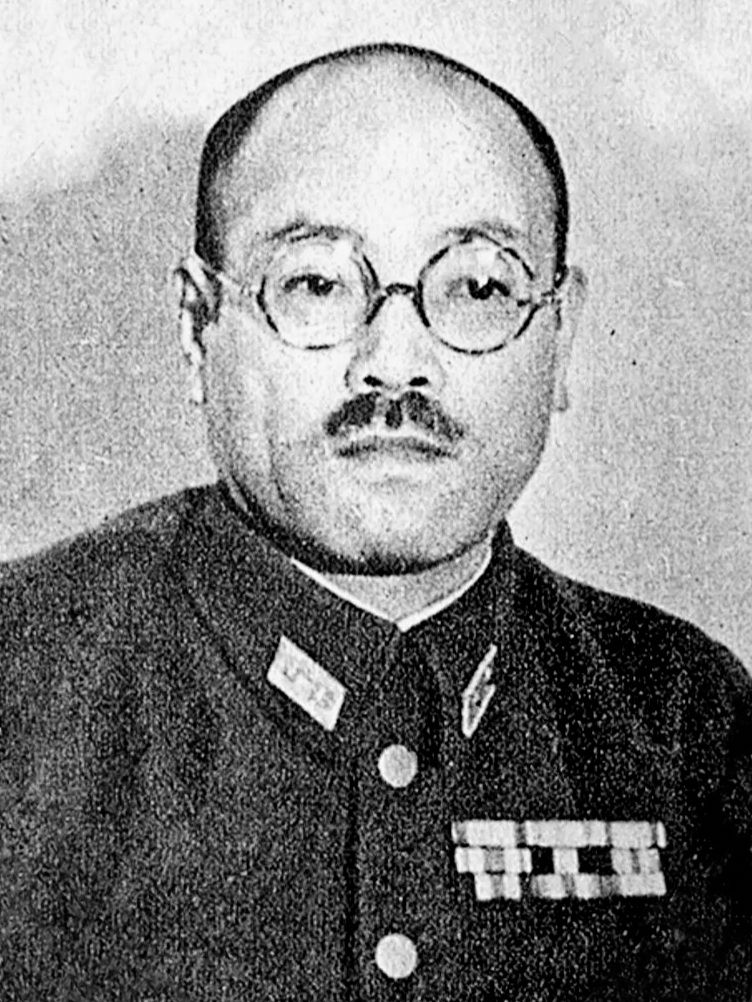
日本第23軍司令酒井隆中將肖像。酒井隆在11月上任的首要工作便是在12月攻佔香港，其麾下的第38師團是入侵香港的主力部隊，該師團在1941年9月開始籌劃進攻香港，同年12月2日收到大本營下達的進攻候命。大本營在12月8日凌晨拉開「C作戰」的戰幔，他下令第38師團入侵香港。酒井隆在進攻及佔領香港期間犯下多宗戰爭罪行，加上他從1928年便在中國涉及多宗戰爭罪，戰後他在北平被捕，於1946年9月在南京被槍決。
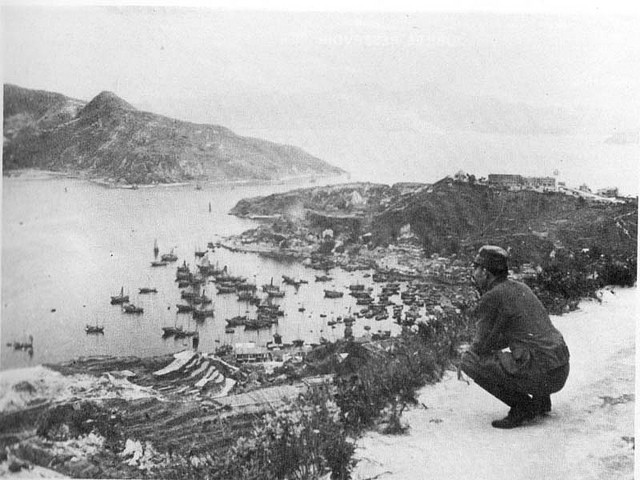
第229聯隊隊長田中良三郎大佐在攻佔香港後，從山坡上俯瞰愛秩序灣。第229聯隊自開戰起便以東線入侵，於12月18日在愛秩序灣登陸，攻佔鯉魚門炮台後，於19日分兩路向大潭水塘東西兩側推進，第2大隊進攻大潭峽，而第3大隊與另外兩支聯隊不約而同於次日進攻渣甸山，使黃泥涌峽一帶的英軍措手不及；第229聯隊第1大隊則於19日接替第230聯隊圍攻北角發電廠。
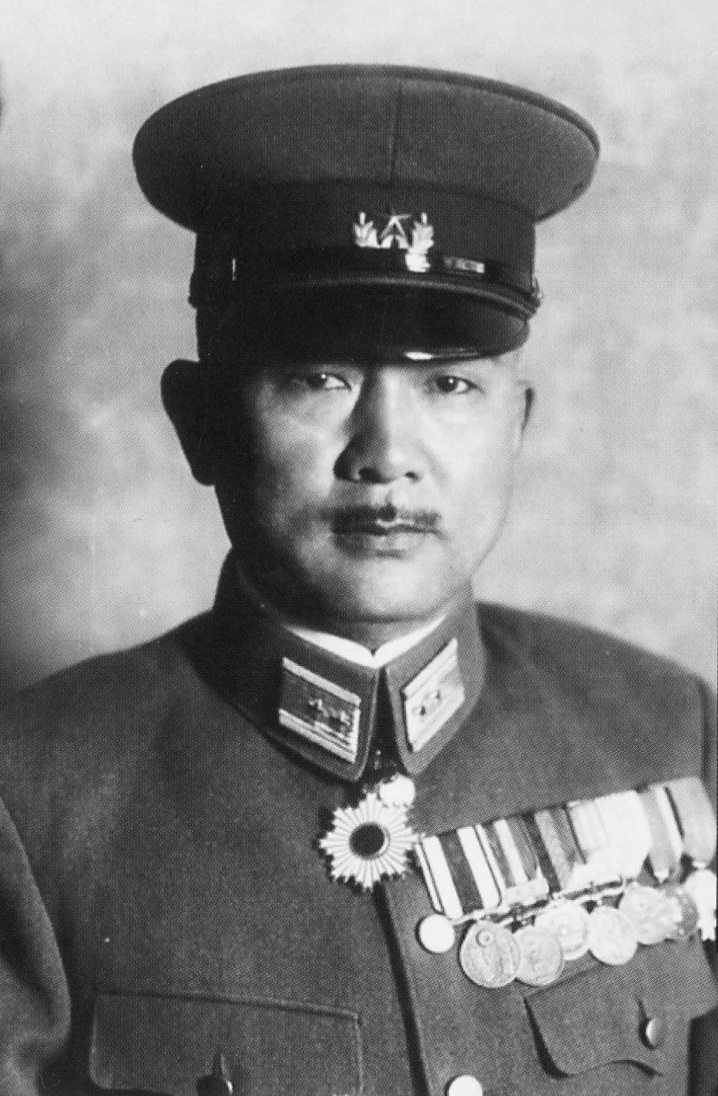
日本第23軍參謀長栗林忠道少將肖像。栗林曾於美加留學及擔任駐美武官，認識美日的國力差距，故反對向美國開戰，但日本策動太平洋戰爭時，卻在制定攻略香港的作戰計劃中擔當重要角色，然而在作戰期間因為稱讚土井定七大佐私自進攻城門棱堡是隨機應變，而被酒井隆解除其參謀職務。他於1943年晉升中將，次年為硫磺島守將，1945年3月在硫磺島戰役作最後反攻時中槍，其後自殺，獲追晉大將。
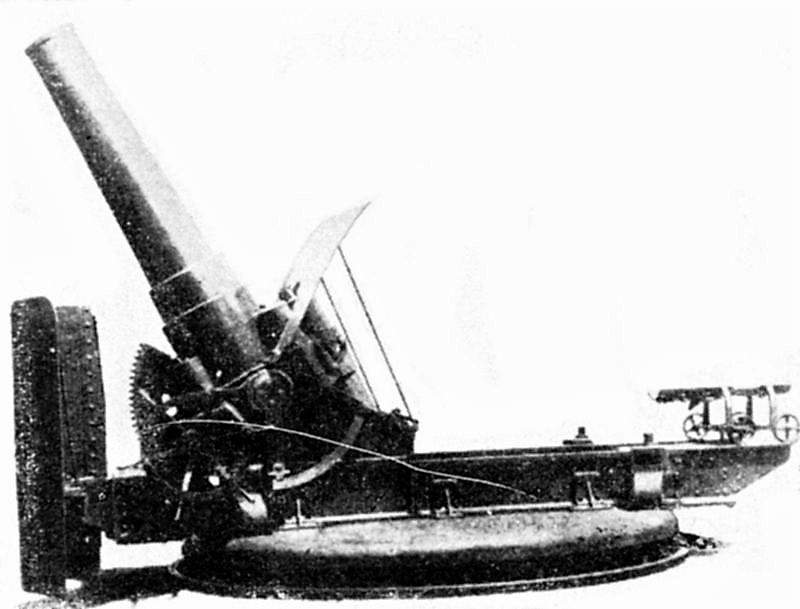
為了突破英軍設於新界和九龍之間的醉酒灣防線，日軍因此派出第1炮兵隊，並特別準備8門四五式240毫米榴彈炮，合共42門重炮，用來轟擊英軍的堅固防禦工事；但12月8日開戰後，日軍重炮未及完成部署，醉酒灣防線已於11日被攻破。總督楊慕琦在13日拒絕投降後，日軍便動用數十門重炮連日炮轟香港島，在14日一天便發射3,660發重炮炮彈。至今，香港島北岸的土層仍埋下不少未爆的日軍炮彈[127]。

### 日軍的進攻部署及準備
香港自第二次中日戰爭在1937年7月爆發起，便成為中國取得海外物資支援的重要中轉站，日本為截斷香港與華南地區的交通線，決定發動廣州戰役。1938年10月12日，日軍第18師團在鄰近香港的大亞灣登陸，10月15日攻佔惠陽，10月18日佔領福田，10月21日攻陷廣州，日軍由登陸廣東至攻陷廣州只用了十天時間，日軍自發動廣州戰役起便在深圳封鎖香港邊境，阻止物資從香港流入中國，並且與戍守香港邊境的英軍對峙。不過日本當時尚未準備好向英國開戰，也不希望過度刺激英美等西方國家，所以日軍沒有大規模集結在香港邊境，其部署目的是要阻斷跨境物流運輸，但同時要避免與英軍在邊境發生衝突。當時廣九直通車已經停運，九廣鐵路北行列車的終點站止於屬於英段的上水站，而英軍在羅湖橋上設置路障，又堵塞路軌，提防日軍越境。1940年6月，日本在威逼英國關閉滇緬公路期間，日軍曾調派達5,000人到香港邊境進行軍演，藉此向英國施壓，之後因英國同意關閉滇緬公路，撤出大部分部隊。1941年年中因為德蘇開戰，因此日本政府內閣對是否在12月向英美開戰仍是舉棋不定，但日軍已經籌備入侵香港，日軍在1941年6月於廣州設立第23軍，而其下轄的第38師團亦已研討入侵香港的戰術細節和所需的戰前部署。10月17日，由東條英機領導的日本政府決定向英美開戰，11月5日，在御前會議議決的《帝国国策遂行要領》確定實施「南方作戰」，日本海軍及陸軍將於12月上旬完成對英、美、荷的開戰準備。11月6日，大本營參謀總長杉山元向支那派遣軍總司令畑俊六下達準備攻佔香港的密令；同日，酒井隆中將接任日軍第23軍司令，敲定攻略香港的作戰計劃，並確定第38師團為進攻香港的基幹部隊。
第38師團於1939年8月在名古屋編成，是日本為準備擴大中日戰爭的規模及在持久戰中尋求突破而增設的11個師團之一。第38師團於1939年10月從大阪出發，同月下旬在廣州黃埔登陸，先後被編入第21軍、南支那方面軍和第23軍。該師團一直活躍於廣東地區，於1940年3月參加攻佔中山，同年5月至6月進攻良口，1941年4月至5月在東江作戰，其後封鎖香港及澳門往來中國內陸的交通線，第38師團在兩年間參戰達390次，可說是「身經百戰」。日軍在1940年控制廣州及珠江口一帶後，當時的南支那方面軍已經著手籌劃進攻香港，並封鎖廣州白雲山一帶，利用該處的山勢模擬醉酒灣防線，進行在山區行軍、運輸、部署和作戰的訓練。第38師團於1941年9月中旬，在佛山仙人嶺進行野戰演練，由新上任的步兵團長伊東武夫少將指揮，並在師團中挑選精兵組成特攻部隊，針對攻打英軍防線的機槍堡進行特訓，特攻部隊將先破壞機槍堡外圍的鐵絲網，再以噴火器噴射槍眼進行壓制，及後向槍眼投入爆破筒，並訓練從機槍堡的射擊死角，使用手榴彈發動攻擊。第38師團的訓練於9月中旬曾一度因第二次長沙戰役而中斷，至10月上旬返回佛山。之後，第230聯隊在仙人嶺，第229聯隊在中山，而第228聯隊在三水，繼續進行訓練，到10月下旬，針對攻略香港的演練大致完成，並分別接受第38師團長佐野忠義中將的檢閱，可見第38師團不但具有豐富的作戰經驗，對進攻香港的準備也十分充足，而且訓練有素。
在日軍各支侵港部隊之中最早針對香港作調動的，是由北島驥子雄中將指揮的第1炮兵隊。因為日軍早已知悉英軍在新界和九龍之間的山脊建有地下化的防禦工事，而自1939年起，日軍在中國戰場已鮮有須要動用多門重炮轟擊的堅固防線，當英日兩國在1940年6月因滇緬公路問題而關係緊張之際，日本陸軍參謀本部便於7月15日下令將攻城重炮部隊轉移到香港附近備戰，並編成第1炮兵隊。這支重炮部隊於1940年8月18日在廣東寶安登陸，並開始進行針對英軍防線的轟擊訓練。
1941年11月21日，日軍為進攻香港而開始秘密部署，第23軍在羅湖及南頭等地設立兵站設施。作為侵港日軍主力的第38師團先在虎門集結，最先出發的第229聯隊在11月21日離開中山，在唐家灣經水路前往虎門；第228及第230聯隊，也於26日至29日離開佛山及三水，經陸路南下虎門。在12月1日的御前會議，日本正式落實對英、美、荷開戰，與此同時，日本海軍偷襲珍珠港的航母機動部隊已在太平洋的航程上；翌日，第23軍司令部接獲由大本營發出的即將對英國開戰密電。12月4日，第38步兵團長伊東武夫少將率領首批部隊從虎門出發，到深圳作入侵香港前的最後部署。12月7日，日軍已在深圳銀湖山、布吉、李郎及橫崗等地隱蔽集結。荒木勝利大佐率領的第51師團轄下步兵第66連隊（又稱「荒木支隊」）分別集結在深圳龍華區及惠州淡水，這支部隊於開戰初期主要擔當後衛角色，防止中國國軍部隊從背後干擾日軍主力入侵香港的行動。12月8日凌晨，第38師團長佐野忠義中將在深圳沙灣；步兵團長伊東武夫少將在黃貝嶺。土井定七大佐的第228聯隊分別在沙井及西鄉；田中良三郎大佐的第229聯隊在橫崗，而其第3大隊在沙頭角；東海林俊成大佐的第230聯隊在布吉，而其第1大隊在南頭。在香港邊境集結的第229及第230聯隊都已在12月7日完成最後休整，只有距離香港較遠的第228聯隊需要繼續行軍。日軍對進攻香港一直保持高度機密，為防被英軍洞悉其調動大軍的真正意圖，日軍內部將是次調動稱作準備進攻昆明，日軍又採取晝伏夜出的策略，盡量在夜間行軍，在日間則將人員及裝備隱藏，又刻意將部隊的陣地分散在各處，並在晚上嚴控燈火，即使時值冬季，在野外也不生火煮食及取暖，避免被英軍發現有大量部隊在香港邊境集結的跡象。
日軍在前線的保密措施本身是成功的，在香港邊境駐防的英軍也沒有發現須時刻留意和報告的異樣，不過倫敦政府早在12月3日已通過外交途徑得悉日本將取道泰國南部進攻英屬馬來亞，英國當局也將消息電告香港守軍主將莫德庇，所以香港在12月5日已調集部隊準備迎戰。日本在1941年11月初決定向英國開戰後便密謀攻佔英屬馬來亞，並要求泰國為日軍提供前線基地。另一方面，英國亦爭取泰國合作，不要讓泰國成為日軍入侵馬來半島的跳板，日本則準備派遣飯田祥二郎中將率領的第15軍，當泰國拒絕請求時，便強行在泰國奪取前進基地。雖然英國曾於12月初通報泰國，日軍在海南島三亞出現異常調動，日軍艦隊亦於金蘭灣集結，可能會對泰國發動攻擊，惟泰國卻傾向與日本合作，縱使泰國於12月8日亦一度受到日軍入侵，但泰國在日本軍事威脅及日方提出瓜分佔領地的利誘下，泰國首相鑾披汶頌堪決定與日本結盟。雖然英國未能促成泰國合作阻止日本發動侵略，但與泰國政府交涉的過程中，英國政府從中得悉日本即將發動戰爭及入侵香港的圖謀。

### 香港在戰前的局勢

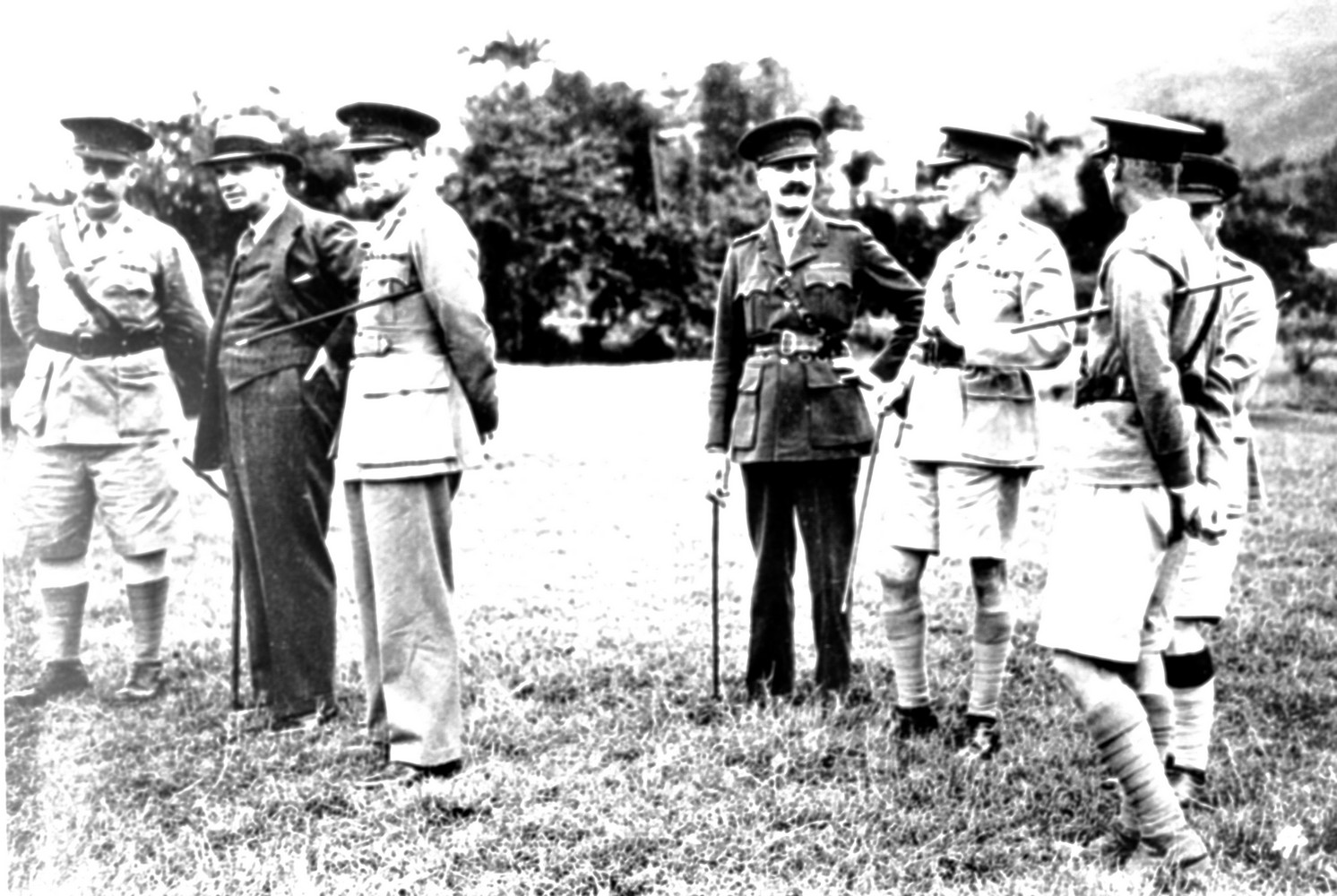
香港總督楊慕琦（圖中左二穿着西裝者）於1941年9月上任不久便與駐港英軍的軍官一同檢視香港的防務。

雖然日軍在1938年年底已經壓境，但在香港的市區仍是一遍繁華景象。香港人口在1935年尚不足100萬，其後受到1937年爆發的中日戰爭影響，開始有大量難民湧入香港，到1941年香港爆發戰爭前已高達160萬人。羅富國在1937年至1941年9月出任香港總督期間，雖然其個人觀點認為香港難以單獨長期防守，建議倫敦政府將香港設定為「不設防城市」，但他仍有就日益緊張的國際局勢制定民防措施，包括成立防空署統籌建造防空洞，在各區安裝防空警報器及協調各項民防工作。因為化學武器在一次大戰的歐洲戰場被大量使用，駐港英軍的領導層也有不少曾經見識過化武的殺傷力，港府和軍方在探討民防工作時，估計香港一旦遭到敵軍使用毒氣彈空襲，恐怕在數小時內便死傷枕藉，所以香港政府在1935年已將防範化武襲擊列為民防項目，不過從英國進口的防毒面具都很昂貴，每個最少要30港元（1936年的價格），一般市民根本負擔不起，政府因此協助本地橡膠廠及水鞋廠生產防毒面具
，首批香港製造的防毒面具於1937年供貨，每個售價為8港元，比起舶來貨便宜得多，但對比一般市民的收入依然是十分昂貴，所以除了一部分是賣給政府，便是供應給中國國軍打抗日戰爭。不過到1940年，香港政府有感於日軍入侵的壓力不斷增加，於是推出資助計劃，將防毒面具以每個2港元的售價賣給市民，希望辦到「一人一罩」
。香港在1930年代後期已開始備戰及籌備多項民防工作，如在1937年12月9日舉行的防空演習，全港當晚8時至10時實施燈火管制，輔政司更聲言會對勸告無效者罰款千元；1940年下半年起，防空演習的次數轉趨頻密，燈火管制更連續兩晚進行。香港在1941年11月舉行大型民防演習，模擬市區被敵機大規模空襲時的滅火、救護及傷患轉移能力；政府又再次呼籲市民參加滅火、救護、運輸及廚務等民防工作。
1939年2月21日，日軍飛機越過邊界入侵香港領空，並在羅湖（今羅湖站附近一帶）開火掃射，導致30多人死傷，英國隨即向日本提出抗議，並由香港輔政司史美向日方交涉，日軍辯稱是誤擊，同意道歉及賠償2萬港元，事件雖然以日方賠償而平息，但當時社會有輿論認為爆發軍事衝突恐怕只是時間的問題。香港政府及軍方都了解單憑香港的兵力是不足以應付日軍發動的大規模攻勢，但為免造成社會恐慌，所以在積極備戰的同時，又經常宣稱駐港英軍有能力保衛香港，甚至將醉酒灣防線比喻爲「東方的馬奇諾防線」；即使在1941年12月5日，港府領導層得悉日本很可能短期內對英開戰，香港軍部也於同日召集後備軍，但對公眾發放的資訊仍是盡量緩和緊張氣氛，總督楊慕琦在12月6日還出席慈善晚會，所以即使是戰爭爆發前的12月7日，香港市面仍是一切如常。
雖然英日兩國在1940年6月已因滇緬公路問題而關係緊張，日本更在香港邊境舉行軍演，不過在1940年7月，日本駐港領事岡崎稱沒有任何撤離日僑的計劃，日本僑民可放心在香港居住，他又呼籲香港市民無需對近期的局勢感到恐慌，岡崎還稱自己昨天才在香港買了新汽車。1941年3月，日本駐港領事矢野稱沒有通告要撤走在港的日僑，還稱離開香港的日僑大部分是從廣州出發，只是經香港乘船，又稱香港的日僑學校如常上課。不過英日關係在1941年持續惡化，1940年9月日軍入侵法屬印度支那，之後向法屬印度支那的維琪政府施壓侵奪英美在當地的資產；1941年7月，英美兩國以維護權益為由報復，凍結日僑在兩國的資產，香港政府亦跟隨英國凍結日本企業及僑民在香港的銀行存款，在香港居住的700多名日僑陸續離開香港，不過日本官方否認因戰爭臨近而撤僑，只是經濟原因而離開；到12月初，除使館人員外，仍有百餘名日僑在香港，日本駐港領事館稱會安排他們先到廣州，不過日本方面仍稱日僑是因為經濟問題而離開香港。
由於英國情報部門在1941年下半年認為日本最快要到1942年年中才準備好向英美開戰，這個誤判不但使倫敦政府沒有加快在遠東的軍事部署，也令在遠東防守的英軍認為還有半年時間備戰，對香港的防務安排亦產生不少負面的影響。香港總督與駐港英軍的主要將領及參謀都是香港在戰時防務決策的要員，但當中有三位在1941年下半年才上任。身為香港守軍主將的莫德庇少將於1941年8月才抵港上任，而身兼香港三軍總司令的香港總督楊慕琦在同年9月才抵港履新；至於港島旅旅長羅遜准將，更是在11月中旬才帶領加拿大援軍抵港；即使是大陸旅旅長華里士准將，他抵港也只不過是一年多。參謀長紐臨上校是在香港任職最久的主要將領之一，他於1937年在香港擔任米杜息士營營長，於1940年成為駐港英軍參謀長，雖然莫德庇及羅遜都是資深的軍官，但他們來港未久便要在香港迎戰日軍，所以很多作戰規劃都出自紐臨，紐臨在作戰期間亦多次親上前線視察及指導守軍部署。另外，新任輔政司詹遜於12月7日，即開戰前一天才抵港履新，職位在文官中僅次於總督，但就職禮因非常時期而從簡，他更在兩週多後被俘，不過在日本戰敗投降後，詹遜對香港重光卻有重要角色。
加拿大在1941年10月派出兩營步兵共1,975人增援香港，對緩解駐港英軍兵力不足的問題有正面助益，英國和加拿大都期望透過強化香港的兵力可嚇阻日本的開戰意圖，但加拿大軍當時並未準備好立即投入二戰，英國和加拿大也不知道戰爭即將在12月爆發，所以派到香港的加軍很多都是年輕的新兵
，平均打靶不足35發，當中有300人在加拿大時仍在使用木槍受訓，從未發射過實彈；不過莫德庇及身為加軍教頭的羅遜（他從加拿大領軍到香港前任職渥太華軍事訓練學院總監），都認為還有時間可一邊駐防、一邊操練。加拿大軍乘運兵船在11月16日抵港後，他們原本還有一船裝備跟著來港，包括一批通用載具、火炮及彈藥等，但運送過程發生延誤，當日本入侵香港時，這船裝備仍在太平洋上，並因香港已被日軍海上封鎖而無法到港卸貨，令加軍只能使用隨身攜帶的輕武器應戰。至於由香港政府組建的香港華人軍團，更是在1941年11月才成立，這些本地新兵根本沒有時間完成所需的訓練，便要投入12月初的實戰。
在1938年因駐港英軍兵力不足而被棄守的醉酒灣防線，原預期只有在新界進行遲滯戰的旁遮普營使用，加拿大於1941年9月29日決定派兵增援香港，莫德庇得到新增的兩營兵力可調整部署，他於10月修訂防衛計劃，決定在11月派三營守軍進駐醉酒灣防線，藉此加強遲滯敵軍的效果，阻止敵軍利用新界和九龍之間的山脊進行炮兵觀測，並可爭取更多時間撤走及破壞在九龍的物資和設施。然而因為重新進駐醉酒灣防線的計劃須要盡量保密，所以莫德庇在10月調整防衛計劃時，只曾與各營營長到防線視察及商討。莫德庇在10月中旬逐步調動各作戰單位進駐據點，歸入大陸旅的蘇格蘭營、旁遮普營及拉吉普營，於11月中旬至月底陸續進入醉酒灣防線的陣地。不過，蘇格蘭營及拉吉普營的士兵之前從未到過醉酒灣防線，亦不熟悉新界和九龍的地勢和環境，而防線已關閉達三年，在進駐初期須要進行整修工作。
日軍在進攻香港前已在中國征戰多年，香港守軍的兵員卻普遍缺乏實戰經驗，而且很多是新兵，在初次參戰時將會較容易出現不知所措的情況，到醉酒灣防線進駐的士兵又不熟悉環境，莫德庇亦了解守軍仍需多加操練，為使各單位可熟習環境和訓練協同作戰，並作為調整部署的參考，決定先在11月24日至28日為守軍舉行第一次防線部署演練，然後讓士兵休整一周，預定在12月8日至13日為大陸旅舉行旅級協同作戰演習，再於25日聖誕節為全港英軍舉行聯合軍事演習。莫德庇與大陸旅旅長華里士還考慮當醉酒灣防線及九龍的防務都鞏固好後，便可派兵到新界北部的邊境地帶駐守，使守軍阻擊日軍入侵的防線能進一步往邊境推前。然而在12月3日，英國政府從泰國首相鑾披汶頌堪的口中得悉日軍有意借道泰國南部進攻英屬馬來亞；除此之外，日本外務省於12月1日密令駐倫敦、華盛頓、香港及馬尼拉等地的日本使館銷毀其館內的密碼機，這個不尋常的舉動於12月4日被英國軍情部門發現；鑑於種種跡象均顯示日本即將向英國開戰，倫敦當局遂將消息電告香港。莫德庇於12月5日接獲日軍即將發起戰爭的軍情後，便通報英軍各單位立即備戰，香港總督楊慕琦於7日下達動員令，香港義勇防衛軍司令羅斯上校亦於同日下令防衛軍隊員即時報到，香港守軍於12月7日清晨已在陣地就位，準備日軍來襲。由於戰爭在12月8日爆發，守軍原定的多項演練都來不及實施，莫德庇的防衛計劃也未能透過演習進行驗證及優化調整，便要直接應用於實戰。故此香港守軍雖為抗擊日軍入侵的守方，但在熟悉環境和部署方面，卻並未享有守方應有的優勢。

## 日軍入侵過程

### 戰爭爆發（12月8日）

#### 空襲啟德機場

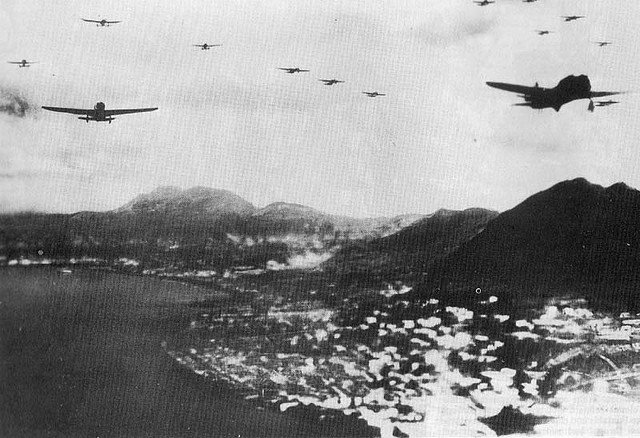
日軍機隊飛越香港島北岸。香港在1939年已陷入日軍三面包圍，英國政府認為香港已很難單獨防守，只能盡量拖延日軍的攻勢，英軍在香港也僅象徵式部署5架飛機，完全無法阻止日軍機隊空襲，故此日軍在開戰時已完全掌握制空權。不過，日軍在開戰首日空襲啟德機場的效果欠佳，沒有損毀機場跑道，機場在遇襲後仍可維持運作，當晚便有滯留在香港的國府政要乘飛機撤離。

香港時間1941年12月8日凌晨，日軍展開「南方作戰」行動。日本陸軍第25軍率先登陸馬來半島東北部，而日本海軍在太平洋中部的四艘航母則派出機隊偷襲珍珠港（夏威夷時間仍為12月7日）。凌晨2時21分，日本陸軍大本營透過東京軍方電台向第23軍司令部通報已經向英國開戰的「花開、花開」暗號，並發出確認入侵英屬馬來亞「E作戰」已經開始的暗號「E」。凌晨2時30分，日軍第23軍司令部發佈暗號「鷹」，代表入侵香港的「C作戰」正式開始。凌晨4時45分，駐港遠東三軍情報署截聽到日軍已經向英國開戰的訊息，駐港英軍司令莫德庇接獲情報後，判斷日軍即將入侵香港，便立即通報駐港英軍各單位準備應戰，又下令部署在新界的兩支「前鋒隊」開始破壞通往九龍的各條橋樑、道路和鐵路，盡量拖慢日軍由新界南下九龍的進度。
清晨5時50分，日本陸軍飛行戰隊主要由九八式輕轟炸機組成的機隊，從廣州天河機場起飛，飛往香港啟德機場展開首波空襲。日本海軍第二遣支艦隊派出的攻擊機則從三灶島（位於現在的珠海市金灣區）起飛，飛往赤鱲角襲擊船舶。在中環美利兵房的國軍第8工作隊在清晨6時左右截聽到三灶島的日軍飛機將要出擊的通訊，這支工作隊是重慶國民政府於1940年10月派到香港，協助英軍監聽日軍通訊，並分享日軍情報。雖然國軍監聽單位未能截獲在廣州的日軍機隊也已出擊的訊息，但駐港英軍經研判後認為日軍飛機即將來襲，於是下令在啟德機場一帶的防空單位就位。
上午7時40分，土生秀治大佐率領陸軍飛行第45戰隊的27架九八式輕轟炸機合共攜帶162枚50磅炸彈，在雲層掩護下入侵香港領空。當時飛行高度達4千公尺，而且天氣多雲，雲層有利機隊隱藏行踪，但也妨礙搜索地面目標。土生大佐從香港島赤柱以南的上空觀察九龍半島，最初未能發現在啟德機場停泊的飛機，還以為皇家空軍已將飛機全數撤離，於是下令襲擊在九龍灣一帶的船隻；然而當機隊下降至2千公尺時，土生大佐終於看見啟德機場停泊了多架民航飛機，於是下令領先的第3中隊改變目標，飛去攻擊啟德機場。不過，率先空襲機場的第3中隊所投下的炸彈，大部分都落在九龍城一帶，隨後投彈的第2中隊，也只有一枚炸彈命中民用機庫，但沒有爆炸；而空襲九龍灣的第1中隊，也沒有擊中任何船隻。對香港的首波空襲中，土生大佐帶領的轟炸機隊可說是無功而還，而戰功則被高月光大佐率領的陸軍飛行第10獨立中隊奪去。高月光中隊當時有8架九七式戰鬥機為轟炸機隊提供護航，由於土生大佐的轟炸機隊空襲機場的效果欠佳，於是接替攻擊機場的任務。高月光的戰鬥機中隊先快速急降穿越英軍的防空炮火，然後以離地十多公尺的高度，以兩挺八九式機槍掃射機場上的飛機，擊沉停在海面的兩架英軍海象式水上偵察機、擊毀八架客機及一架角羚式魚雷轟炸機，並輕傷另一架魚雷轟炸機。首波空襲後，駐港皇家空軍只剩下兩架魚雷轟炸機尚可飛行，守軍本已微不足道的空中戰力可說是蕩然無存。不過日軍的首波空襲未能損毀機場跑道，啟德機場在開戰首天仍能供飛機升降，而機場在遇襲前也已實施疏散。
在啟德機場遭受日軍首波空襲之時，深水埗軍營也遭到日軍9架飛機空襲，軍營中彈起火，但原本駐紮在軍營的英軍早已開赴陣地駐守，軍營遇襲時已近乎無人狀態，只有數名士兵在空襲中受傷。同日下午，土生飛行戰隊再度出動襲擊英軍艦艇，日本海軍南支航空隊亦出擊，空襲在維多利亞港佈雷的色雷斯人號驅逐艦及啟德機場，但成效不彰，一無所獲。雖然日軍一直希望對香港發動突襲，對攻打香港的行動一直保密，但因為日軍攻擊香港的通訊被英軍截獲，日軍在8日早上的首波空襲是英軍意料之中，不過駐港英軍僅有5架舊式軍機，而且不是戰鬥機，無法主動出擊攔截來襲的日軍機隊，只能採取疏散措施避免傷亡。在日軍首波空襲後，駐港皇家空軍的希爾少校與格萊中尉曾經提議利用餘下的兩架角羚式魚雷轟炸機空襲有日軍機隊駐紮的廣州機場，但因為莫德庇反對進行自殺式攻擊而沒有執行。

#### 新界北部戰事

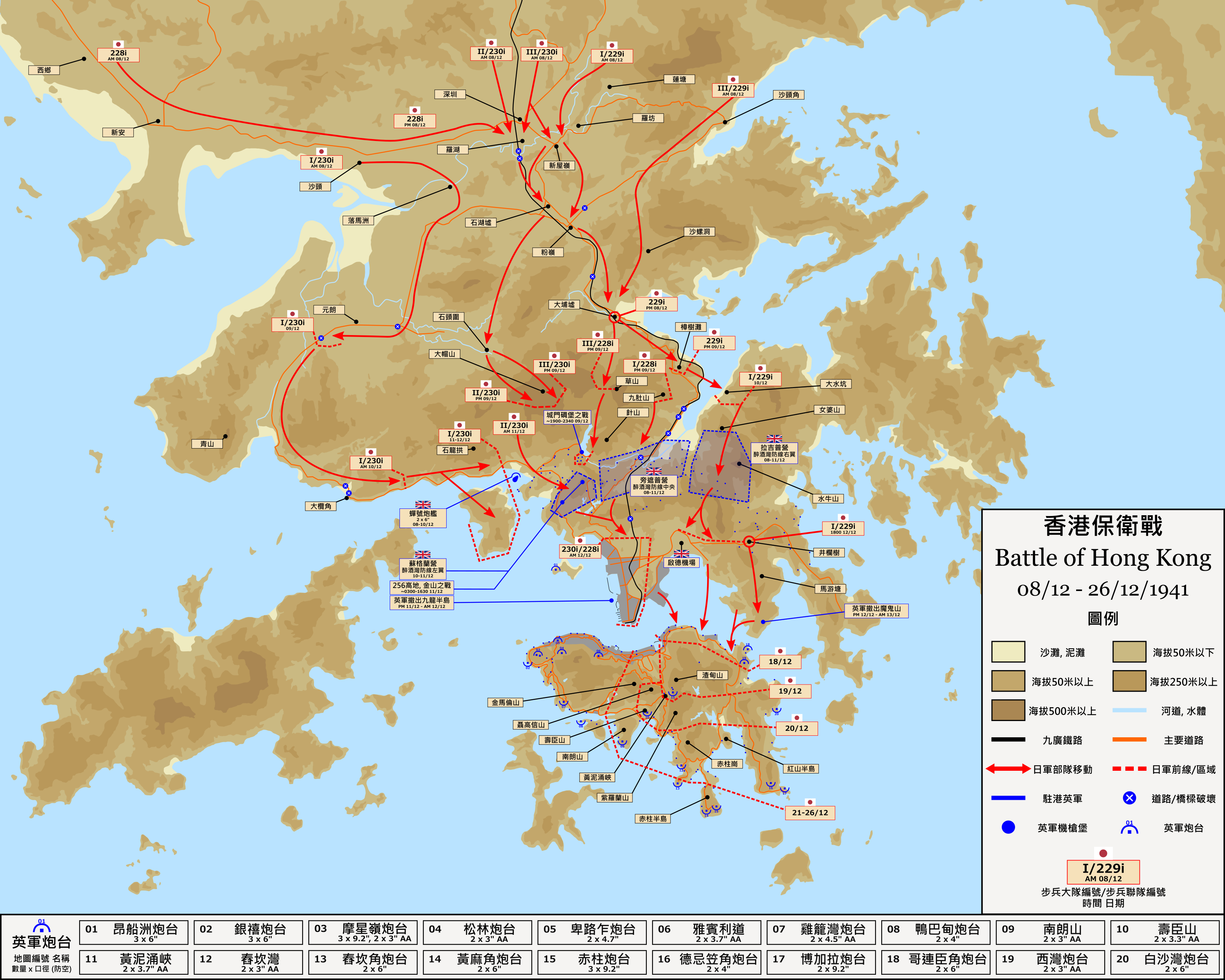
日軍的入侵路線及英軍防衛部署的地圖。

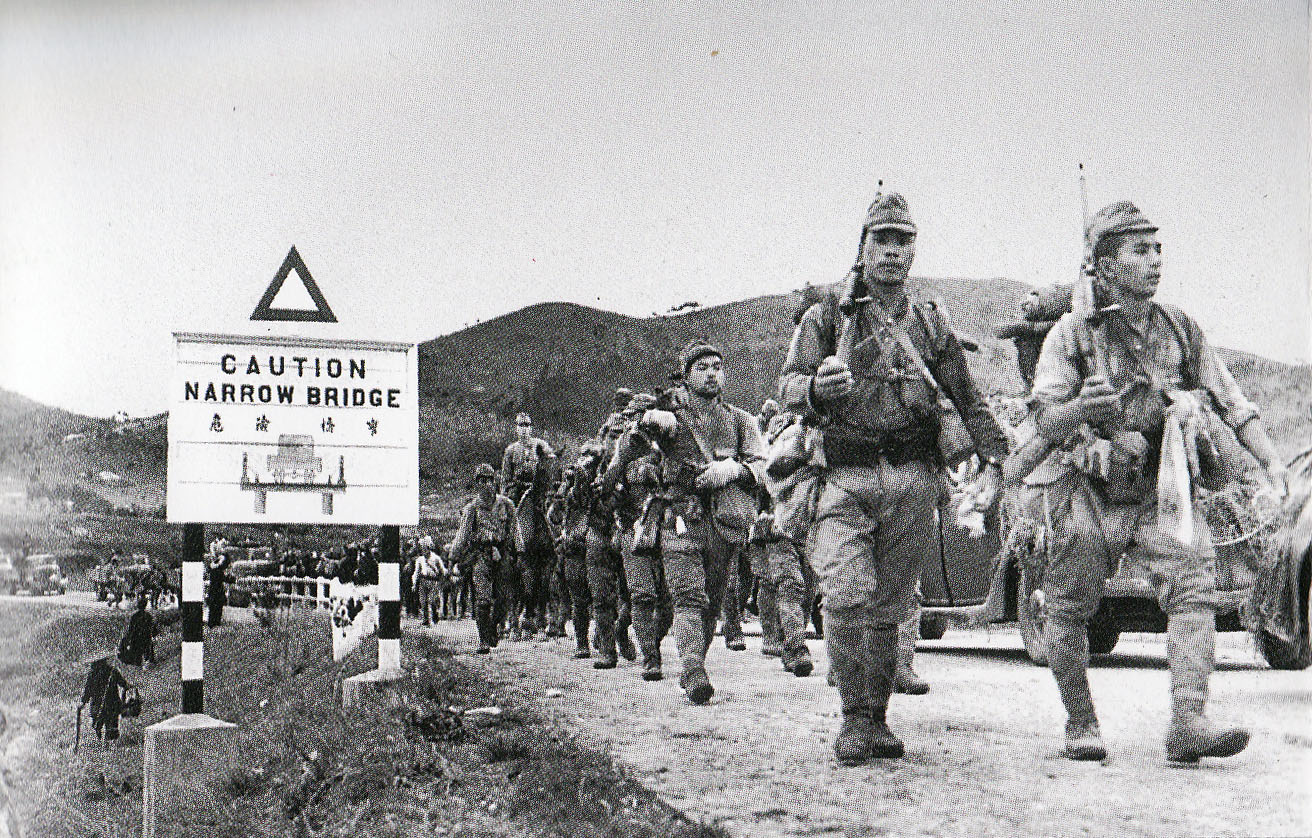
1941年12月8日早上7時許，日軍越過深圳河侵入香港境內。本圖由每日新聞社的隨軍記者拍攝。

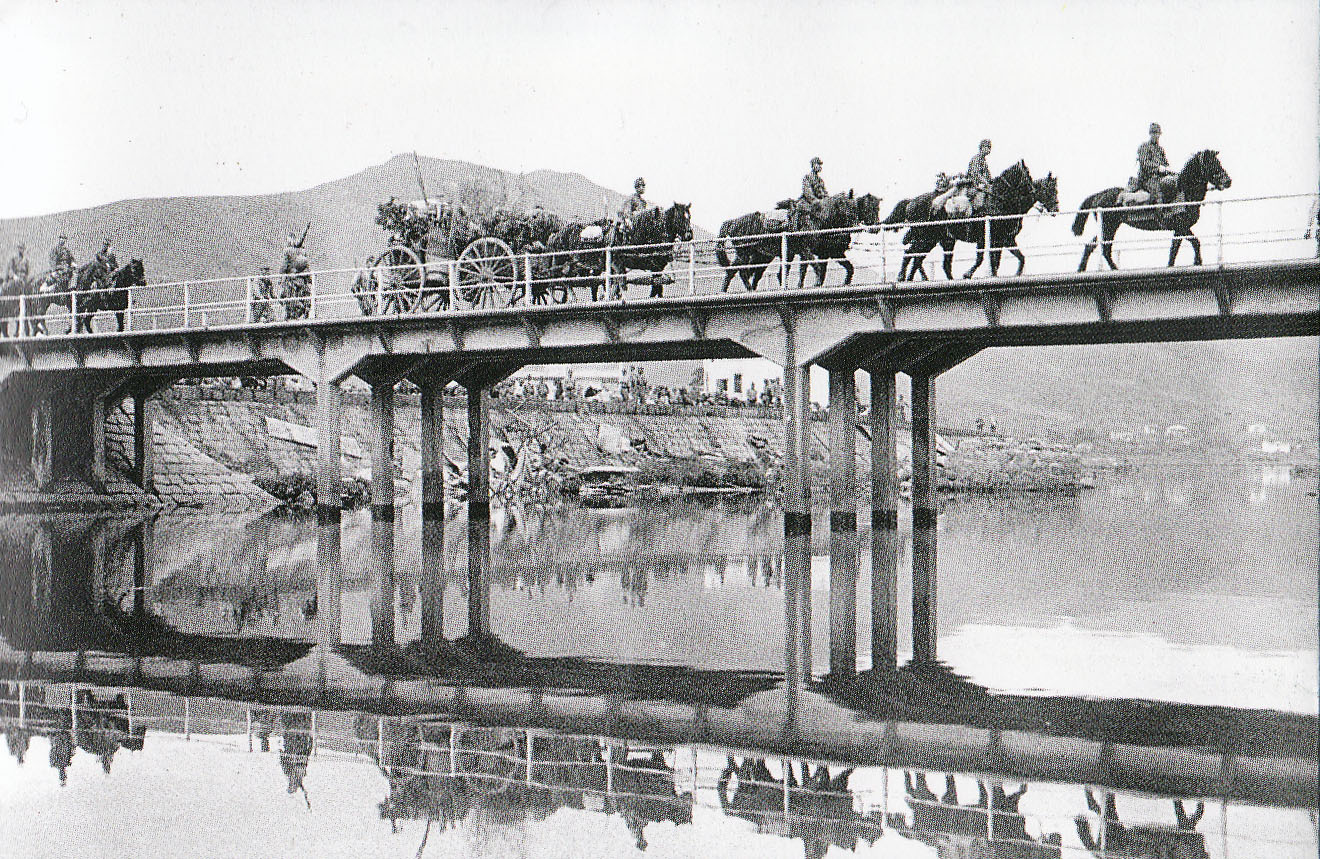
英軍派出的前鋒隊在12月8日收到日軍入侵的消息後，便將絕大部分由新界通往九龍的道路及橋樑破壞和堵塞，使得日軍（特別是炮兵部隊）的行軍飽受阻延，不過在林村河上的廣福橋卻是少數的漏網之魚。圖為日軍經廣福橋往南行軍。

在啟德機場遭受空襲之際，日本陸軍第23軍所屬的第38師團已於上午7時30分發起陸路進攻，其第229及第230聯隊分別越過香港邊境的東部及西部侵入新界。第230聯隊採取西線進攻，並分為東西兩路展開入侵。第230聯隊第1大隊從西路入侵，途經新界西北部的落馬洲、新田、錦田及元朗前往青山灣，再經青山公路往荃灣；第230聯隊第2及第3大隊則從東路入侵，這兩支大隊分別在羅湖東西兩側越境，再於石湖墟會合，然後經營盤及八鄉到石頭圍，並且兵分兩路在上城門水塘東西兩側逼近城門棱堡及醉酒灣防線的英軍左翼。第229聯隊從東線進攻，同樣分為東西兩路部隊越過邊境。第229聯隊第3大隊從東路入侵，途經新界東北部的沙頭角、坪輋及沙螺洞前往大埔；至於第229聯隊第1及第2大隊則從西路入侵，途經打鼓嶺、粉嶺及九龍坑，在大埔與第229聯隊第3大隊會合，再前往馬料水。第229聯隊將會橫渡沙田海並在馬鞍山登陸，然後登上水牛山及逼近醉酒灣防線的英軍右翼。
日軍第229及第230聯隊在越境入侵新界北部時都各自兵分兩路，形成鉗型攻勢，夾擊在邊境駐防的英軍，意圖截斷邊境英軍的退路；然而英軍並沒有在新界北部據守，只派出小量工兵與「前鋒隊」進行破壞和堵路，拖延日軍推進，並且戰且走伏擊日軍，所以日軍採用的鉗形攻勢並沒有奏效。至於同為第38師團所屬的第228聯隊將從中線進攻，經由羅湖前往林村，再上鉛礦坳，但第228聯隊在8日清晨仍在趕赴香港邊境的途中，要到下午近3時才抵達深圳。
由旁遮普營C連連長格萊（G.E. Gray）少校率領的「大埔道前鋒隊」在破壞羅湖橋等邊境橋樑後，便撤到太和及大埔墟，並繼續一邊往南退，一邊破壞和堵路。由於邊界的橋樑都已被英軍拆毀，所以日軍須搭建浮橋渡河。上午11時，日軍第230聯隊的東路部隊兵分兩路夾擊石湖墟，但當地並無英軍。下午1時，第230聯隊的東路部隊到達上水，而第230聯隊的西路部隊侵入錦田平原；第229聯隊的西路部隊攻入粉嶺，再經九龍坑前往太和。
下午1時後，英軍繼續在青山公路及大埔公路兩邊拖延日軍。雖然大埔道前鋒隊未能及時炸毀廣福橋，卻於下午在大埔墟一帶數度伏擊日軍。下午3時，格萊少校率前鋒隊伏擊正從九龍坑山往大埔墟方向接近的第229聯隊第3大隊。格萊少校洞悉日軍稍後必經大埔墟，但日軍很大可能會分別從大埔公路、九龍坑山及沙螺洞，三面夾擊大埔墟，所以不應在大埔墟伏擊，而是在大埔墟南面的山地埋伏等待日軍。下午6時，第229聯隊第3大隊的左翼斥候小隊從大埔墟前往大埔滘途中，遭到格萊少校伏擊及殲滅。晚上7時30分，格萊少校再次伏擊第229聯隊。不過，為免被日軍從後堵截退路，所以大埔道前鋒隊於9日凌晨2時退回沙田，與旁遮普營的主隊會合。
至於蘇格蘭營B連派出的「青山道前鋒隊」由布恩（Stanford Burn）少校率領，在香港防衛軍裝甲車隊的支援下破壞新界西部的道路。這支前鋒隊於8日下午2時在元朗及3時55分在屏山先後遇上日軍第230聯隊，前鋒隊立即後撤，並於下午4時30分炸毀在大欖角的橋樑，然後到凹頭協助皇家工兵破壞凹頭橋，期間在凹頭附近發現日軍15輛軍車及4門火炮。青山道前鋒隊於入夜後繼續破壞在醉酒灣防線以北的道路，其裝甲車隊於9日凌晨3時返回荔枝角。
日軍第230聯隊在青山公路行軍期間，不斷遭到皇家海軍的蟬號炮艦以6吋炮轟擊，導致行軍受阻。在12月8日的行動中，英軍成功破壞在新界北部的主要道路、鐵路及橋樑，或在山頭進行爆破，利用倒塌的山泥將道路掩埋，使日軍向南行軍的進度飽受阻延，而且被破壞的道路和橋樑都難以在短時間內修復，可顯著遲滯日軍重炮部隊的行軍速度。
12月8日傍晚6時許，日軍重新部署部隊，位於青山公路的第230聯隊被分成兩路，一路經油柑頭預備渡海進攻青衣島，另一路則逼近城門棱堡及醉酒灣防線的左翼；位於大埔的第229聯隊則預備橫渡沙田海，經馬鞍山攻打醉酒灣防線的右翼；至於在下午3時才抵達深圳的第228聯隊，橫過深圳河到達羅湖後，預定取道草山和九肚山，往醉酒灣防線的中央進逼。英軍方面，莫德庇在晚上接獲指令，將仍在香港的三艘驅逐艦之中的兩艘（珊奈特號、哨兵號）撤往新加坡，以保留皇家海軍在遠東的實力。

#### 戰爭首天的市面情況

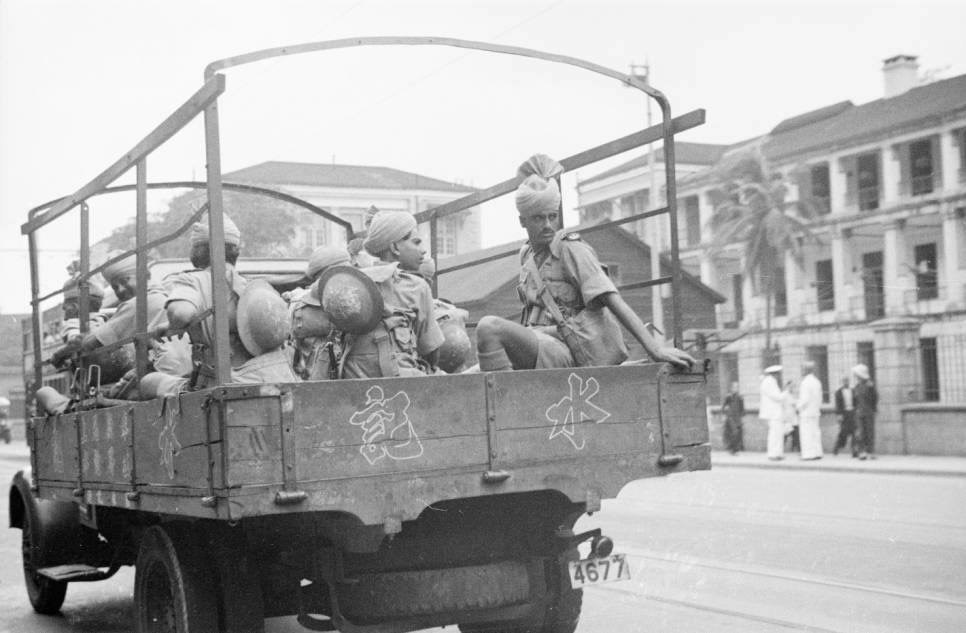
駐港英軍的英屬印度陸軍士兵乘坐軍部徵用的貨車開赴前線。

在12月8日清晨戰爭爆發後，總督楊慕琦在下午召開行政及立法兩局緊急會議；晚上8時，楊慕琦在廣播電台發表演講，他譴責日本為達成惡毒的目標而策動戰爭，又讚揚守軍和市民面對日軍的空襲表現英勇，楊慕琦表示自己會堅定與香港市民共同進退，一起面對艱難的戰爭時期，他又呼籲全港軍民保持團結、齊心抗敵。在戰爭爆發後，政府即時宣布糧食及必需品實施統制，由政府支配供應及分發，規定米店不得閉門停業，並訂立及發放指定米店的名單和地址。除學校停課外，當日的銀行、餐廳和商店仍然營業，政府部門依舊辦公。公共交通方面，電車維持正常服務，但因為部分巴士已被軍方徵用，所以巴士站大排長龍，而被徵用的車輛還包括的士和貨車。天星小輪及油蔴地小輪在防空警報響起期間停航，警報停止後復航，但從下午起，如要乘渡輪往香港島須要事先登記。政府在報章刊登及派發小冊子，教導市民應對空襲的必要措施。高等法院停止審理案件，法院大樓被改作臨時醫院，由聖約翰救傷隊及醫護人員進駐。政府於早上對民防部隊下達動員令，已登記加入後備消防隊、後備救護隊、後備運輸隊、防空傳訊隊及糧食供應隊等民防隊伍的市民，皆立即執勤，而徵募處則繼續辦公供市民報名參加。
由於英軍原定在8日早上舉行軍事演習，因此政府也曾經向公眾預告當日將有英軍演習，所以在8日早上日軍飛機投彈空襲時，市民初時還以為是軍事演習，即使防空警報響起及有炸彈爆炸，亦沒有造成民眾恐慌。日軍在首日的空襲集中在香港的軍事設施，但仍有部分炸彈落在民居附近，造成平民死傷。燈火管制隨戰爭的爆發而成為每晚執行的長期措施，政府又派員拘留在香港的日本人。另一方面，啟德機場在8日晚上仍能升降，滯留在香港的部分國民政府政要，包括宋慶齡、宋靄齡、孔令俊及孔令傑等人，於當晚在啟德機場乘飛機撤離，但陳濟棠、胡政之及許崇智等人卻未能登機。

### 醉酒灣防線攻防戰（12月9日至10日）

#### 日軍進攻醉酒灣防線
12月9日早上，日軍第38師團的三支步兵聯隊繼續按計劃行軍。由於日軍之前評估醉酒灣防線不易被攻破，所以第38師團所制定的作戰方案，是要三支聯隊先行在醉酒灣防線的北面各自在其轄區設立陣地，並偵察英軍在防線的佈防及後方的部署，日軍計劃在陣地待命約一周，同時部署炮兵，然後在炮兵支援下攻打醉酒灣防線。屆時先由第230聯隊發起攻勢，經大帽山西南面攻打在上城門水塘南邊的城門棱堡及附近一帶的英軍防線，另外兩支聯隊隨後向南推進，而師團指揮部亦已將該作戰方案下達給屬下三支聯隊執行。
英軍在防線的部署方面。相對於醉酒灣防線的中央和右翼的北側分別有城門河及沙田海作天然屏障，左翼防線由西至東的葵涌、金山、城門水塘及畢架山，都是陸地連接新界和九龍，並且西有青山公路穿過葵涌，東有大埔公路穿過在金山和畢架山之間的山坳，而兩條公路的南端又連接至左翼防線後方的深水埗，所以一旦左翼防線失守，敵軍便可長驅直進攻入九龍市區。英軍在1941年11月中旬進駐醉酒灣防線，防線的左翼及城門棱堡由懷特中校率領的蘇格蘭營負責防守，而防線中央的城門河及畢架山由旁遮普營駐守。蘇格蘭營的佈防方面，A連駐守上城門水塘以南，B連駐守上葵涌，C連駐守下葵涌，D連駐守金山。9日上午，華里士抽調在防線右翼充當預備隊的拉吉普營D連到孖指徑一帶的山脊填補防線缺口，並將該連交由旁遮普營指揮。城門棱堡由蘇格蘭營A連第8排駐守，A連連部設於炮兵觀測站。A連第7排駐守菠蘿山，第9排駐守水塘西南至B連駐守的上葵涌之間，另有一支「Z部隊」部署在鉛礦坳西側的山坡上，而水塘西側的小徑已埋下地雷。蘇格蘭營所屬各連亦派出哨兵及巡邏隊監視日軍的動向，並通報炮兵以炮火拖延日軍推進。
雖然第38師團已經制定攻打醉酒灣防線的方案，惟原計劃卻因第228聯隊擅自改變行軍路線而被打亂。12月9日上午，土井定七大佐率領的第228聯隊，由於較遲抵達香港邊境，在越過深圳河後，因為原預定通過的道路及橋樑已被毀壞，導致行軍屢受阻延。土井定七大佐於是將第228聯隊暫時交由其部下第3大隊隊長西山遼少佐指揮，自己親率一支偵查小隊先行到草山及針山一帶偵察，尋找適合設立陣地的地點。土井率領偵察小隊在鉛礦坳旁登上草山，然後往南登上針山的山頂，土井發現在城門河南岸的一座「303高地」（位於金山以東）適合用作第228聯隊進攻醉酒灣防線的橋頭堡。然而該處的城門河兩岸都是斷崖峭壁（當時的城門河是指城門峽至大圍一帶的天然河道，該處的峽谷於1964年建成下城門水塘，大圍至馬料水的一段城門河實爲1970年代沙田海填海工程而形成的人工河道），第228聯隊只能闖入原屬第230聯隊的轄區，取道偏西的上城門水塘水壩，攻取「255高地」及「341高地」（即城門棱堡一帶），再沿孖指徑向東南行軍，方能抵達「303高地」。與此同時，暫時指揮228聯隊的第3大隊隊長西山遼少佐亦派遣第2大隊第5中隊隊長代田孝治中尉到城門河及「303高地」偵察，代田中尉回報城門河兩岸是斷崖難於通行，而英軍駐防「303高地」的兵力十分薄弱，促使西山遼少佐也有取道「255高地」佔領「303高地」的想法。土井大佐親率的偵察小隊於當日下午2時回到鉛礦坳與228聯隊的主隊會合，土井在228聯隊本部集合聯隊內的參謀及大隊隊長商討進攻「255高地」的構想，由於城門棱堡所在的「255高地」與水塘主壩已被師團劃入第230聯隊的轄區，越界進攻「255高地」顯然違反上級指令，土井對是否越界行動亦有所猶豫，但因為西山遼少佐亦有進攻「255高地」的想法，最後土井與聯隊內的參謀及大隊隊長達成共識，第228聯隊將於入夜後自行突襲城門棱堡及附近區域。
另一方面，駐守城門一帶的蘇格蘭營卻未能掌握第228聯隊的動向。雖然土井大佐率領偵察小隊在上午登上針山偵察時，蘇格蘭營亦觀察到針山有「小量活動」，但由於土井偵察小隊人數不多，蘇格蘭營並沒有加以留意及發動攻擊。因為英軍估計日軍的主力將由青山公路而來，所以蘇格蘭營一直將注意力集中在逼近荃灣及下葵涌一帶的第230聯隊。直到9日下午，蘇格蘭營發現第228聯隊第3大隊進入鉛礦坳，於是發炮阻擊，但城門一帶卻於此時下雨，雨霧令英軍的視野大為縮減。至於駐守在鉛礦坳以西的蘇格蘭營「Z部隊」，雖然在霧氣中發現第228聯隊第3大隊接近鉛礦坳，隊長簡道爾（Frances Kendall）卻決定到晚上返回蘇格蘭營營部時才通報。這種種原因，使蘇格蘭營對日軍第228聯隊的來襲缺乏預警，未能察覺第228聯隊將會自草山接近。此外，蘇格蘭營沒有部署足夠兵力防守城門棱堡，在城門棱堡外圍的北面，只有蘇格蘭營A連第8排共39名士兵防守，根本不能單獨抵擋日軍對城門棱堡發動的有組織攻勢，而城門棱堡的地道、堡壘及戰壕原本可容納120名士兵，但日軍來襲時英軍只有30餘人在棱堡內駐守。
蘇格蘭營在城門水塘的巡邏及哨戒上亦有疏漏。9日上午，蘇格蘭營A連連長鍾斯（Cyril Jones）上尉奉旅長華里士之命與拉吉普營D連連長紐頓上尉開會探討兩連協同作戰及巡邏的事宜，下午又到營部與營長懷特會面，其後前往A連第7排和第9排的駐地視察，鍾斯幾乎一整天不在連部。鍾斯回到A連連部後，雖然下令第8排排長湯遜（Thomson）少尉巡邏針山南坡，但A連第8排本來是防守城門棱堡的主力，僅派一支巡邏隊也無法有效巡邏針山一帶，在晚上更沒有於城門水塘的水壩留下哨兵。雖然鍾斯曾向營長懷特反映A連的巡邏兵力不足，但懷特沒有即時抽調兵力加強巡邏城門水塘的東側。

#### 城門棱堡陷落

城門棱堡之戰形勢圖。12月9日晚上，第228聯隊隊長土井定七大佐擅自發起進攻，派出第3大隊的兩個中隊擔任先鋒，經上城門水塘主壩進攻城門棱堡，並將在棱堡外圍守備的39名蘇格蘭營A連士兵擊潰。雖然土井的行動率先在醉酒灣防線打開缺口，迫使英軍後撤到金山，但因為行動違反司令部先行設立陣地的命令，並闖入已被劃入第230聯隊轄區的城門水塘，第23軍司令酒井隆對土井私自進攻甚為不滿。土井大佐雖然立下戰功，卻與其228聯隊各大隊隊長一同受到斥責，第3大隊也被罰於進攻九龍時擔任後備。至於攻破城門棱堡的戰功，則被記入攻陷觀測站的第10中隊隊長若林東一身上。

9日晚上7時許，率領第228聯隊的土井定七大佐下令發起進攻，第228聯隊第3大隊超過500人取道上城門水塘的主壩進攻城門棱堡。由於英軍沒有派兵在晚上看守水壩，而且黑暗又有雨霧，在棱堡北面防守的蘇格蘭營A連第8排也未能及時察覺日軍來襲，日軍順利移除埋在該處的炸藥。第228聯隊第3大隊的第9和第10中隊率先經由水壩攻打城門棱堡；至於第228聯隊第2大隊則先前往城門河以北攻擊在該處的英軍，再跟隨第3大隊進攻棱堡；第228聯隊的其餘部隊則留作預備隊。第3大隊在通過水壩後，便登上城門棱堡東北面的高地，這時才被蘇格蘭營的哨兵賴德（John Laird）下士發現，雙方短暫交火，賴德之後通知在後方的401B機槍堡及排部。在401B機槍堡內的守軍因日軍正處於機槍火力的死角，決定先反鎖機槍堡再作抵抗，而在棱堡外圍哨戒的蘇格蘭營A連第8排只有39人，無法阻擋日軍的攻勢。日軍不久便抵達城門棱堡，再經由防線的通氣口攻入地道，於晚上10時10分攻佔401A號機槍堡，並孤立在401B號機槍堡的英軍。
與此同時，蘇格蘭營A連又遭逢不幸。在傍晚時分，蘇格蘭營A連連長鐘斯下令第8排排長湯遜少尉率領巡邏隊到針山，但該支巡邏隊卻錯過了第228聯隊的行軍路線，未能及時發現日軍來襲。在日軍進攻前夕，鐘斯與A連連部身處於城門棱堡西南面的炮兵觀測站內，並剛剛派出通訊兵偉力（Wylie）迎接從鉛礦坳返回的「Z部隊」，該通訊兵在離開觀測站之時，雖然依照程序將通道的閘門鎖上，卻沒有按照程序將鎖匙轉交給在觀測站外站崗的印籍炮兵奇桑星（Kishan Singh）下士，導致鐘斯上尉與A連連部共14人被反鎖在觀測站之內。當鐘斯接獲401號機槍堡遇襲的消息時，只能下令位處棱堡中央，由羅勃（Robert Robb）中士率領的排部發動反擊，但該排部只有18名士兵，面對數以百計的日軍士兵來襲，完全是寡不敵眾，於佈陣時已有5人傷亡，羅勃為免被全殲決定突圍，他與排部餘下的13名士兵越過日軍第10中隊的進攻路線往東撤離，及後與拉吉普營D連會合。
另一方面，日軍第228聯隊第3大隊圍攻401號機槍堡時，一度遭到在西面山地的402號機槍堡壓制，第3大隊於是決定兵分兩路；第3大隊第9中隊在春日井由太郎中尉率領下封鎖城門棱堡西面的地道出口，並攻打402號機槍堡；第3大隊第10中隊在若林東一中尉率領下向西南方推進，攻打城門棱堡的炮兵觀測站。在觀測站內的連長鐘斯曾派出哨兵嘗試經由通氣口離開，卻被若林率領的第10中隊發現而失敗。若林隨即下令第10中隊將觀測站的所有出口封鎖，並派工兵用爆破筒炸毀上鎖的閘門，有兩名印籍士兵當場死亡，日軍又不斷從通氣口向觀測站內投擲手榴彈，在連番爆炸之下，包括鐘斯在內共14人的A連連部，多人受傷，只有A連連長鐘斯上尉、炮兵韋覺士中尉及軍士長密德仍有意識，而在日軍圍困下，鐘斯已無退路，惟有於10日凌晨3時向日軍投降。
9日晚上11時35分左右，蘇格蘭營設於梨木樹的營部接獲A連連長鐘斯的來電，得悉日軍已經攻入城門棱堡，蘇格蘭營營長懷特（S.E.H.E. White）隨即電告大陸旅旅長華里士，並將在下葵涌的蘇格蘭營C連調往營部所在的梨木樹準備增援，D連亦於金山就位。9日晚上11時45分，拉吉普營D連的巡邏隊適逢途經城門河，與日軍第228聯隊第2大隊相遇，雙方隨即激烈交火。懷特在10日凌晨12時下令第2山炮連以4.5吋榴彈炮向城門河開火，壓制第228聯隊第2大隊。在第2山炮連的炮火支援下，拉吉普營D連成功阻擊第2大隊的攻勢，但此時城門棱堡已被第228聯隊第3大隊攻佔。12月10日凌晨3時，蘇格蘭營營長懷特、大陸旅旅長華里士及司令莫德庇曾經通訊，商討反攻城門棱堡的計劃，但礙於情報不明，守軍兵力不足，當時防線左翼只剩下蘇格蘭營B連阻擋自青山公路接近的日軍第230聯隊，兼且拉吉普營D連仍在城門河一帶與日軍交戰，莫德庇最終決定等待日出再作定奪，並從香港島抽調加拿大溫尼伯營D連到九龍增援。
第228聯隊擅自發起攻勢，雖然在短時間內攻陷城門棱堡，卻擾亂了日軍原先的部署，在師團指揮部還引發連串風波。12月10日凌晨，第228聯隊隊長土井定七大佐曾經向上級第38師團長佐野忠義中將發出電報，土井稱第228聯隊在「奮戰三小時」後，已攻陷「255高地」，只剩下一個機槍堡及觀測站尚有抵抗。由於通訊時的溝通出現問題，師團長佐野中將誤以為私自行動的土井正身陷險境，於是兩次勒令所有日軍撤回城門河以北，然而土井卻再次違反上級命令，等到電話通訊接通後，才向師團長佐野中將解釋，佐野中將於是派遣師團的參謀長阿部芳光大佐趕往城門棱堡了解情況。阿部芳光在日出時分趕到城門棱堡視察，發現日軍只有兩人陣亡及數人負傷，卻俘虜了超過20名英軍士兵。
土井私自行動發起進攻，除了打亂已訂立好的行軍部署，也在第23軍司令部引起爭執。土井擅自行動攻陷城門棱堡，雖然得到第23軍參謀長栗林忠道少將稱許是隨機應變，然而第23軍司令酒井隆卻視之為僭越權力，並聲言要將土井軍法審判，酒井隆亦因此解除栗林忠道的參謀職務，這次風波最後須要由第1炮兵隊司令，曾經在陸軍官校與酒井隆是同班同學的北島驥子雄中將出面調解，方告一段落。10日晚上，酒井隆飛抵設於大埔的軍級指揮部時，便嚴令各級部隊必須遵守命令。至於稱讚土井自行發起進攻是隨機應變的參謀長栗林忠道，則沒有獲安排參與後續階段的香港攻略戰，直到攻佔香港後，才獲安排參與協助善後工作。雖然第228聯隊第3大隊在城門棱堡之戰立下戰功，卻因為參與私自進攻而被罰作預備隊，不獲指派參與進攻九龍的前線作戰。由於聯隊隊長土井定七大佐及聯隊內的各大隊隊長都因為違抗命令而遭到責備，而聯隊內由春日井由太郎率領的第9中隊在攻打城門棱堡的402號機槍堡時又遭受損傷，因此攻破城門棱堡的戰功，便被記在攻陷炮兵觀測站的第10中隊隊長若林東一身上，致使後來不少日本史料都將擅自行動攻佔城門棱堡一事，誤記為若林東一的「獨斷」行事。

### 日軍侵佔九龍半島（12月10日至13日）

#### 醉酒灣防線失守

九龍半島及港島北航空照片。10日凌晨城門棱堡失守後，位於英軍左翼的蘇格蘭營分別退到金山及「256高地」旁邊的青山公路。11日凌晨，日軍第230聯隊私自帶兵攻打金山及256高地，並且擊退蘇格蘭營，距離攻入九龍半島已經不遠。不過第230聯隊的行動再次打亂日軍先前的部署，而且入侵馬來亞的第25軍傳來捷報，也對入侵香港的第23軍帶來加快進展的壓力，日軍在沒有充足準備下便倉促翻過山嶺侵入九龍，行軍速度卻不及有完善撤退計劃的英軍，故此在防線左翼的英軍主力及時在下午撤回港島，英軍大陸旅也於13日早上被日軍追上前全數撤到香港島。此圖攝於1944年10月16日美軍空襲香港。

12月10日早上，大陸旅旅長華里士曾考慮派蘇格蘭營反攻城門棱堡，但與蘇格蘭營營長懷特及司令莫德庇商討後，認為兵力不足，決定將蘇格蘭營後撤到金山。日軍在當日並未進攻醉酒灣防線，日本陸軍航空戰隊則繼續派飛機空襲英軍艦艇，並於下午擊傷蟬號炮艦，迫使其中止干擾第230聯隊南進的任務，回到香港島的船塢維修。10日傍晚時分，蘇格蘭營開始撤出醉酒灣防線，轉到金山一帶繼續抗敵。蘇格蘭營C連、B連，以及A連的殘部，在青山公路葵涌段由北到南依次組成三道防線。金山北部的山脊，則由蘇格蘭營D連及拉吉普營D連一同防守。由於調動突然，蘇格蘭營B連及C連到11日凌晨，尚未與蘇格蘭營營部接通電話線，蘇格蘭營C連與D連的防線之間亦有漏洞，在青山公路與金山之間的「256高地」（今華景山莊）有一段防線缺口。
12月11日凌晨，日軍第230聯隊第2大隊在隊長若松滿則少佐率領下沿青山公路向醉酒灣防線的右翼推進（對英軍而言是左翼，即金山至醉酒灣一帶的醉酒灣防線西部），第2大隊的前鋒於凌晨1時30分抵達上葵涌，其第6中隊隊長田原隆壽率領的斥候隊亦回報在金山西南沒有遇見英軍，第2大隊隊長若松少佐因而認為可趁機奪取金山，進而控制葵涌，於是在凌晨2時30分透過其上級第230聯隊隊長東海林俊成大佐，向第23軍司令部請求發起進攻，卻遭司令部拒絕。雖然司令部已於10日嚴令各支部隊不得私自行動，但若松少佐幾經考慮後，仍然決定獨自進攻。日出前夕，第230聯隊第2大隊隊長若松少佐派出第5及第7中隊發起進攻。第5中隊由西南面攻上由蘇格蘭營D連駐守的金山山腰（即今葵涌大連排），而第7中隊先沿青山公路南下，在下葵涌轉上「256高地」攻打蘇格蘭營C連的右翼，藉此控制青山公路葵涌段。
第5中隊在攻上金山時遇到蘇格蘭營D連頑抗，雙方更一度發生肉搏戰，第5中隊隊長更被英軍擊斃。在和宜合的第230聯隊第3大隊隊長野口捷三少佐得悉第5中隊陷入苦戰後，便下令獨立速射炮第5大隊第3中隊在城門棱堡後方的山地架設速射炮，並於8時30分炮擊金山，終於迫使蘇格蘭營D連撤退，第5中隊在11日上午近9時佔領蘇格蘭營D連的陣地。至於第230聯隊第2大隊第7中隊，在進攻「256高地」的蘇格蘭營C連右翼時，同樣遇到頑抗，又受到蘇格蘭營B連的攻擊。日軍於是下令第38山炮聯隊第3大隊在梨木樹以西架設速射炮炮轟蘇格蘭營C連，蘇格蘭營B連及C連在日軍炮火下逐漸崩潰，蘇格蘭營B連連長李查遜上尉及C連連長羅斯上尉亦在與日軍混戰期間中彈陣亡。
因為蘇格蘭營B連及C連均沒有接通營部的電話線，故此蘇格蘭營營長懷特要到11日上午9時10分，才得悉日軍沿青山公路進攻葵涌，懷特立即從荔枝角派出通用載具車隊趕往增援，但車隊抵達時，駐守青山公路葵涌段的蘇格蘭營B連及C連都已經潰退，增援車隊亦只能作撤退掩護，青山公路亦一度只餘下蘇格蘭營A連第7排駐守。華里士派出正身處大陸旅旅部的布恩少校前往荔枝角重整蘇格蘭營B連及C連，又調動在九龍的溫尼伯營D連及香港防衛軍第1連開赴荔枝角，堵塞醉酒灣防線左翼失守後的缺口。上午10時，蘇格蘭營B連及C連在長沙灣的大華鉛筆廠（青山道420號）附近重新集結。10時45分，英軍參謀長紐臨上校乘坐香港防衛軍第1連的裝甲車到荔枝角視察，他與布恩少校在大華鉛筆廠會面，紐臨要求布恩必須守住九龍水塘配水庫以南的山坡，紐臨於11時45分將溫尼伯營D連調到九龍水塘以南的琵琶山，防守長沙灣天主教墳場及大埔道。雖然在醉酒灣防線左翼防守的蘇格蘭營此時已經潰退，但第230聯隊也遭到英軍炮擊而未能佔據金山。自上午9時30分起，英軍的昂船洲炮台、摩星嶺炮台，以及在九龍水塘的第2山炮連，便不停炮擊金山，不但阻止了第230聯隊第2大隊的推進，也將第230聯隊第2大隊第7中隊孤立於「256高地」。

#### 英軍退守香港島
12月11日中午前後，英軍及日軍都再次調整部署。英軍方面，大陸旅旅長華里士擔憂在青山公路的英軍防線再遭突破，便會威脅到在醉酒灣防線中央的旁遮普營及東部的拉吉普營，這兩營如繼續在醉酒灣防線堅守，恐會陷入腹背受敵，因此華里士於上午11時下令收縮防線，並通報各部要為隨時撤退做好準備。因為九龍半島除了鑽石山和何文田有較高地勢外，大部分地域的地勢相對平坦，一旦日軍佔領新界和九龍之間的山嶺，守軍將無險可守，而在九龍中部的啟德機場，這一大片平地更將九龍半島的東西兩部分割，使九龍更難防守，而且任何撤出九龍的退路都要渡過維多利亞港，大陸旅如死守九龍勢將面對被日軍全殲。至於位處九龍東部的魔鬼山，在一次大戰前已是英軍重要據點，英軍也在附近的五桂山及照鏡環山分別建有馬游塘防線和海灣防線，如醉酒灣防線失守，該處適合英軍作為全數撤往香港島前的最後據點。
華里士與莫德庇商議後，莫德庇在11日中午決定撤出醉酒灣防線，並將大陸旅撤返香港島，以保留英軍的實力。英軍亦已制定好撤退計劃，為避免運載部隊退守香港島的船隊被日軍飛機發現及炸射，英軍將集中在晚間橫渡維多利亞港。由於醉酒灣防線左翼先後被日軍第228及第230聯隊突破，已退守荔枝角的蘇格蘭營正面對循青山公路而來的第230聯隊主力，蘇格蘭營撤出荔枝角及深水埗後，日軍將會迅速沿青山道及彌敦道攻入九龍市區，一旦油麻地及佐敦落入日軍控制，在醉酒灣防線左翼的英軍將難以經佐敦及九龍城的碼頭渡海，因此蘇格蘭營必須在最短時間內撤離，並由昂船洲炮台炮轟荔枝角阻擋日軍推進。蘇格蘭營將會在溫尼伯營D連及香港防衛軍裝甲車隊掩護下，於傍晚時分經九龍城碼頭退守港島，溫尼伯營D連之後也在九龍城碼頭返回港島。香港防衛軍裝甲車隊及大陸旅的炮兵將於傍晚經佐敦道汽車渡輪碼頭撤退，只留下第1山炮連支援拉吉普營。在醉酒灣防線中央的旁遮普營及拉吉普營D連將儘速轉移到魔鬼山西側的三家村，在三家村碼頭登船撤離。在醉酒灣防線右翼的拉吉普營及第1山炮連將為撤退的部隊提供掩護，並且退守馬游塘防線和海灣防線，鞏固英軍全面撤出九龍前的最後支撐點。
至於日軍方面，雖然第230聯隊第2大隊隊長若松滿則少佐違抗命令，未得批准便擅自發起進攻，但此時第23軍司令部卻接獲由山下奉文率領的第25軍成功入侵馬來半島的捷報，對主導攻略香港作戰的第23軍構成加快入侵進度的壓力，若松滿則違規擅自進攻在此刻並沒有被追究，第23軍司令酒井隆在大本營參謀高山信武少佐的敦促下，決定提前在11日下午3時進攻九龍。
12月11日下午1時，英軍大陸旅開始撤退，工兵即時破壞連貫新界和九龍的煙墩山隧道（又稱舊筆架山隧道）及坑口道。為免在九龍的發電廠被日軍利用，中華電力的工程人員與英軍合力破壞在紅磡的鶴園發電廠（1990年代改建為海逸豪園）。由於英軍本來就沒有死守九龍的打算，並且有妥善的撤退路線，故此英軍各部在撤退時的行軍大致順利。不過第2山炮連卻錯誤向已被破壞的煙墩山隧道撤退，在折返大圍時遭日軍伏擊，失去1門3.7吋榴彈炮，其餘火炮則運抵佐敦道汽車渡輪碼頭撤離。在防線左翼的蘇格蘭營在溫尼伯營D連的掩護下，於晚上7時30分在九龍城碼頭登船撤往香港島，香港防衛軍裝甲車隊則開往佐敦道汽車渡輪碼頭登船撤退，而溫尼伯營D連於11日深夜在九龍城碼頭撤離。香港防衛軍第1連破壞啟德機場後，於12日凌晨在九龍城碼頭由皇家海軍的魚雷艇接走。到12日清晨，大陸旅的左翼只餘下小量部隊仍在九龍半島。駐守昂船洲炮台的英軍雖然遭到日軍猛烈炮轟，設施大多受損，但為了掩護蘇格蘭營撤退，其1號炮台不斷炮擊在荔枝角的日軍，直至11日下午3時接到撤退命令，炮台守軍開始炸毀火炮和破壞設施，並帶走可搬動的設備乘船撤退，於12日凌晨1時許抵達香港島，但因為比原定時間晚抵達，又缺乏卸貨設施，很多物資惟有隨同運輸船被鑿沉。
在醉酒灣防線中央的旁遮普營，在11日下午開始撤往在九龍東部的魔鬼山。由於英軍自醉酒灣防線撤出後，日軍很可能會迅速南下九龍，為免被日軍追上，旁遮普營各部必須儘速翻越新界和九龍的各個山頭撤往魔鬼山。旁遮普營D連經大埔道前往畢架山時，曾擊退日軍兩輛九四式輕裝甲車及兩輛滿載日軍士兵的卡車。旁遮普營A連於下午2時抵達沙田坳，B連亦已後撤，C連因為要掩護撤退行動，仍留守九龍水塘。在醉酒灣防線右翼的拉吉普營因為較接近魔鬼山，該營一邊掩護其他部隊撤退，一邊依次退守到在魔鬼山西面的馬游塘防線和海灣防線，以鞏固英軍經三家村碼頭撤返香港島的退路。拉吉普營在撤退期間，C連曾於大老山擊退日軍第229聯隊的先頭部隊。第1山炮連在11日傍晚撤退前，曾炮擊登上水牛山的第229聯隊及在大埔道的第228聯隊。拉吉普營A、B、C連及第1山炮連，於11日晚上11時許全數抵達魔鬼山一帶，並進駐馬游塘防線和海灣防線，拉吉普營D連則在魔鬼山擔任預備隊。
因為旁遮普營採取偏西的路徑撤往魔鬼山半島，拉吉普營要到晚上9時30分才與旁遮普營取得聯繫。旁遮普營A連及B連於12日清晨直接撤往香港島，殿後的旁遮普營C則加入海灣防線。旁遮普營及拉吉普營經過長達30小時沒有糧食補給的行軍和戰鬥，部分單位更要行經崎嶇的山徑，但都於12日上午抵達魔鬼山半島，除了拉吉普營、旁遮普營C連及第1山炮連外，其餘部隊都已撤往香港島。旁遮普營營部指揮人員原本應往魔鬼山方向撤退，卻於11日半夜因黑暗而迷路，錯誤經由清水灣道進入九龍半島中部，只好於12日清晨改經尖沙咀天星碼頭撤退。這批旁遮普營營部人員於撤退期間，先在九龍擊退支持日軍的黑幫份子，然後在尖沙咀與餘下的小量蘇格蘭營士兵會合，再一同於尖沙咀火車站（即現在的尖沙咀鐘樓）附近與日軍滲入九龍的斥候隊交火，最後趕及到碼頭登船返回香港島。
華里士與大陸旅指揮人員於11日傍晚6時離開位於九龍塘歌和老街的大陸旅指揮部，華里士與一部分旅級指揮人員於晚上7時30分到達啟德，在九龍城碼頭登船前往魔鬼山西側的三家村，在照鏡環山的海灣防線另設大陸旅指揮部，並於12日凌晨近4時與總司令部取得聯繫，而餘下的旅部人員則直接返回香港島。

#### 九龍半島淪陷

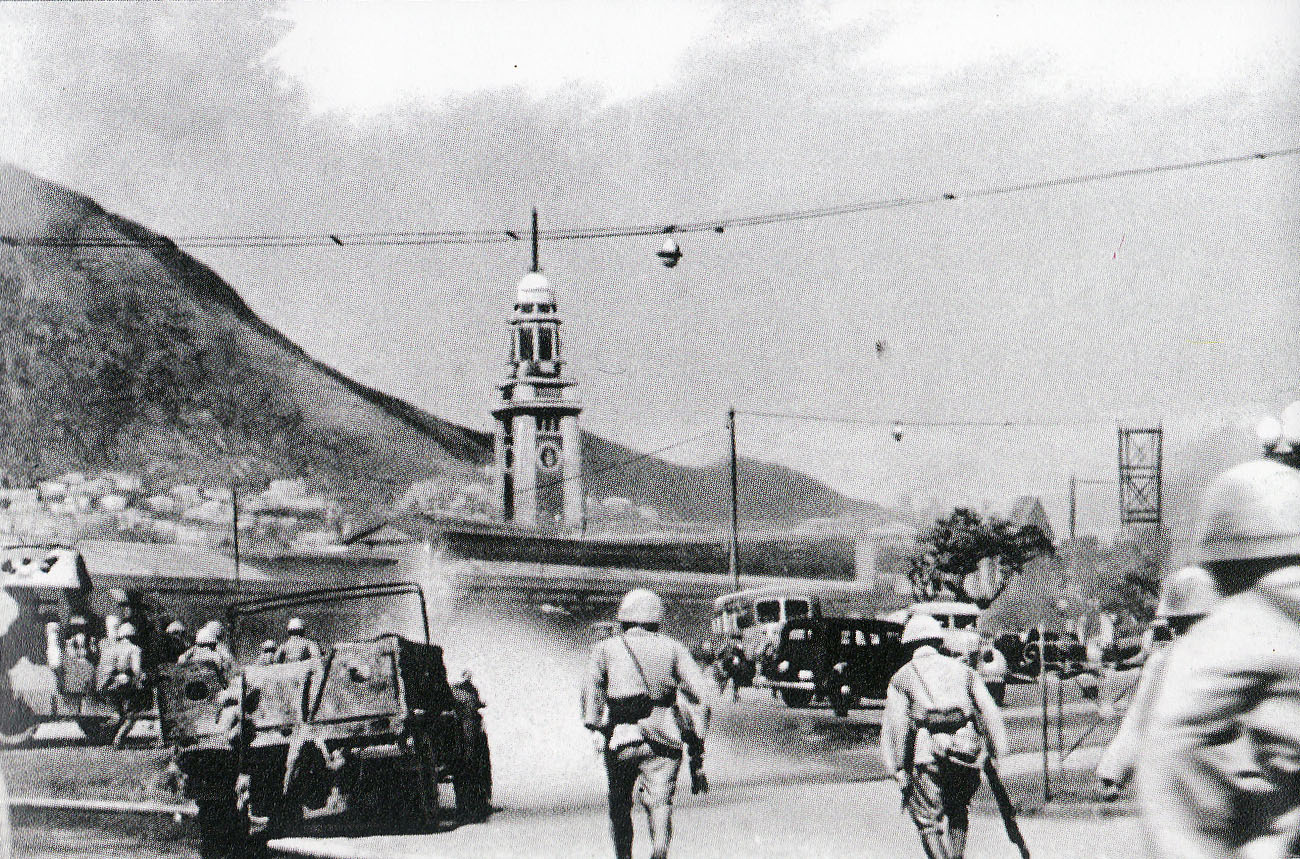
12月12日早上，日軍攻入尖沙咀，前方為尖沙咀鐘樓。在此之前，旁遮普營的營部人員與小量蘇格蘭營士兵，剛好趕及在尖沙咀碼頭登船撤回香港島。

日軍雖然攻入九龍在望，卻未能及時發現英軍撤走。第230聯隊第3大隊要到11日下午4時30分才登上金山山頂，此時蘇格蘭營已離開金山及荔枝角達半小時。11日晚上近7時，日軍到達九龍市區的周邊，並於12日凌晨佔領已無英軍駐守的青衣島。12日上午6時，第230聯隊第3大隊開始沿彌敦道往尖沙咀方向推進，期間曾鎮壓趁機作亂的香港黑幫。因為參與私自進攻城門棱堡而被罰殿後的第228聯隊第3大隊，被安排駐守九廣鐵路以東的區域，並以位處窩打老道和亞皆老街交界的中華電力總部大樓作為聯隊指揮部。
在醉酒灣防線東面，第38步兵團長伊東武夫少將於10日晚上10時許率領第229聯隊橫渡沙田海登陸大水坑，但由於日軍原定要到14日才攻打醉酒灣防線，沒有預備要倉促行軍進攻九龍，伊東少將又因外出偵察而未能及時得悉戰報，使日軍失去不少追擊英軍的時間。第229聯隊渡過沙田海後，便開始翻越新界和九龍之間的山嶺，在翻越大老山時，既要規避地雷，又曾遭到英軍炮擊，第229聯隊第2及第3大隊於12日清晨分別到達飛鵝山和鑽石山，但由於英軍不斷炮擊稅關凹，第229聯隊要到12日下午1時才在井欄樹完成集結。伊東少將於下午5時指派第229聯隊進攻馬游塘，卻被拉吉普營及來自香港島的炮火擊退。
雖然拉吉普營尚可守住馬游塘至魔鬼山的防線，但日軍佔領九龍大部分地區後，可對橫渡維多利亞港的守軍構成直接威脅，香港島的守軍難以持續渡海為拉吉普營提供補給，莫德庇於12日晚上9時下令在魔鬼山一帶的英軍撤回香港島，拉吉普營、旁遮普營C連及第1山炮連，便按指令前往鯉魚門的三家村碼頭乘船撤走，可是由於運輸船隻不足，英軍在這處的撤退行動遇到阻滯，皇家海軍因此派出色雷斯人號驅逐艦及四艘魚雷艇前往增援，英軍於13日早上6時30分全數登船撤回香港島。日軍於13日上午佔領英軍在九龍及魔鬼山的陣地，但始終未能追上及消滅英軍大陸旅的主力。不過在12日晚上11時許，守衛港島西北岸的英軍發生一次誤擊事故，拖船珊納號拖著載有4噸炸藥的駁船由青洲出發往香港島，由於拖船沒有按指示亮識別燈，加上在岸上的守軍溝通出錯，在統一碼頭的第63號機槍堡內的米杜息士營士兵錯誤開火，導致拖船及駁船爆炸沉沒，全部船員身亡。
英軍大陸旅在城門棱堡、金山及葵涌接連失守後，被逼棄守醉酒灣防線並撤返香港島，但並沒有因戰局失利而發生全面潰退，邊戰邊退的過程整體井然有序，而根據陳策的日記記載，英軍在新界及九龍損失約370人，大陸旅完成敵前撤退為防守港島保留了實力，但失去新界及九龍的緩衝帶後，香港島便要面對日軍炮火和入侵的直接威脅。

### 日軍準備登陸香港島（12月13日至17日）

#### 港督拒絕日軍勸降

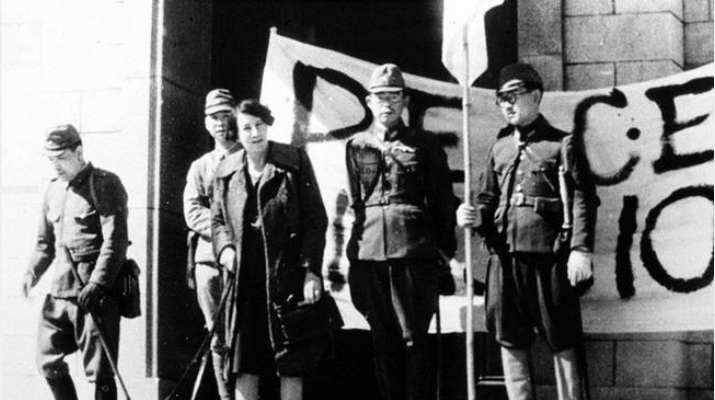
輔政司的秘書夫人李氏（Mrs. C.R. Lee）在九龍被俘後成爲日軍前往香港島向港督楊慕琦勸降的人質。

英軍退守香港島後，由於預期香港守軍在孤立無援下將會很快放低武器投降，酒井隆於是在13日上午暫時停火，並派出由參謀多田督知中佐帶領的勸降使團到香港島向楊慕琦遞交勸降書。日軍勸降使團乘坐一艘掛有「PEACE MISSION」（中譯：和平任務）旗幟的小艇由九龍開往香港島。在日軍勸降使團中包括兩名被俘的婦女，其中一位是輔政司詹遜的秘書夫人李氏（Mrs. C.R. Lee），另一位是俄國孕婦，而帶同俄國孕婦到港島的醫院，是秘書夫人同意作為人質到港島勸降而向日軍提出的條件，日軍還帶同一位在九龍被俘的美國女記者杜嘉雲（Gwen Dew）。日軍勸降使團的小艇在靠近香港島時曾遭到英軍開火警告，但日軍表明來意及艇上載有輔政司秘書夫人及俄國孕婦後，英軍決定讓小艇在中環皇后碼頭停靠。小艇在碼頭靠泊後，多田中佐等人登岸，多田中佐立即要求記者杜嘉雲為他拍照，俄國孕婦獲安排送入香港島的醫院。多田中佐之後向前來接收信件的英軍情報參謀博沙（Charles Boxer）少校遞上勸降書，博沙少校收件後立即送交在總督府的楊慕琦。雖然日軍勸降使團在碼頭的一舉一動都受到英軍監視，但多田中佐仍趁機窺探英軍在沿岸的防禦部署。日軍原以為楊慕琦需要一些時間與香港的軍政高層開會討論接受投降之事，然而，楊慕琦卻即時覆函拒絶投降，博沙少校不久便將覆函交給在碼頭等待的多田中佐。
英國首相邱吉爾於同日發電給楊慕琦，邱吉爾在電文稱英國國民「每一天每一小時都在注意你們固執地保衛香港的港口及堡壘」。另一方面，日軍在13日上午派遣勸降使團到香港島之時，日軍也在石梨貝水塘、大圍、魔鬼山及何文田等地加緊部署重炮，又下令第1炮兵隊在下午2時30分起炮轟摩星嶺。

#### 日軍空襲及炮轟香港島
日軍原想透過勸降便可不費一兵一卒佔領香港島，卻出乎意料地遭總督楊慕琦斷言拒絕，日軍於是從13日下午起，動用重炮密集炮轟香港島，又出動飛機空襲，為之後的登陸戰作準備。在攻打醉酒灣防線時沒有機會出動的第1炮兵隊，終可在炮轟香港島的行動中發揚重炮的火力，連續數日大規模炮轟英軍據點，摩星嶺、卑路乍、白沙灣及西灣等英軍陣地均受到猛烈轟擊，日軍單在14日一天便向香港島發射最少3,660枚240毫米及150毫米口徑炮彈。日軍原定在14日上午空襲香港島，但因為天氣欠佳，所以改在下午出動，攻擊港島北岸的炮台及香港仔的英軍錨地。因為日軍原以為攻破醉酒灣防線後香港即會投降，所以原定只有陸軍飛行第45戰隊作為空襲香港的主力，楊慕琦拒絕投降後，日軍認為陸軍飛行第45戰隊的輕轟炸機也不敷使用，須召喚陸軍及海軍的雙引擎轟炸機加強空襲。故此，陸軍駐紮在台灣嘉義的陸軍飛行第14戰隊，須從攻略菲律賓的行動中抽離，改為空襲香港島；海軍在第2遣支艦隊的要求下，由進駐台灣的第11航空艦隊派遣第21航空戰隊的鹿屋海軍航空隊及第一航空隊空襲香港島。
12月16日，日軍大規模空襲香港島。陸軍飛行第45戰隊的俯衝轟炸機空襲港島東北部的拉吉普營及炮兵陣地。陸軍飛行第14戰隊的18架九七式重轟炸機空襲摩星嶺要塞及香港島西部的英軍陣地。同日下午1時，日本海軍的轟炸機隊來襲，鹿屋航空隊的18架一式陸上攻擊機及第一航空隊的26架九六式陸上攻擊機，向鯉魚門軍營、筲箕灣、摩星嶺要塞及香港仔海軍基地，投下26枚800公斤、54枚250公斤，以及34枚60公斤的炸彈。日本海軍轟炸機隊在當日的大編隊空襲，雖然未能炸毀任何炮台，但重創香港仔，8號魚雷艇被焚毀，兩艘拖船中彈沉沒，皇家海軍在香港仔的船塢嚴重受損，船閘及抽水設施都被炸毀，雖然沒有炸彈擊中色雷斯人號驅逐艦，但船塢已無法維修艦體受損的色雷斯人號，皇家海軍惟有將該艦放棄，於17日將其開到舂坎角對出的銀洲並故意擱淺。海軍的南支航空隊於同日出動九二式艦上攻撃機空襲香港仔及深水灣，雖然整天出擊達10架次，但沒有戰果。陸軍飛行第14戰隊於17日及18日繼續轟炸摩星嶺要塞及香港島西部的英軍陣地；海軍亦於18日派轟炸機空襲青洲，又攻擊已被皇家海軍棄置在銀洲的色雷斯人號。
日軍的連日空襲及炮轟，對英軍在香港島的多處陣地造成不同程度的損傷，當中以松林炮台的損毀最為嚴重，該高射炮台位處龍虎山上且面向九龍，缺乏地勢作屏障，日軍可從九龍的山頭直接觀察；15日上午，松林炮台被日軍第1炮兵隊設於何文田的6門四年式150毫米榴彈炮連續炮轟4小時，設施嚴重受損，英軍須要棄守。摩星嶺要塞從11日起不停遭日軍飛機空襲，13日下午起受到日軍重炮轟擊；13日下午，3號炮位的一門9.2吋海防炮被日軍一枚240毫米的大口徑炮彈擊中，雖然炮彈沒有引爆，但炮位依然報廢；14日中午，高射炮彈藥庫中彈，一門高射炮被毀，9名印裔炮兵陣亡，6人受傷。在之後的兩天，日軍對摩星嶺要塞的空襲和炮轟更為猛烈，16日的空襲，有一枚炸彈命中在高處的炮台指揮所，幸沒有爆炸，在附近的60名士兵才免於覆滅，雖然要塞連日飽受攻擊，但英軍仍然堅守。卑路乍炮台在14日上午的日軍炮轟中，兩門4.7吋炮及觀測站被擊毀。白沙灣炮台在14日上午也遭到日軍密集炮轟，觀測站被毀，使該炮台的兩門6吋炮須要目測瞄準。
日軍的炮轟不但使英軍在香港島北岸的多座機槍堡及炮位受損，亦時常切斷英軍的電話線路，使英軍的指揮及通訊受到干擾。馬已仙峽的通信電纜在14日被日軍炮火破壞，使總司令部與港島南部的通訊陷入癱瘓，英軍須要搶修20小時才能恢復正常。日軍的轟擊也使設在香港島北岸的多組探照燈損壞，削弱英軍在夜間監察海面活動的能力，使日軍更容易藉夜色掩護發動偷襲。猛烈的炮轟也使水管及供電設施受到破壞，使香港島的食水供應大受影響。
為應對日軍的炮轟，英軍於14日在黃泥涌峽設立反炮擊指揮所（Counter Battery Headquarters），由普羅斯（G.E.S. Proes）少校擔任指揮官，以期守軍的炮兵能在最短的時間內反擊日軍，但由於英軍未熟習新的指揮架構，對日軍炮擊的報告，按新程序應被直接發送到反炮擊指揮所，但仍有很多報告被發送到總司令部，而且報告也不夠完整，使反炮擊指揮所的效用未能達到最大發揮。英軍炮兵的反擊主要針對日軍設於何文田及魔鬼山等地的炮位開火，又炮擊在井欄樹及馬游塘等地的日軍據點，同時炮轟在九龍的油庫，並擊沉在維多利亞港的船隻，避免被日軍利用。

#### 英軍港島部署
英軍在退守香港島後，按照香港島的地勢重新部署，莫德庇將守軍的兵力平均部署在香港島的海岸。香港島的北岸由西至東，分別部署旁遮普營、皇家蘇格蘭營及拉吉普營；而香港島的南岸由西至東，分別部署溫尼伯榴彈兵營、皇家加拿大來福槍營及米杜息士營。香港防衛軍在山地負責二線支援，曉士兵團守備北角發電廠。不過，由於撤退到香港島的「大陸旅」士兵陸續向「港島旅」報到，使後者的指揮部不勝負荷。12日凌晨，莫德庇與「港島旅」司令羅遜商討後，決定臨時將「港島旅」劃分為「東旅」和「西旅」。按照「東旅」和「西旅」的指揮架構，「西旅」由羅遜准將指揮，負責港島西部，包括跑馬地、黃泥涌峽、灣仔峽、馬己仙峽、壽臣山、香港仔、薄扶林、摩星嶺、維多利亞城及海軍船塢等地，下轄皇家蘇格蘭營、溫尼伯榴彈兵營、旁遮普營、米杜息士營的A連及C連，以及香港防衛軍的4至7連，還有一連香港華人軍團駐守在壽臣山及深水灣；「東旅」由華里士准將指揮，負責港島東部，包括銅鑼灣、畢拿山、北角、太古船塢、筲箕灣、柴灣、柏架山、大潭峽、赤柱、舂坎角及淺水灣等地，下轄皇家加拿大來福槍營、拉吉普營、米杜息士營的B連及D連，以及香港防衛軍的1至3連。在防衛部署上，除了在固定陣地防守的部隊，也設有多支機動縱隊，以便為戰況吃緊的戰線提供支援。英軍環繞香港島的沿岸建有70多座機槍堡，1號機槍堡建於港島西南部的沙灣，機槍堡的編號以逆時針環繞香港島遞增，20號機槍堡位於南灣、36號位於大浪灣、39號位於白沙灣、51號位於北角發電廠、72號位於域多利道。此外，英軍在香港島沿岸設有多組探照燈防止日軍在夜間渡海偷襲。
指揮西旅的羅遜沿用在聶高信山東部山腰的黃泥涌峽指揮部，該處緊臨在港島中央貫通南北的黃泥涌峽道，而羅遜亦憑著「港島旅」旅長一職享有較高指揮權；至於指揮東旅的華里士，則在哥連臣角道與石澳道的交界處設立大潭峽指揮部。羅遜當初在黃泥涌峽設立指揮部，原是因為他作為港島旅旅長，需要指揮整個香港島的守軍作戰，所以將旅級指揮部設在位處香港島中央及五條主要道路交匯處的黃泥涌峽。莫德庇與羅遜在12日將港島旅劃分為東西兩旅後，港島東部的指揮工作可由華里士的東旅分擔，羅遜因此曾考慮將西旅指揮部往西遷到灣仔峽，但因為遷置指揮部須要重新鋪設通訊線路及可能會引起不必要的混亂，所以決定沿用黃泥涌峽指揮部作為西旅指揮部。由於劃分東西旅的調動與開戰前的反登陸部署有異，因而令各部隊間的協調容易出現混亂，如在港島中央的黃泥涌峽一帶，分別由東旅的香港防衛軍第3連及西旅的溫尼伯營駐守，而在不足一個月前與羅遜一同從加拿大抵港的來福槍營，卻被臨時交予原是英屬印度陸軍指揮官的華里士指揮，卻沒有足夠時間磨合，也使來福槍營營長荷姆（William J. Home）與東旅旅長華里士在指揮和協調上易生分歧及爭執。另外，因為缺乏偵察機及外來情報支援，莫德庇無從得悉日軍對港島北岸的進攻部署及日軍兩棲部隊從港島南岸登陸的虛實，只能採取環島防禦，難以針對日軍的進攻主力進行集中防守，所以守軍在部署和戰術上都處於被動。

#### 日軍登陸計劃
至於日軍方面，由於第23軍及第38師團都假定英軍會在九龍失守後投降，所以沒有制訂進攻港島的作戰方案。當楊慕琦拒絕投降後，日軍便要在短時間內制訂登陸香港島的計劃。日軍在倉促計劃下，便從第23軍挑選可游泳4公里以上的泳手，組成一支敢死隊。日軍計劃在深夜派出由泳手組成的敢死隊游泳橫渡維多利亞港，在香港島登岸並建立橋頭堡，在英軍海岸防線打開缺口再大舉登陸。這支敢死隊的成員，包括曾經在1936年前往納粹德國代表日本參加柏林奧運會游泳競賽的伊藤三郎少尉及小池禮三少尉，由兩人指導隊員的泳術，但由於單憑游泳渡海是無法同時運送重型裝備，在英軍海岸火力尚存下顯得不切實際；而且敢死隊隊員在前往九龍之時，還未及橫渡沙田海，便遭遇英軍反擊隔海炮轟的炮火意外擊中，造成隊員不少死傷，使游泳渡海的突擊計劃需要被中途取消。
由於英軍在撤到香港島前已將九龍的供電設施破壞，而香港島因戰時實施燈火管制，因此在晚上除了英軍操作探照燈搜索海面的燈光，及炮戰引致火警的火光，夜晚的維多利亞港兩岸，尤其是九龍一側是漆黑一片，日軍亦趁著黑夜在九龍半島密鑼緊鼓準備登陸戰。日軍從13日起徵集各式小艇停泊在九龍半島，並尋找登陸香港島的合適地點。日軍每晚都伺機渡海，於15日晚上7時許，日軍派遣偵察小隊嘗試利用木筏及橡皮艇偷偷在鯉魚門登陸香港島，但途中被白沙灣炮台的英軍發現而失敗。
因為英軍在撤退時已將大量船隻開往香港島，又將留在九龍的船隻破壞，所以日軍調集的船隻並不足以大舉登陸所需，因此日軍便在九龍準備大量折疊艇。折疊艇是日本陸軍用於渡河渡海而特製的登陸艇，其特點是搬運時可以折疊，故此一輛卡車可以運載多艘，當使用時可短時間內組合，其中九五式折疊艇及九七式折疊艇可加裝小型汽油機，作機動登陸艇使用。日本陸軍本身亦裝備簡稱大發和小發的機動登陸艇，而且運載量比折疊艇更大，但因為航行時會發出噪音，所以不適合在首波登陸使用，不過日軍故意將這些機動登陸艇停泊在位於新界西部的荃灣海面，企圖掩飾將會在港島東北岸登陸的圖謀。為了增加登陸成功的機會，日軍計劃在夜晚登陸，將會先派較細小的折疊艇用人力划槳偷偷橫渡維多利亞港，避免因引擎發出噪音而被發現，至於較大型的折疊艇則由機動船隻拖往香港島。
17日，第38師團草擬方案完畢，日軍決定在18日晚潮漲時登陸香港島。按照原方案，日軍將分成左右兩翼，在英軍防線較弱及欠缺海堤的港島東北部（筲箕灣至北角）一帶登陸。右翼部隊由第230聯隊及第228聯隊組成，分別由大環及牛頭角出發，渡海登陸北角、寶馬角及太古船塢一帶，第230聯隊先攻取北角發電廠，再西進海軍船塢，至於其餘部隊將沿著大坑、渣甸山、太平山，向香港島西部的西高山推進。至於左翼部隊由第229聯隊組成，在茶果嶺及油塘出發，在港島東部的愛秩序灣登陸，先往南經大潭水塘攻打紫羅蘭山，然後再轉向西面的西高山推進。這三支聯隊俱有一支大隊留作預備隊，可在攻勢受阻時投入增援。因為之前只需兩天便攻破醉酒灣防線，入侵第5天便進佔九龍，日軍攻佔新界和九龍的進展大致順利，所以日軍預計登陸香港島後只需一天左右，兩翼部隊便可分別進佔海軍船塢、太平山及西高山，使位處香港島西北部的維多利亞城陷入三面包圍，再配合重炮從九龍隔海炮轟的脅逼，第23軍及第38師團都預期登陸後一兩天內英軍便會投降，甚至只要成功登陸港島，英軍就會立即投降。
雙方重新部署期間，英日兩軍持續隔海炮戰，日軍並每日派飛機空襲香港島，又組建左、右炮兵隊支援登陸戰。日軍將部署於九龍西部（紅磡、尖沙咀）的炮兵編為右炮兵隊，負責炮轟寶馬角至西營盤的港島西北岸；在九龍東部（鱷魚山、五桂山及魔鬼山）的炮兵被編為左炮兵隊，負責炮轟愛秩序灣至北角的港島東北岸。左、右炮兵隊於日軍即將登陸前密集炮轟沿岸的英軍陣地，掩護登陸部隊渡海。
17日早上7時30分，日軍首次炮擊在維多利亞城的住宅區，銅鑼灣及堅尼地城遭日軍炮轟達兩小時，這次行動明顯是針對在維多利亞城周邊的民居，日軍又派飛機空襲筲箕灣和灣仔的防衛設施，並特意襲擊山頂及花園道一帶，企圖利用平民性命脅迫總督楊慕琦投降。稍後日軍暫時停火，再次派出由多田督之中佐及第2遣支艦隊的後藤喜久夫中尉等人組成的勸降使團渡海，試圖遊說總督楊慕琦投降，但前來接洽的博沙少校，卻在皇后碼頭當面轉達楊慕琦拒絕投降的口訊，使多田中佐大感意外，多田中佐揚言之後的炮轟將不考慮平民的安危。同日晚上，日軍先後派出兩支偵察小隊渡海，查探港島東北岸的地勢。第一支偵察小隊在橫渡維多利亞港時被英軍發現及射擊，領隊被擊斃，小隊截返。另一支由增島善平中尉帶領的偵察小隊，於晚上8時從油塘出發，在渡海途中被位於阿公岩的40號機槍堡發現及射擊，日軍立即棄艇跳入海中，再游往太古方向，在九龍的日軍得知偵察小隊偷偷渡海被英軍發現後，立即隔海開火對英軍實施壓制，增島中尉等人因此得以成功在太古船塢的東側上岸。由於受到日軍連日的炮轟，使在該處附近的41及42號機槍堡的守軍須要轉移，加上40號機槍堡的通訊線路也於炮轟中受破壞，機槍堡的守軍無法及時通知拉吉普營營部，日軍偵察小隊恰好可在英軍防線的空隙內活動。增島中尉等人於18日清晨離開，雖然期間曾被英軍射擊，但仍成功返回九龍。增島中尉之後匯報愛秩序灣的英軍防線弱點，而且該處適合登陸。

#### 皇家海軍干擾日軍

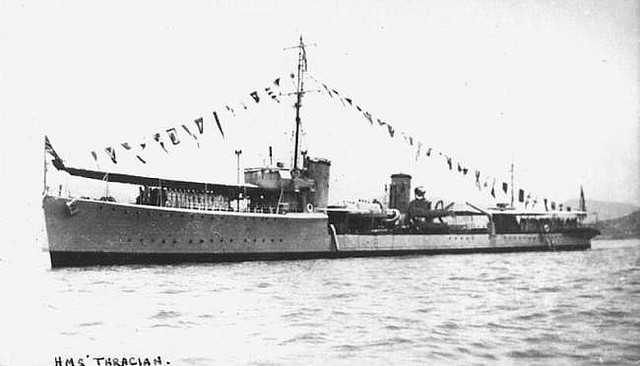
駐港皇家海軍的色雷斯人號驅逐艦，該艦曾於14日晚上突入維多利亞港擊沉日軍聚集的船隻。儘管日軍在以多擊寡及享有制空權下在陸戰明顯佔優，然而日軍陸航戰隊攻擊英艦的表現卻強差人意；日軍艦隊雖有絕對優勢，卻受制於英軍海防炮而一籌莫展。由於日軍未能奪取近岸的制海權，皇家海軍艦艇仍能在沿岸支援守軍，日艦卻無法開到近岸支援陸上攻勢，也使處於劣勢無援的英軍不至於同時受海陸空夾擊而迅速崩潰。

香港島自14日起便不斷受到日軍炮轟，英軍除了由炮兵還火，駐港皇家海軍也出擊突襲日軍。色雷斯人號驅逐艦自8日開戰起，日間忙於躲避日軍飛機空襲，夜間則要防止日軍從海上滲透。色雷斯人號在13日早上與魚雷艇協助守軍從魔鬼山撤回香港島後，九龍於同日稍後淪陷，日軍隨後便徵集船隻在九龍集結，準備對香港島發動登陸戰，皇家海軍因此決定在晚上襲擊日軍集結的船隻。因為要預防日軍軍艦闖入維多利亞港及港島沿岸水域，守軍在香港的主要水道已佈設水雷，只留下狹窄的航道供船隻通過，所以色雷斯人號在夜間不亮燈作隱蔽航行，也有很高的觸雷或觸礁風險。14日深夜，色雷斯人號離開大嶼山東南水域，與魚雷艇一同突入維多利亞港攻擊日軍船隻。在夜航期間，雖然色雷斯人號在南丫島南部的圓角觸礁入水，但仍闖入維多利亞港執行任務，在九龍灣擊沉兩艘日軍船隻，之後才返回香港仔維修，不過船塢毀於日軍在16日的空襲，故此船體的損傷未能修復。與此同時，皇家海軍把正於金鐘海軍船塢維修的蛾號炮艦及沒有動力的添馬艦鑿沉，並將指揮部轉移到香港仔兒童工藝院。日軍為打擊皇家海軍在香港仔的基地，17日深夜，第2遣支艦隊旗艦五十鈴號輕巡洋艦曾利用夜色掩護駛到南丫島以南的水域，並以其140毫米口徑艦炮炮轟香港仔，但成效不彰，沒有造成英軍損失。

### 日軍登陸港島（12月18日）

#### 英軍視野受濃煙阻礙

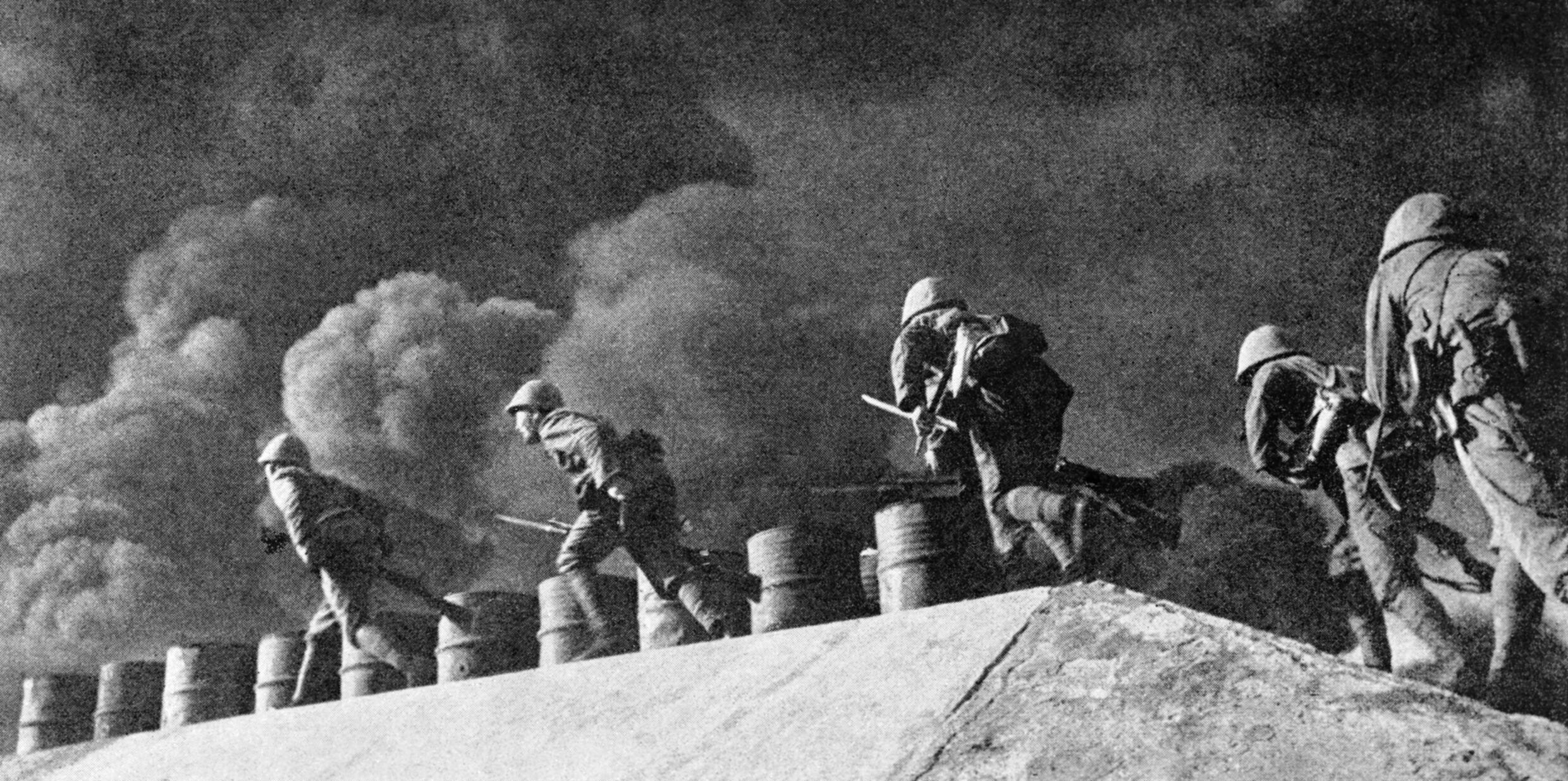
登陸香港島後在濃煙中衝鋒的日軍。香港島從12月13日起遭到日軍連日的空襲及炮轟，導致筲箕灣至北角一帶的工廠區及油庫起火並產生大量濃煙，港島東北岸的濃煙在風勢下籠罩整個維多利亞港，嚴重阻礙英軍的觀察視野，日軍於是在12月18日晚上利用濃煙作為掩護發動登陸戰，成功在香港島的東北岸登陸。

日軍在12月18日持續炮擊港島北岸，並在九龍各地集結船隻。寶馬山沿岸早於17日已因日軍炮轟而起火，再加上北角油庫在18日遭日軍炮彈擊中起火焚燒，冒出的濃煙隨東北風吹向英軍陣地，使英軍的視野大為下降。同日下午，在筲箕灣的橡膠廠及在寶馬角的油漆廠，也因日軍的炮轟而起火，引起更多濃煙，在東風下濃煙籠罩港島北岸。銅鑼灣近天后的英皇道同樣因日軍炮轟而陷入交通癱瘓，守備港島東北岸的拉吉普營更多次被切斷通訊，安裝在港島北岸的大量探照燈亦告失靈，防守港島東北岸的拉吉普營與駐守在北角發電廠的曉士兵團通訊後，俱認為日軍在晚上有機會渡海登陸。

#### 日軍發動登陸戰

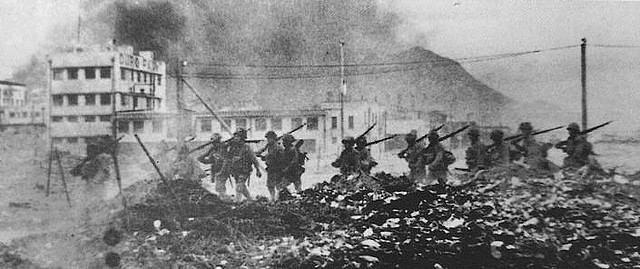
12月18日晚上8時15分至30分，首波日軍登陸香港島，第230、228及229聯隊各有一個大隊分別在北角、太古船塢西面的寶馬角及愛秩序灣登陸，一小時後第二波日軍登陸。日軍原計劃在登陸後，229聯隊先經柏架山，228聯隊則先取畢拿山，然後這兩支聯隊轉向西行，經大坑、渣甸山、太平山，向香港島西部的西高山推進；至於在北角登陸的230聯隊先奪取北角發電廠，再經英皇道及軒尼詩道向銅鑼灣及灣仔推進；三支聯隊將對位處港島西北部的維多利亞城形成三面包圍。

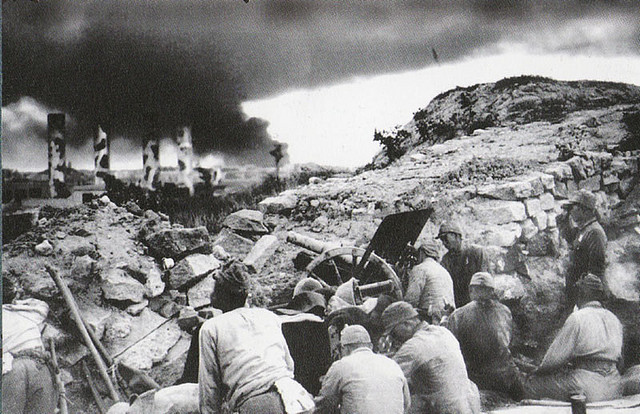
日軍在登陸後與英軍陷入混戰，原定的港島推進計劃被擾亂。圖為日軍炮兵在寶馬山支援圍攻北角發電廠（四支煙囪之處），當時的北角發電廠緊鄰炮台山的一段英皇道，對扼守這條通往銅鑼灣的主要道路具有重要位置。日軍在登陸後，原計劃先搶佔北角發電廠，再經英皇道進攻銅鑼灣，但受到駐守北角發電廠的曉士兵團阻擊，使日軍經英皇道由東向西進佔銅鑼灣的計劃受到阻延。

18日於下午5時12分開始日落。晚上7時，日軍第一波登陸部隊開始登船，日軍炮兵於7時10分將炮火由港島北岸往南轉移為炮轟港島內陸，首波登陸艇隊於7時20分陸續開往香港島。當晚在北角、太古船塢、筲箕灣及愛秩序灣的日軍預定登陸點，都被炮轟造成的大火照亮，火警產生的濃煙又飄向英軍陣地，可為日軍艇隊提供掩護，有利日軍發動登陸戰。由於英軍的視野受大火產生的濃煙阻礙，日軍艇隊將要靠岸時，在港島東北岸防守的拉吉普營才發現日軍渡海登陸，雖然在沿岸的各機槍堡及陣地旋即向靠岸的船隻開火，但為時已晚，未能阻止日軍登陸。晚上8時15分至8時30分，第230聯隊第3大隊、第228聯隊第2大隊及第229聯隊第3大隊，分別在北角、太古及愛秩序灣登陸。
首波日軍登陸後，拉吉普營指揮部再次與轄下各連失去通訊聯繫，但除了因日軍持續炮轟而極為疲憊的A連在筲箕灣被擊退外，拉吉普營其餘各連俱堅守陣地。日軍在登陸後受到拉吉普營及華里士的炮火轟擊，三支日軍聯隊未能建立有效指揮及協調作戰，原定的作戰方案也未能執行。日軍第229聯隊在愛秩序灣登陸後佔領筲箕灣譚公廟作為臨時指揮中心。首波日軍登陸一小時後，由第230聯隊第2大隊、第228聯隊第1大隊及第229聯隊第2大隊組成的第二波日軍，分別在北角、寶馬角及阿公岩上岸，已登陸香港島的日軍倍增至六個大隊，雙方在港島東北岸的兵力更為懸殊，拉吉普營陷入以一敵六的劣勢，但仍在頑強抵抗。
第二波日軍成功登陸後，三支聯隊合共六個大隊的人數已完全壓倒在港島東北岸防守的英軍，但日軍的指揮依然混亂，只能憑兵力優勢強行向內陸的東、南、西個方向推進。第228聯隊在北角東面的寶馬角登陸後，受到拉吉普營C連的抗擊，其第1及第2大隊在混戰中向寶馬山及畢拿山進發。第229聯隊登陸後兵分兩路，在愛秩序灣登陸的第3大隊向柏架山及大風坳推進，先後遇到拉吉普營A連及香港防衛軍第1連的阻擊，而在阿公岩登陸的第2大隊則向偏東南的西灣山及柴灣坳進軍，並且攻打鯉魚門軍營，期間與拉吉普營A連及來福槍營C連激戰。第230聯隊在北角登陸後的指揮較為完善，其第2大隊進攻北角發電廠時，卻遇到曉士兵團頑抗，未能進入英皇道，而其第3大隊往賽西湖行軍時亦遇到拉吉普營D連的抗擊。
18日深夜至19日凌晨，日軍憑著人數優勢而逐漸取得上風，拉吉普營將營部撤到大風坳。羅遜得悉日軍登陸後派出米杜息士營第16排到北角增援，卻在北角油庫遭日軍埋伏而分散，只有部分士兵到達北角發電廠與曉士兵團會合。曉士兵團在凌晨2時派出隊員突擊日軍設於炮台山道的速射炮陣地，成功摧毀日軍炮兵小隊陣地，並擊斃炮兵小隊隊長仲西勝少尉及吉田光男少尉，但曉士兵團在英皇道已被日軍孤立，無法阻止日軍第230聯隊經賽西湖向西南面的渣甸山推進。雖然拉吉普營曾經多次反攻在炮台山的日軍，但最終不敵人數佔優的日軍而逐漸後撤。第229聯隊第2大隊於19日早上擊敗拉吉普營A連及C連攻佔鯉魚門軍營，其第2大隊第6中隊亦攻佔由香港防衛軍第5高射炮連駐守的西灣炮台，日軍在攻佔軍營及炮台後屠殺被俘的守軍和傷兵，有50多人被殺害。來福槍營C連及香港防衛軍第1連亦於凌晨不敵，柏架山及柴灣坳於19日清晨被日軍第229聯隊所佔。

#### 英軍魚雷艇突擊日軍艇隊
19日上午，駐港皇家海軍第2魚雷艇支隊（2nd MTB Flotilla）從香港仔基地派出全部7艘魚雷艇（原共有8艘，但8號艇於16日的日軍空襲中焚毀），分三梯次突襲日軍運輸人員和準備橫渡維多利亞港的艇隊。上午9時許，7號和9號魚雷艇組成的第一梯隊從維多利亞港西面全速突入港島北岸，在北角以西轉向九龍灣，以艇上的路易士機槍掃射在九龍灣對出海面的日軍艇隊，成功擊沉兩艘日軍折疊艇，並擊傷多艘。日軍對於突然有魚雷艇高速闖入完全措手不及，在岸上的日軍慌惶以機槍掃射英軍魚雷艇，又從九龍發炮轟擊，不過這兩艘魚雷艇仍冒著日軍炮火在觀塘對出海面順時針高速迴轉，先後在觀塘及北角的海面擊毀多艘日軍小艇，縱使魚雷艇也被日軍的密集炮火多次擊中，7號艇的航速開始減慢，但兩艇仍然駛到黃埔船塢及尖沙咀對出的海面繼續掃射日軍小艇，之後才往海港的西面離開。由於這些魚雷艇的船殼都是木造，連機槍子彈都擋不過，中彈較多的7號艇機房內有兩人陣亡，並在西環對開海面失去動力，所幸該處距離被日軍佔領的海岸較遠，仍能由9號艇拖回。
上午10時，由11號和12號魚雷艇組成的第二梯隊，同樣由西面高速衝入維多利亞港，但這次日軍在岸上的機槍和炮位已作好準備，當兩艘魚雷艇衝進海港後，便不停受到來自九龍及港島東北岸的日軍炮火密集攻擊，11號艇被擊中後仍能成功撤離，但12號艇因駕駛室被擊中而撞向九龍的海堤，艇上有7人陣亡，餘下的兩人被日軍所俘。至於由10、26及27號魚雷艇組成的第三梯隊，雖然已經出發，但因為第二梯隊的傷亡已頗重，在日軍有所防備下也不可能再成功突襲，所以任務被中途取消，不過26號艇疑因收不到訊號，仍獨自闖入維多利亞港，在日軍猛烈炮火攻擊下，在北角對開的海面被擊沉，艇員全數損失。皇家海軍在19日上午發動的魚雷艇突擊行動，最少擊沉兩艘日軍折疊艇及擊傷多艘，造成日軍數十人死傷，但皇家海軍也有近二十人傷亡或被俘，損失12號及26號魚雷艇，而被拖回香港仔的7號艇，艇身有多達98個彈孔，三台發動機都受損，皇家海軍的8艘魚雷艇只剩下5艘仍可出動。雖然日軍在這次海戰的傷亡和損失均較大，但沒有改變日軍的兵力和物資優勢，而英軍卻無法得到外來補給，故此這次海上突擊對英軍的整體戰局幫助不大。

### 日軍深入香港島（12月19日）

#### 日軍沿金督馳馬徑及大潭道推進

12月18日晚上，日軍三支聯隊合共六支步兵大隊在香港島東北岸登陸後，雙方在沿岸爆發激戰，英軍的防線雖然薄弱但仍作出頑抗。守備北角發電廠的曉士兵團成功阻止第230聯隊經英皇道往西攻入市區；拉吉普營D連死守賽西湖及寶馬山，令第228聯隊暫時受阻；而在東面的拉吉普營A連及來福槍營C連也與第229聯隊激戰。日軍在登陸後未能按原計劃行軍，只能冒著英軍炮火，利用優勢兵力強行向內陸推進。

英軍在港島東北部沿岸的防線於18日深夜被瓦解後，羅遜決定將防線退到渣甸山及禮頓山一帶，等待日出後反攻。米杜息士營從轄下各連抽調兵員與該營營部組成的Z連，及拉吉普營B連的殘部已在禮頓山建立防線，而蘇格蘭營也派出半履帶載具前往增援。溫尼伯營A連被抽調到渣甸山以東的畢拿山防守，而溫尼伯營D連則被調往西旅指揮部以北，並由該連派一個排的士兵到金督馳馬徑看守。
然而，第230聯隊在19日凌晨循金督馳馬徑行軍，卻意外地改變香港島的戰局。因為第230聯隊第2大隊在進攻北角發電廠時，遭遇曉士兵團頑強抵抗，至18日深夜仍未能攻佔發電廠及經由英皇道西進到大坑，日軍因此將作為預備隊的第229聯隊第1大隊，都從九龍調派到香港島的寶馬角登陸，藉此加強日軍在港島的兵力，第230聯隊於是在18日深夜決定將攻佔發電廠及經由英皇道往西推進的任務，轉交給前來增援的第229聯隊第1大隊，將其所屬的第2大隊從北角發電廠抽調到賽西湖，並與第3大隊採取相同的路徑行軍，先往南深入後再往西推進。第230聯隊計劃在這兩支大隊抵達賽西湖後，便繞道寶馬山東面及南面，當抵達渣甸山北面後，再轉向大坑方向推進，便可繞過在炮台山及天后的一段英皇道，從南往北攻打大坑及銅鑼灣。故此，第230聯隊先在賽西湖圍困拉吉普營D連的殘部，但在迫退香港防衛軍第3連第7排時，卻遭到猛烈還擊，雖然憑兵力優勢攻佔防衛軍在這處的其中兩個陣地，但第12中隊有5人被擊斃，第230聯隊隊長東海林俊成大佐因而估算在渣甸山有大量英軍駐守，便決定改經金督馳馬徑往南迂迴，再於途中轉向西北前往大坑及攻打銅鑼灣，以為這樣便可避開渣甸山。然而，因為金督馳馬徑是依山而建，沿途大多是一邊是山崖，另一邊是峭壁，加上聯隊的領隊不熟山路，卻要摸黑行軍，所以第230聯隊第2及第3大隊走入金督馳馬徑後，不但未能按預期找到可落山前往大坑的路徑，還一路走入黃泥涌峽。東海林大佐在事後承認自己並不熟悉該處的地勢，也未知悉英軍在該處的佈防；他既不知道沿金督馳馬徑南行會受到山勢阻礙，沿途缺乏路徑轉向西北前往大坑，反而行經渣甸山並深入黃泥涌峽；他也不知道自己實際上是直接朝著英軍的西旅指揮部行軍，更不知道溫尼伯營A連尚未抵達畢拿山佈防，以及英軍在整條金督馳馬山徑只是由溫尼伯營D連所屬的一排士兵看守。
與此同時，英軍在18日晚及19日凌晨的防守卻出現漏洞。溫尼伯營D連在金督馳馬徑僅派駐一個步兵排的兵力看守，根本無法阻擋第230聯隊的行進，而溫尼伯營D連又因為要由夜間陣地轉移到較隱蔽的日間陣地，未能發現正在沿該山徑行軍的第230聯隊，西旅指揮官羅遜因而判斷黃泥涌峽仍然安全，他也不知道日軍第228聯隊及第229聯隊的動向。當時第228聯隊第1和第2大隊正從太古船塢往南行軍，經畢拿山逼近由溫尼伯營A連及香港防衛軍防守的渣甸山；而第229聯隊的兩支大隊正從柴灣及筲箕灣向西南行軍，其中第229聯隊第2大隊從柴灣經大潭道往大潭峽推進，而第229聯隊第3大隊從筲箕灣經柏架山道往赤柱峽行軍，第3大隊的路線途經柏架山、畢拿山東側及大潭水塘東面，到達大潭水塘南面便轉往西行，前往在渣甸山和紫羅蘭山之間的赤柱峽（這山峽雖名為「赤柱」但不是現今的赤柱）。由於渣甸山正是位於黃泥涌峽的東面，因此日軍的三支步兵聯隊雖然沒有互相協調，但都正朝著英軍防守薄弱的黃泥涌峽及西旅指揮部推進。然而，羅遜受情報所限，溫尼伯營D連又回報沒有發現日軍，他判斷日軍雖然成功登陸，但深入港島的攻勢已經受阻，於是決定鞏固銅鑼灣及大坑的防線，並準備反擊日軍。羅遜在19日上午4時15分先抽調旁遮普營B連到大坑道防守，強化禮頓山－大坑道－渣甸山的防線，阻擋日軍攻入維多利亞城，又下令蘇格蘭營A連及皇家工兵到黃泥涌峽，預備發動反攻。

#### 黃泥涌峽激戰

黃泥涌峽之戰形勢圖。12月19日，日軍三支聯隊沒有事先協調下，同時向黃泥涌峽行軍。第230聯隊經金督馳馬徑南下，本打算繞道攻打渣甸山的側翼，但礙於不熟地形及受山勢所阻，卻意外闖入屬英軍防線後方的黃泥涌峽，先佔據位處要地的黃泥涌峽警署，再圍攻英軍西旅指揮部。第230聯隊雖遭受嚴重傷亡，但英軍多次解圍及反攻亦失敗，西旅旅長羅遜最終在突圍期間陣亡。同日，第228聯隊亦在渣甸山與英軍激戰，日軍又加派第229聯隊第1大隊登陸寶馬角增援，使已登陸香港島的日軍大隊增至七隊。

19日凌晨，日軍第230聯隊沿金督馳馬徑向黃泥涌峽行軍，米杜息士營於凌晨4時15分發現在大坑附近的山頭有日軍活動，羅遜於是調派旁遮普營B連防守大坑道，不過在黃泥涌峽北面防守的溫尼伯營卻回報沒有發現日軍，所以整條金督馳馬徑仍然只有一排士兵防守，根本不能抵禦人數是數以千計的日軍第230聯隊。與此同時，蘇格蘭營A連及皇家工兵奉命前往黃泥涌峽準備在天亮後發動反攻。由於西旅指揮部所在的黃泥涌峽位處港島中央，山峽也是東西兩旅的分界線，當時被視為處於後方，故此在黃泥涌峽一帶只有溫尼伯營D連及香港防衛軍第3連駐防，在黃泥涌峽道東側設有溫尼伯營D連指揮部（該處於1980年被建成香港網球中心），附近還有一個聖約翰救傷隊的救護站；香港防衛軍第3連主要分佈在渣甸山，也駐守於接近金督馳馬徑南端的1號和2號機槍堡（PB1及PB2），以及位於布力徑與深水灣道的交界處附近的3號機槍堡（PB3），而3號機槍堡和東面的黃泥涌峽警署只隔著一條黃泥涌峽道。黃泥涌峽及渣甸山最初約有350人駐守，之後再有150名溫尼伯營士兵來到增援。
清晨接近5時，在渣甸山的守軍發現日軍第228聯隊及第229聯隊分別由畢拿山及柏架山而來。當時第228聯隊的兩支大隊已威脅到守軍在渣甸山的右翼，至於第229聯隊第3大隊途經大潭水塘西北面後，已逼近在渣甸山和紫羅蘭山之間的赤柱峽，可截斷守軍在渣甸山的往南退路。第228聯隊及第229聯隊的路向將會朝渣甸山東部形成南北兩路的夾擊，同時經金督馳馬徑行軍的第230聯隊已繞行到渣甸山西南部。
幾乎在同一時間，到達金督馳馬徑南端的第230聯隊，終於被防守黃泥涌峽的香港防衛軍第3連發現。香港防衛軍即時向闖入黃泥涌峽的日軍第230聯隊開火，又從渣甸山的1號機槍堡及警署附近的3號機槍堡掃射日軍，但2號機槍堡由於射界不足而未能迎戰，同時有一支香港防衛軍由黃泥涌峽警署（今淺水灣道1號）前往迎擊，並由警署內射擊日軍，第230聯隊第3大隊立即派出第9中隊進攻黃泥涌峽警署。在鄰近警署的布斯特治（Postbridge）大宅內駐防的溫尼伯營士兵，亦於此時從大宅內向日軍射擊，並與香港防衛軍的火力造成日軍一定死傷。不過，當時在金督馳馬徑南端的日軍最少已有250人以上，而且還有更多從後而至，第230聯隊亦迅速架設速射炮支援攻勢，並憑著兵力及火力優勢，成功壓制及奪取3號機槍堡，並消滅趕來迎戰的守軍，而位處戰略要地的黃泥涌峽警署也終被第9中隊攻佔。
日軍第230聯隊在攻佔黃泥涌峽警署後，雖然派出第11及12中隊繼續強攻企圖擴大戰果，又派出第2大隊進攻赤柱峽，但第230聯隊在此時仍然受到分佈在山峽四周的英軍以交叉火力射擊，使日軍的傷亡不斷增加，其第3大隊在攻入黃泥涌峽警署後卻不能動彈，至於進攻赤柱峽的第2大隊，則在赤柱峽與溫尼伯營A連及香港防衛軍陷入混戰。不過，隨著第230聯隊分別在金督馳馬徑及黃泥涌峽警署兩側架設速射炮，在山峽內的日軍在強大炮火的支援下開始站穩陣腳，並逐漸取得上風。由於英軍並沒有預計日軍會突然闖入黃泥涌峽，使英軍在峽內的薄弱防線面臨被分割及孤立，而羅遜的西旅指揮部正是位於黃泥涌峽警署的西北方，與日軍第230聯隊在山峽內的據點更只有一路之隔。黃泥涌峽警署被日軍佔領後，也使指揮部與高射炮台之間的聯繫被截斷，並使通往淺水灣道的出入口被封鎖。日軍更是陸續有來，人數不斷增加。

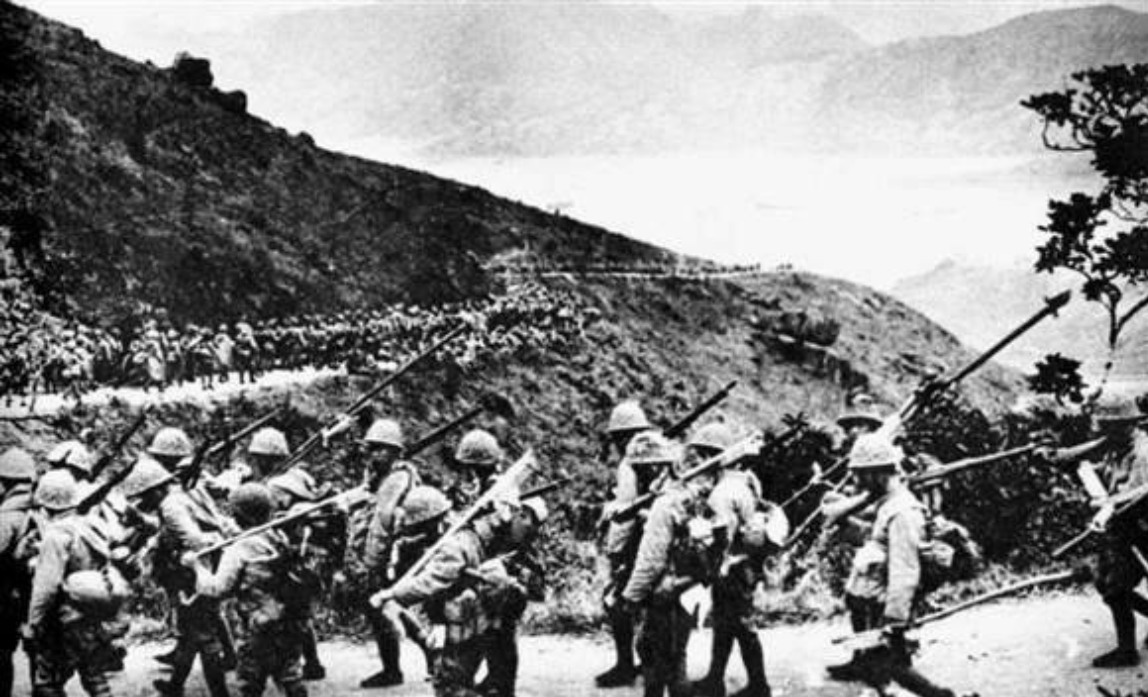
沿金督馳馬徑向黃泥涌峽推進的日軍隊列，圖中可見有日軍士兵攜帶有長棍狀的裝備，此爲準備用來對付英軍碉堡及機槍堡的爆破筒。

清晨6時25分，第230聯隊第2大隊開始進攻在黃泥涌峽道東面，位於渣甸山西南面的英軍高射炮台（今陽明山莊側面），該炮台的兩門3.7吋高射炮曾於16日擊落一架日軍飛機。除炮台的炮兵外，該處便依靠溫尼伯營及香港防衛軍第3連防守。雖然日軍在強攻高射炮台時死傷嚴重，但英軍炮兵在激戰兩小時後亦幾近全軍覆沒，在該處陣亡的守軍約有25人；日軍之後又企圖攻佔英軍在渣甸山的1號和2號機槍堡。在山峽南方，皇家工兵的反攻部隊於6時30分抵達黃泥涌峽，卻遭到第230聯隊阻擊，無法進入西旅司令部，只能在山峽西面的布力徑設置防線。至於在渣甸山東面，第228聯隊於凌晨佔領畢拿山後繼續向渣甸山推進，並憑兵力優勢擊潰守備渣甸山的溫尼伯營A連及兩支英軍機動縱隊，渣甸山只剩下香港防衛軍第3連的兩座機槍堡仍能頑抗。
上午7時，日軍第230聯隊第9中隊開始從黃泥涌峽警署，向分別位處黃泥涌峽道東西兩側的溫尼伯營D連指揮部及西旅指揮部發動攻勢，羅遜即時向後方求援。不過，羅遜當時接獲的軍情既不足又零碎，他認為日軍不可能由黃泥涌峽的南面而來，而是從渣甸山取道黃泥涌峽道的中段由北向南攻入山峽，由於推斷金馬倫山即將陷入日軍威脅，促使蘇格蘭營及溫尼伯營都將主力留在灣仔峽及金馬倫山，卻變相減少前往解救西旅指揮部的士兵人數。當時只有蘇格蘭營A連及皇家海軍步兵奉命前赴黃泥涌峽增援，人數和火力卻遠遠不及在此處進攻西旅指揮部的日軍第230聯隊。
上午8時，第230聯隊第2大隊已將黃泥涌峽的南北入口封死，並部署炮兵準備迎戰英軍的反擊；第2大隊又攻入赤柱峽，不但將赤柱峽的守軍消滅，也使在渣甸山的香港防衛軍第3連被圍困；而之前被第228聯隊擊退的溫尼伯營A連及兩支英軍機動縱隊殘部，不是往南撤退時被第230聯隊第2大隊截擊，就是往北撤退時被第228聯隊殲滅。
蘇格蘭營A連奉命趕赴黃泥涌峽解救西旅指揮部，但沿司徒拔道東行時，遭到在渣甸山上的日軍炮兵以速射炮伏擊，蘇格蘭營A連幾乎全滅，A連連長及3名排長陣亡，只有15人在且戰且走下，於中午到達西旅指揮部的外圍。由皇家海軍中校皮亞斯率領的皇家海軍步兵車隊，從香港仔出發經淺水灣道趕赴西旅指揮部增援，但在途經黃泥涌峽警署附近時遭日軍埋伏擊潰，殘部只好躲進布斯特治大宅，大宅屋主鼎臣（George Gwinnett Noble Tinson）太平紳士與屋內的家傭亦一同抗擊日軍，但鼎臣不久便被日軍炮彈的碎片所傷身亡，鼎臣夫人則因為在柴灣道的慈幼會救護站擔任護士而逃過此劫。在西旅指揮部外防守的溫尼伯營D連被圍攻指揮部的日軍擊潰，D連連部被圍困在碉堡內。

#### 西旅指揮部失陷

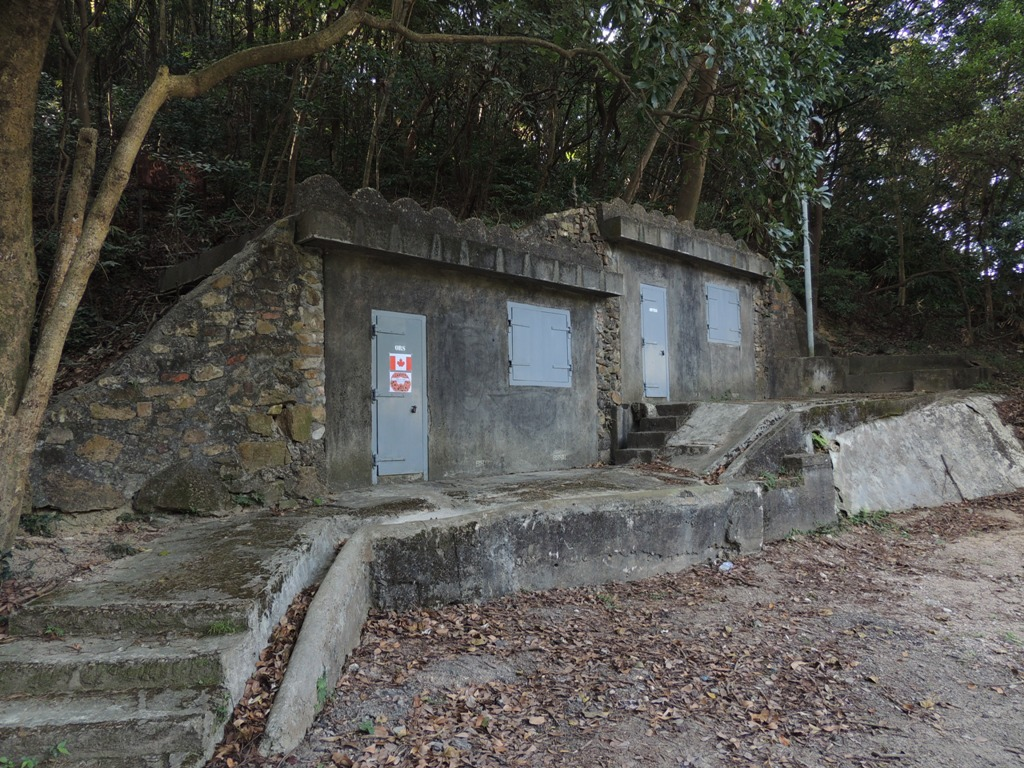
位於黃泥涌峽道的英軍西旅指揮部遺址。

羅遜准將在黃泥涌峽的西旅指揮部於19日上午7時起，便不斷遭到日軍以密集炮火攻擊，但奉召前來解救的援軍，在途中又被日軍阻擊而遲遲未能抵達。在步槍裝上刺刀的日軍步兵在機槍的掩護下，發動一波又一波的攻勢，試圖衝過黃泥涌峽道攻入指揮部。雖然在指揮部內的守軍亦從地堡以機槍截擊衝鋒而來的日軍，使日軍遭受嚴重傷亡，但指揮部亦已被人數不斷增加的日軍重重包圍。
上午10時，西旅指揮部在日軍連番圍攻下已經彈痕累累，卻一直沒有援軍前來解圍。由於預期圍攻指揮部的日軍只會不斷增多，指揮部的守軍實難獨撐下去，羅遜於是與司令莫德庇作最後通訊，羅遜在通話中聲言要與敵軍決一死戰，通話結束後便下令破壞指揮部的通訊器材，羅遜之後拿出手槍，親自帶領指揮部內的官兵突圍，但指揮部的守軍剛離開地堡，便立即遭到圍攻指揮部的日軍第230聯隊第3大隊各中隊從三面開火射擊，羅遜准將戰死，成為加拿大軍在二次大戰中戰死的最高級軍官，而與羅遜一同突圍的官兵亦幾乎全數陣亡。

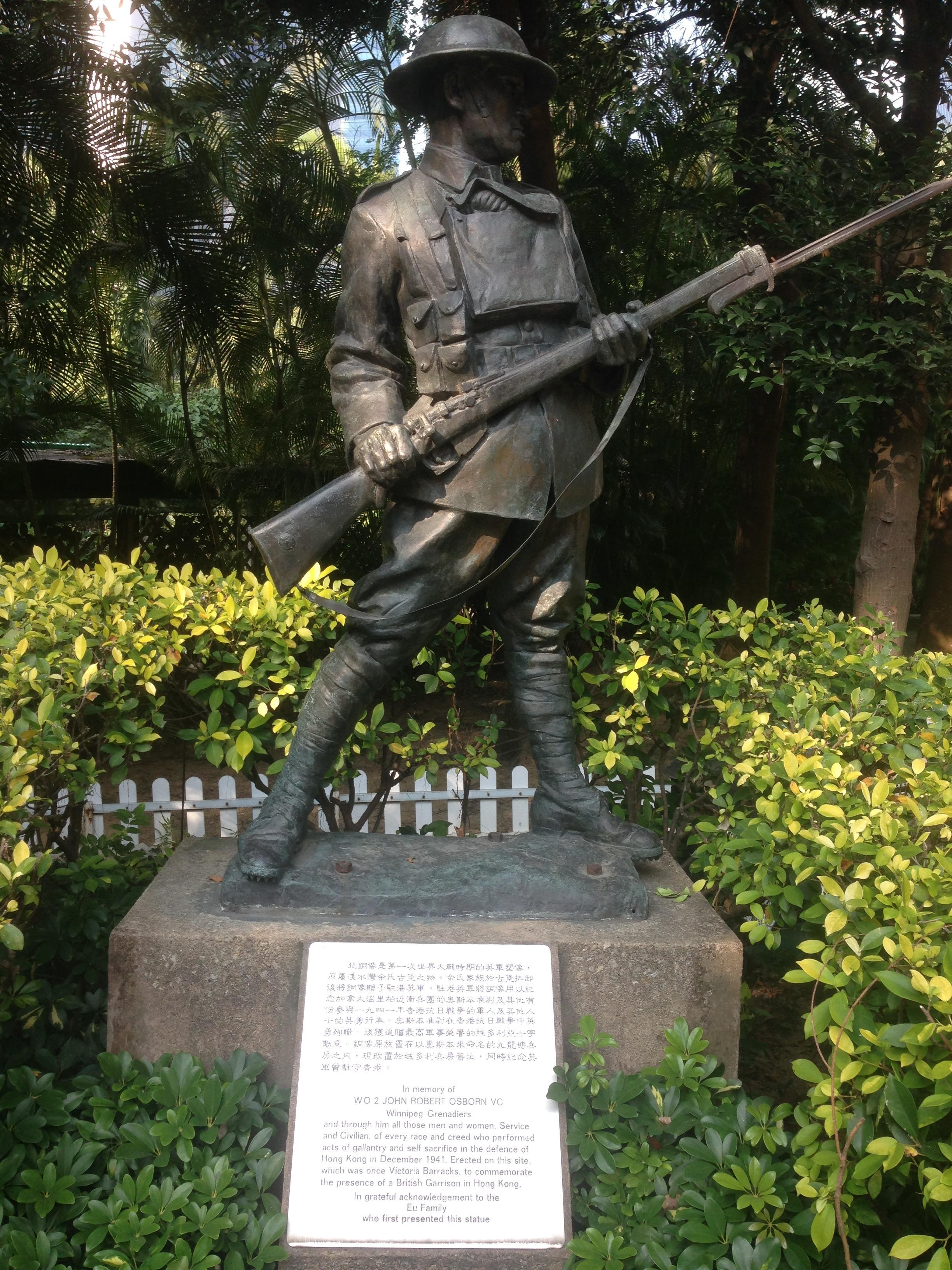
紀念約翰·奧士本准尉及在香港保衛戰中捐軀軍民而曾在奧士本軍營豎立的英軍士兵銅像，現在屹立於香港公園。

同日清晨，加拿大溫尼伯營A連及D連士兵，在畢拿山與來襲的第228聯隊第1大隊展開激戰，守軍不敵人多勢眾的日軍，山頭被攻佔。溫尼伯營65名成員，由A連士官約翰·奧士本准尉帶領，沿山徑撤往渣甸山的守軍碉堡，但在渣甸山遭日軍投擲多枚手榴彈襲擊，奧士本准尉幾乎將所有手榴彈撿起並向日軍擲回，但他發覺有一枚手榴彈無法及時撿走，便叫喊警告同僚立即伏低，自己縱身撲向這枚手榴彈，奧士本以身體覆蓋手榴彈阻擋爆炸威力，他當場被炸得支離破碎，卻挽救了同行人員的性命，溫尼伯營的殘部在日軍的猛攻下最終不敵投降。奧士本因捨己救人壯烈犧牲而獲追頒維多利亞十字勳章，乃英軍最高榮譽的英勇勳銜。

### 英軍反攻失敗及陷入分割（12月19日至21日）

#### 英軍西旅反攻黃泥涌峽
19日中午，日軍攻陷西旅指揮部及溫尼伯營D連指揮部，在溫尼伯營D連指揮部附近的救護站也被攻佔，在站內的聖約翰救傷隊員及傷兵遭日軍殺害。日軍雖然已控制黃泥涌峽的南北出入口，但峽內仍有英軍據守於地堡等建築物繼續頑抗。黃泥涌峽的西旅指揮部失守後，英軍西旅在聶高信山與金馬倫山之間的布力徑另設指揮部。羅遜准將自留言率兵突圍後便全無音訊，總司令部及旅部也未知他的生死，西旅指揮職務遂交由香港義勇防衛軍司令羅斯上校代理。
至於在總司令部的莫德庇，因為情報散亂及通訊不良，自日軍登陸後一直未能掌握港島東北部及黃泥涌峽的戰況，他判斷日軍只有兩個大隊已登陸香港島，而日軍攻入黃泥涌峽的部隊只是滲透性的進攻，並認為應向港島東北岸發起反攻，為北角及太古船塢等地的英軍解圍，但實際上日軍當時已有七個大隊登陸香港島，而在港島東北岸防守的拉吉普營已於19日上午潰散，拉吉普營只餘下殘部在大坑及銅鑼灣繼續抵抗。至於在北角發電廠堅守的曉士兵團，也在中午突圍時散落到英皇道及電氣道的民房，為免巷戰傷及平民，惟有在下午4時30分投降。由於英軍缺乏無線電通訊器材，指揮部與各陣地的通訊仍依靠電話線，陣地如須要轉移或後撤，電話線便要重新鋪設及接駁，在電話線接通前只能靠傳令兵，難以適應急劇變化的戰況，當日軍在18日晚登陸港島東北岸，在沿岸防守的英軍陷入苦戰及被逼後撤時，便不能維持正常通訊，無法即時將戰況由連部傳到營部再上報給旅部及總司令部，莫德庇因而未能掌握戰情並低估已登陸的日軍規模，也直接影響英軍反攻的成敗。
上午11時，莫德庇下令旁遮普營A連及D連到海軍醫院集結，然後到加路連山及大坑發動反攻，為在賽西湖的拉吉普營D連解圍。下午1時，莫德庇下令西旅全線向東反攻。英軍從聶高信山的南北兩側分兩路反攻；北路反攻部隊由蘇格蘭營C連及D連組成，由聶高信山北側向東南方反攻渣甸山；南路反攻部隊是由蘇格蘭營B連、蘇格蘭營營部人員及溫尼伯營營部人員混編組成的X連，到布力徑與皇家工兵會合，再前往黃泥涌峽道的南端，由南向北反攻黃泥涌峽。
下午3時，英軍開始反攻。北路的蘇格蘭營C連及D連於下午5時從聶高信山向渣甸山推進，C連在黃泥涌峽道轉入大坑道，D連則繼續沿黃泥涌峽道南行往黃泥涌峽，D連在黃泥涌峽道行進時遭到在渣甸山上的第230聯隊及炮兵攻擊，但仍於凌晨1時與峽內的炮兵會合，隨後反攻黃泥涌峽警署，但失敗且傷亡嚴重，D連的殘部其後與南路反攻部隊會合。至於南路反攻部隊，在聶高信山已遭到日軍攻擊，只能提早繞行布力徑，再向黃泥涌峽進攻。這支由混編X連及皇家工兵組成的南路反攻部隊，於20日凌晨先後兩次反攻黃泥涌峽警署，但均告失敗，而且傷亡慘重，最終撤回聶高信山。在大坑道的蘇格蘭營C連亦向渣甸山發動反攻，但寡不敵眾，惟有退回司徒拔道。在加路連山及大坑發動反攻的旁遮普營A連及D連，亦被日軍擊退而撤回禮頓山，其後旁遮普營A連被調到香港大學休整。

#### 渣甸山陷落

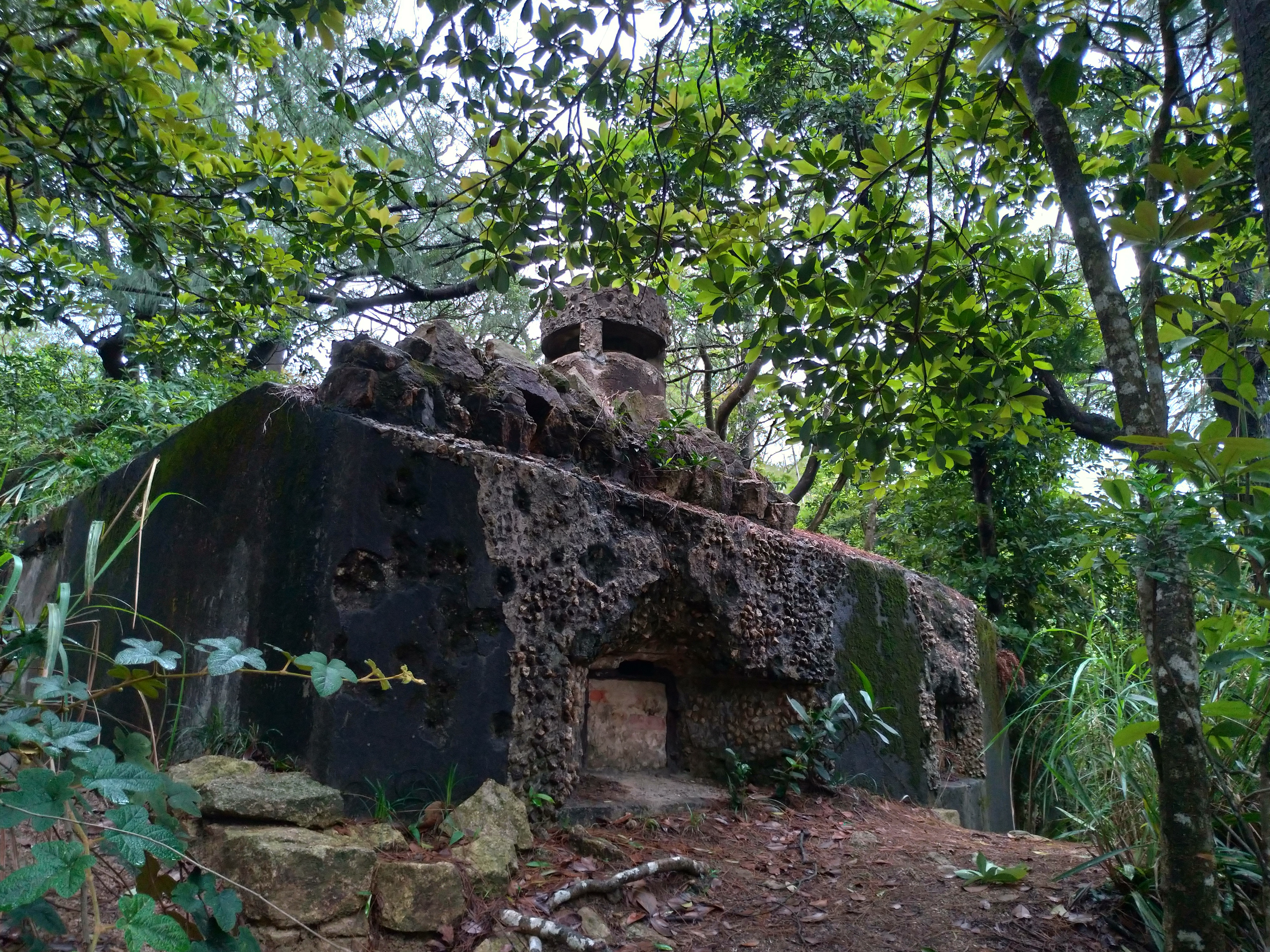
在渣甸山的1號機槍堡，這座機槍堡與下方的2號機槍堡都是由香港義勇防衛軍第3連第9排駐守，這兩座機槍堡造成日軍不少死傷，不過日軍也從通氣口投入手榴彈攻擊內部的守軍，但機槍堡內的守軍在圍攻下仍然頑抗，即使機槍的彈藥已用盡，也用步槍繼續抵抗，日軍要用超過12小時才攻下這兩座機槍堡，機槍堡的外牆可見彈痕累累。

由華里士指揮的東旅在拉吉普營被擊潰後戰力大減，須要將兵力集中到赤柱一帶阻擋日軍南下，但東旅也於19日下午派出由東部炮兵指揮官亨利少校及菲爾登少校帶領的印籍炮手，乘坐香港防衛軍的兩輛裝甲車，經淺水灣道由南面反攻黃泥涌峽，這批炮手在晚上8時兩次進攻黃泥涌峽警署，但同樣遭受嚴重傷亡而撤退。日軍第229聯隊在晚上10時許攻破鼎臣太平紳士的布斯特治大宅，據守大宅的守軍只好往南撤退到淺水灣一帶。
香港防衛軍第3連在渣甸山負隅頑抗的兩座機槍堡，先後遭到日軍第230聯隊第4中隊的圍攻。日軍在早上剪斷外圍的鐵絲網，沿引水道推進攻打1號機槍堡，但遭機槍堡的守軍重創，日軍士兵於是走到1號機槍堡後方的死角，再從機槍堡頂部的通氣口投入手榴彈，機槍堡內的防衛軍士兵及時走到牆壁後方，在掩護下沒有嚴重傷亡，並以電話聯絡在下方的2號機槍堡，由後者派士兵伏擊在1號機槍堡外圍的日軍，使日軍暫時撤退，但在日軍多次圍攻下，1號機槍堡的所有機槍到下午已不能使用，這兩座機槍堡更不斷遭到日軍猛烈開火射擊，在日軍圍困下，防衛軍士兵於彈藥用盡後嘗試往大坑的方向突圍，而無法走動的傷兵惟有投降，然而日軍卻為了報復而殺害部分投降的士兵。日軍於19日晚上完全佔據渣甸山，英軍在19日發動的反攻均告失敗，在黃泥涌峽內只剩下被圍困於溫尼伯營D連連部內的40名士兵。雖然第230聯隊經過整天的激戰後控制黃泥涌峽，但其第2及第3大隊俱死傷嚴重，而且彈藥不足，無法繼續發起進攻。單是19日清晨至20日凌晨，在黃泥涌峽及渣甸山歷時一天的戰鬥，香港守軍已有451人陣亡，日軍傷亡人數也超過600人。

#### 英軍西旅第二次反攻黃泥涌峽
20日早上，莫德庇與華里士再次籌劃反攻，但英軍的戰局仍繼續惡化。第229聯隊於20日凌晨攻佔在黃泥涌峽的鼎臣大宅後，便沿紫羅蘭山引水道旁的山徑南行，企圖進攻在黃泥涌峽西南方的深水灣高爾夫球場，但途中受到在山脊上的英軍射擊，於是進入引水道內躲避及繼續前行，然而引水道卻是向東轉往淺水灣而不是西面的深水灣，第229聯隊隊長田中良三郎大佐在凌晨4時發覺走錯了路，便決定離開引水道並下令部隊先往淺水灣酒店集結，可是聯隊轄下的中隊，卻因為天色陰暗及不諳山路之故而迷路，第11中隊繼續沿引水道走到淺水灣東面的孖崗山，而第9中隊卻獨自轉往深水灣而行，只有小量部隊抵達淺水灣酒店附近集結，領兵的聯隊隊長田中良三郎需要回頭尋找失散的部隊。雖然日軍因走錯路而進入淺水灣，但倘若日軍佔據淺水灣一帶的道路及英軍車庫，英軍東旅和西旅的陸路聯繫將會被分割。
在淺水灣西面的米杜息士營B連及皇家海軍志願預備隊的士兵發現日軍正於淺水灣聚集，不久之後約有30個日軍士兵到達淺水灣酒店，並在車庫外虐打6名戰俘，B連即時予以伏擊，使部分日軍士兵逃入車庫。米杜息士營於上午7時40分向司令莫德庇報告日軍攻擊淺水灣酒店，莫德庇則下令華里士的東旅立即攻擊日軍，華里士派出來福槍營A連及D連，以及香港防衛軍第2連的兩排步兵到淺水灣酒店增援，並順路沿淺水灣道北上反攻。這批英軍抵達淺水灣後，向正在尋找山徑落山的第229聯隊開火，日軍多人死傷，率領第229聯隊的田中大佐下令部隊立即到淺水灣酒店北面的山坡集結。英軍在赤柱崗的炮火掩護下，於上午10時突擊淺水灣酒店車庫。當時在車庫內的日軍，包括第229聯隊第3大隊的指揮部人員，但該部日軍無法抵擋英軍的突襲，只能銷毀密碼書及通訊設備，往北面逃回紫羅蘭山。英軍之後乘勝向北反攻，卻於紫羅蘭山遭已在山上佈防的日軍壓制，惟有退回淺水灣酒店。
至於單獨向深水灣行軍的第229聯隊第9中隊，因為原在該處的米杜息士營C連已經退入黃竹坑北面的班納山，所以第9中隊很輕易地便佔據壽臣山南面的高射炮陣地，並沿香島道向黃竹坑推進。米杜息士營C連與溫尼伯營C連其後分別由班納山及壽臣山出擊，但被第9中隊擊退，溫尼伯營C連之後再發動反擊，令第9中隊有近四分之一的人員傷亡及停止西進。中午前夕，在蟬號炮艦的6吋炮支援下，在淺水灣酒店的來福槍營D連反攻淺水灣道，但被日軍擊退。莫德庇又將在香港大學的旁遮普營A連調往港島南部，準備再發起反攻。另外，香港華人軍團於18日晚被調到鄰近黃泥涌峽道的李樹芬醫生大宅增援，於19日上午與日軍第230聯隊交火，至20日大宅的周遭已落入日軍控制，率領華人軍團的邁亞少校在20日下午決定突圍，並嘗試與東旅的來福槍營會合再到淺水灣協助反攻，但華人軍團在淺水灣道與深水灣道的交界處附近遭日軍以機槍及手榴彈伏擊，華人軍團有近半士兵傷亡。
至於日軍方面，第38師團長佐野忠義為掌握日軍在港島的攻勢和進展，於20日中午把師團指揮部由九龍城轉移到香港島的寶馬角，期間遭遇英軍炮擊，最後將指揮部設置在陳濟棠之子陳樹林的大宅，他稍後又調動在九龍及港島北部的預備隊投入前線，使日軍可於下午恢復進攻。
20日下午，香港島北部亦爆發戰事。莫德庇在下午1時35分下令西旅全線向東反攻，嘗試收復黃泥涌峽。英軍西旅於下午3時30分開始向東推進，但佔領北角發電廠第229聯隊第1大隊亦於此時向西進攻，並攻佔大坑村，在禮頓山的米杜息士營Z連及在大坑道的旁遮普營B連須要轉攻為守，阻擋日軍攻入維多利亞城。至於在黃泥涌峽西面的蘇格蘭營，A連及D連在20日凌晨的反攻中折損嚴重，只有在司徒拔道的B連及C連尚可再戰，但也無力攻擊受損較輕的第228聯隊。20日下午，香港島轉為下大雨，土井定七決定率領第228聯隊提前進攻在黃泥涌峽西側的聶高信山，擊潰蘇格蘭營D連側翼並佔據聶高信山，使得英軍東西旅之間的空隙不斷擴大。20日晚，第229聯隊第1大隊掃蕩北角至大坑村的英軍後轉移到大潭道，第229聯隊第2大隊及第3大隊則攻略港島南區。

#### 英軍西旅最後一次反攻黃泥涌峽
21日凌晨近1時，莫德庇再嘗試反攻黃泥涌峽，參謀長紐臨提議與華里士的東旅發動聯合反攻，而西旅指揮官羅斯建議將反攻時間定於上午7時，但華里士的東旅正要將有限的兵力守住淺水灣，難以按時籌集兵員參與反攻，紐臨決定將發起反攻的時間分為西旅的7時及東旅的9時。西旅將由溫尼伯營C連為主力反攻聶高信山及黃泥涌峽；東旅將沿大潭道反攻大潭水塘，並由大潭水塘突入黃泥涌峽。
西旅將由溫尼伯營B連及C連分別從中峽的南部及北部反攻，夾擊佔據聶高信山的日軍，當時在聶高信山的南、西、北側，分別由第228聯隊的第1、3、2中隊佈防。西旅於21日早午7時開始反攻，溫尼伯營C連多次突擊第228聯隊第2中隊的陣地，殲滅其在山頂的第3小隊。溫尼伯營B連則突襲第228聯隊第3中隊的陣地，殲滅其發動反擊的第1小隊。然而這兩連士兵經過歷時近兩小時的反攻，始終寡不敵眾，傷亡枕藉，並且被日軍擊退，其中溫尼伯營B連的軍官更全數陣亡，7名士官與29名士兵在反攻中戰死，而日軍則有超過50人傷亡。溫尼伯營反攻失敗，不但未能修復西旅在防線中央的缺口，更要防範日軍向西攻入灣仔峽，繼而威脅歌賦山，參謀長紐臨於是在上午10時許下令在堅尼地道及香港大學駐守的旁遮普營轉移到歌賦山的東北側，以加強灣仔峽的防守，溫尼伯營必須堅守金馬倫山以阻止日軍往西突破，西旅防線北部則全繫於禮頓山能否固守。至於港島南部的淺水灣戰線，旁遮普營A連在上午8時向佔據壽臣山東面及南面的日軍發起反攻，在激戰連場後終告反攻失敗，A連只有8人能全身而退，旁遮普營營長基德（Kidd）中校亦告陣亡。與此同時，位於深水灣的第229聯隊支部向西面的南朗山推進。

#### 英軍東旅反攻大潭道
日軍第229聯隊第1大隊於20日晚抵達大潭道與大潭道水塘道的交匯處，並進佔大潭篤水塘抽水站，抽水站因鍋爐的燃料耗盡停止運作，而黃泥涌水塘也於黃泥涌峽之戰中亦被日軍佔據，加上停電導致水泵無法運作，香港島的供水遂逐漸癱瘓。第229聯隊第1大隊又在突破香港防衛軍的防線後侵入又名白筆山的紅山，並企圖奪取在紅山半島西面的蓮花井山及龜山。英軍東旅將反擊時間定於21日上午9時，來福槍營D連及香港防衛軍第1連由龜背灣反攻大潭道，將推進至大潭道與大潭水塘道的交匯處，並由該兩連派遣分隊登上蓮花井山及龜山，掩護主隊推進；而來福槍營C連及香港防衛軍第2連將經由大潭水塘道迂迴突入黃泥涌峽反攻日軍。
21日上午10時，來福槍營D連及香港防衛軍第1連派遣的分隊在龜山的山脊與第229聯隊第1大隊第2中隊相遇並展開交火。來福槍營D連的主隊沿大潭道推進時，遇到來自紅山及龜山的日軍火力所阻，香港防衛軍第1連隨即增援並將日軍逐退到大潭水塘抽水站，然而日軍亦即時向大潭道增援，雙方發生混戰。與此同時，在香港防衛軍第1連分隊的支援下，來福槍營D連分隊正與第229聯隊第2中隊爭奪蓮花井山，下午2時，來福槍營D連分隊成功搶先登上蓮花井山山頂，隨即向山下的日軍掃射，重創第229聯隊第2中隊，代理隊長山田宏中尉在內36人被擊斃，並有多人受傷，而將由大潭水塘反攻黃泥涌峽的來福槍營C連亦已抵達大潭道與大潭水塘道的交匯處，東旅達成首階段反攻的目標。不過，英軍此時已筋疲力盡，無力繼續突破，來福槍營D連雖然嘗試反攻紅山，但被日軍猛烈火力所阻，兼且日軍在上午調派在九龍待命的第230聯隊第1大隊渡海及南下大潭道增援，迫使英軍須轉攻為守，華里士於傍晚6時決定撤退，蓮花井山於晚上11時被日軍佔據。由於華里士認為紅山及大潭道的激戰分散了日軍對黃泥涌峽的注意力，於是在晚上8時30分下令在淺水灣的來福槍營A連在22日凌晨嘗試沿淺水灣道往北反攻黃泥涌峽，但A連無法越過日軍對山峽的火力封鎖而散落在淺水灣道。至此，英軍在21日對黃泥涌峽及大潭道的反攻俱告失敗。

#### 英軍陷入困境

英軍東旅及西旅被分割的形勢圖，自22日淺水灣失守後，東西兩旅的防線便分別向南及向西不斷後撤。到25日下午3時許，西旅在港島西北的防線已退到灣仔船街，東旅則勉強守住赤柱半島。

截至21日傍晚，英軍在連日的反攻都不敵人數和火力皆佔優的日軍，而且傷亡嚴重，守軍在黃泥涌峽的缺口仍在不斷擴大，莫德庇意識到英軍東西兩旅被分割，以至全盤戰敗，只是時間的問題。西旅士兵早已兵疲力竭，蘇格蘭營及溫尼伯營損傷嚴重，只有旁遮普營、米杜息士營A、C、Z連，以及香港防衛軍第4、5、6連仍有戰力，但與日軍的兵力無法相比，再組織反攻恐會將餘下的兵力加速消耗殆盡，只能盡力守住各個陣地，勉強維持南朗山－金馬倫山－灣仔峽－跑馬地－禮頓山的防線，但難以保障維多利亞城的民居安全。東旅亦無力再發起反攻，拉吉普營已在18日晚至19日上午的反登陸戰中被擊潰，只能依賴訓練不足的來福槍營作為主力，而米杜息士營B、D連、香港防衛軍第1、2連亦尚有戰力，東旅只能盡力固守赤柱半島一帶；而東旅與西旅之間的通訊及陸上聯繫，全繫於兵力和防禦縱深都已極為單薄的淺水灣。
至於海防炮兵和皇家海軍，儘管日本海軍仍然受到英軍海防炮的牽制，日艦未能駛到香港島近岸支援陸上的攻勢，但皇家海軍在香港仔的基地，已於16日的日軍空襲中嚴重受損，由於船塢受到破壞，守軍唯一的驅逐艦色雷斯人號已無法維修，惟有在銀洲擱淺。自20日上午，炮艦蟬號（HMS Cicala T71）便在深水灣對出的海面，以艦上的兩門6吋炮支援陸上的守軍抗擊日軍，但該艦也不停遭受日軍的迫擊炮及飛機攻擊。21日上午10時許，蟬號在南朗山對開的海面，遭到日軍至少由6架九八式輕轟炸機所組成的機隊空襲，蟬號被三枚炸彈擊中而受重創，人員由趕到救援的9號及10號魚雷艇接走，蟬號最後在南丫島以東的東博寮海峽沉沒，而蟬號在沉沒前已被日軍飛機攻擊達60次。不過皇家海軍沒有放棄支援陸戰，於21日下午派出最後一艘可用的炮艦知更鳥號（HMS Robin T65）到南朗山附近的海面接替被擊沉的蟬號，在部署於香港仔兒童工藝院頂層的觀測員引導下，知更鳥號以艦上的一門3.7吋榴彈炮，對位處深水灣和淺水灣之間山坳的第229聯隊第3大隊實施精確炮擊，雖然日軍下令在紫羅蘭山的炮兵猛烈反擊，但始終未能擊中利用南朗山作掩護的知更鳥號，日軍之後派飛機空襲該艦仍一無所獲，知更鳥號一直支援陸戰至25日下午因收到投降消息而自沉。為了阻塞航道及防止艦艇落入日軍手中，皇家海軍已將包括添馬艦在內的大部分艦艇鑿沉，除了知更鳥號炮艦外，只剩下5艘魚雷艇仍可運作。
莫德庇於20日上午接獲消息稱國軍飛機曾經空襲在九龍的日軍，由於消息可疑，於是透過陳策向重慶當局確認，陳策引述第12集團軍總司令余漢謀聲稱將有6萬國軍進軍深圳，又有消息稱國軍計劃調派第4軍及第74軍南下到惠陽及寶安一帶，莫德庇則懷疑國軍來援的消息，認爲國軍最快也要翌年1月才可能提供支援，縱使莫德庇懷疑重慶方面的消息，但仍將消息加以修飾並以此鼓勵士氣。與此同時，日軍第11軍司令阿南惟幾亦伺機策應攻打香港的第23軍發起新攻勢，日軍於24日對長沙發動大舉進攻，長沙戰況告急。陳策早在20日後便一直未能聯絡余漢謀，第38師團也沒有受到國軍任何壓力，並且於20日將餘下在九龍的三支大隊全部運送到香港島，加強對英軍的攻勢，陳策有感於英軍對國軍來援期盼心切，重慶方面卻一直未有進一步消息，使他感到非常為難，只好在22日早上向英軍「偽報」國軍已兵分三路南下。另一方面，儘管最終並沒有國軍南下攻擊第23軍，但日軍對國軍可能採取的舉動亦早有準備，特別安排荒木勝利大佐率領歩兵第66連隊組成約有6,000人的荒木支隊，為主攻香港的第38師團防守後方，而且第23軍尚有一個師團駐防廣州，即使國軍真的南下來援也難以突破日軍防線，而在整個12月，日軍第23軍並沒有與南下廣東的國軍或在香港境內與游擊隊發生交戰的記錄。
日軍方面，雖然在兵力及整體戰局上佔優，但攻勢卻再次被英軍截停。第230聯隊的兩支大隊在黃泥涌峽的戰事折損嚴重，整日都在休整之中；進攻港島南部的第229聯隊，與英軍在淺水灣酒店、淺水灣道及壽臣山三地的激戰中被消耗和分散，暫時無力再發起進攻；往港島南部增援的第228聯隊，雖然維持較佳戰力，但聯隊的指揮部卻遭到英軍以機槍掃射，造成大半通訊人員傷亡，而且聯隊在南下時不停受到赤柱炮台發炮轟擊，有不少巨石從山上滾落山徑，使得聯隊的行軍受阻。
按原計劃日軍在登陸後，除了第230聯隊先攻取北角發電廠，再經由英皇道向西面的銅鑼灣壓迫之外，其餘日軍聯隊應在往南深入位於港島中部的渣甸山及紫羅蘭山後，盡快向西轉向，然後往港島西部的西高山推進，並沿途攻取在維多利亞城南面的太平山等各個山頭，形成對維多利亞城的三面夾擊，再配合日軍在九龍半島的重炮轟擊，從而迫使英軍投降。然而日軍自19日便一直在港島中央的黃泥涌峽與英軍激戰，之後又往港島南部的淺水灣繼續與英軍混戰，大幅偏離第38師團原定只需一日一夜掃蕩全島英軍的計劃。英軍在香港島據山地頑抗及發動逆襲，使日軍在登陸後的攻勢進展緩慢，日軍於21日仍未能按原計劃推進至西高山，使得在東京的陸軍省對日軍在香港的戰況有所憂慮，並向第23軍司令酒井隆中將及第38師團長佐野忠義中將等人層層施壓，第23軍副參謀長樋口敬七郎少將因而於22日派遣參謀淺野克己大佐到第38師團指揮部督師，而第38師團則派出參謀長阿部芳光大佐及參謀親泊朝省少佐，分別到步兵團指揮部及前線了解戰況。日本陸軍省督促第23軍必須盡快擊敗香港守軍，使第1炮兵隊及第38師團等日軍精銳部隊可盡早調到南洋增援菲律賓攻略戰及荷屬印尼攻略戰。

#### 倫敦鼓勵守軍繼續奮戰
21日下午，由於守軍已經無力扭轉敗局，日軍實際上也已控制了大半個香港島，莫德庇向總督楊慕琦表示英軍戰敗在即，為免造成更多士兵及平民傷亡，建議考慮投降，而楊慕琦亦隨即電告倫敦。不過，倫敦方面仍未完全掌握香港的戰局，亦不希望香港過早投降，削弱英軍在東南亞及其他戰場的士氣。英國首相邱吉爾早在接獲日軍登陸香港島的消息後，曾經電告香港不得考慮投降。英國陸軍部部長大衛·馬傑遜、陸軍總參謀長艾倫·布魯克爵士、掌璽大臣艾德禮及殖民地大臣莫尼勳爵，在接報後於22日凌晨12時45分召開會議商討香港局勢，但都認為香港應繼續抵抗。邱吉爾覆電「汝能抵抗敵軍一日，對於全球之盟軍，仍能有所貢獻」；英皇喬治六世亦於稍後電告香港，鼓勵守軍繼續堅持。楊慕琦與莫德庇於21日傍晚至22日下午接獲倫敦方面的回電，決定繼續抗敵。

#### 英軍擊退日軍驅逐艦
日本陸軍在香港島與守軍激戰期間，日本海軍除繼續在外圍封鎖香港水域之外，亦曾派出艦艇靠近香港島助戰，但受制於英軍設於香港島南岸的炮台，始終未能靠近香港島，無法使用艦炮支援日軍的陸上攻勢。日本海軍於20日上午9時30分派出雷號和電號驅逐艦往赤柱方向駛近，卻遭受赤柱炮台的海防炮連續三次齊射炮擊，有炮彈落在艦側10米內，使雷號艦體輕傷。因為赤柱炮台的9.2吋海防炮射程達26.7公里，比日本海軍派往攻打香港的艦艇更遠，所以這兩艘驅逐艦根本不能還火，日艦惟有在炮台再次開火前施放煙幕並倉促轉向撤離。

### 英軍最後抵抗（12月22日至24日）

#### 淺水灣失守
22日起，隨著英軍在香港島的各條防線漸被日軍擠壓和分割，香港島的戰事逐漸分為中西部的山地、北岸的市區、南部的淺水灣及東南部的赤柱四個部分。22日上午10時，日軍第229聯隊第10中隊佔領在淺水灣海灘以西的別墅，切斷淺水灣道的東西交通，在香港島的英軍自此被分割成東西兩部。至於淺水灣酒店，因食水斷絕，華里士建議酒店內的婦孺離開，但行政立法兩局非官守議員蕭士（Andrew L. Shields）作出勸告，他稱住客離開酒店後將無處可逃，反建議守軍撤出酒店，讓住客留下投降。華里士考慮到婦孺的安危後同意撤軍，守軍於晚上10時撤出酒店，容許住客向日軍投降，淺水灣酒店於22日深夜被日軍第229聯隊第3大隊佔領 。日軍雖然沒有對酒店內的平民報復，卻在淺水灣余園屠殺英軍戰俘。
淺水灣淪陷使英軍東西旅失去最後的陸路連繫，而淺水灣酒店的陷落，也使英軍無法阻止日軍在港島南部以淺水灣為據點，並在此分為兩路分別朝東西方向推進。22日上午10時30分，因應港島守軍已被東西分割，英軍司令莫德庇決定將赤柱半島的守軍全部歸入東旅指揮，使東旅可更有效組織抵抗。因為日軍第229聯隊的左翼已控制大潭峽、蓮花井山及紅山半島，而其右翼部隊亦已深入淺水灣，華里士決定將東旅指揮部退入在赤柱半島的赤柱監獄，並將防線往赤柱方向收縮。

#### 赤柱北部的戰鬥
22日中午，在赤柱崗防守的來福槍營B連與來犯的第230聯隊第1大隊爆發激戰，雖然B連把日軍擊退，但彈藥幾近耗盡，惟有在晚上從山的上陣地撤到南面山坡。由來福槍營C連防守的龜山及老虎山，於中午在日軍第229聯隊第1大隊猛攻下敗退，來福槍營C連於下午發動反攻奪回老虎山。雖然來福槍營暫時擋住日軍的攻勢，但B連已用盡迫擊炮的炮彈，無法持續固守赤柱崗及設於馬坑山的來福槍營指揮部。皇家加拿大來福槍營營長荷姆認為在戰局已定下，便應將馬坑山的來福槍營營部及赤柱崗的B連後撤，以減少加拿大軍人的傷亡，但東旅指揮官華里士卻認為馬坑山及赤柱崗是防守赤柱的要地，一旦失守日軍便能俯瞰赤柱半島，故此否決這個提議，來福槍營的指揮分歧使兩人的爭執持續升溫。由於進攻赤柱時遇到守軍頑抗，日軍推斷有大量英軍在赤柱半島防守，於是將第229聯隊第1大隊及第230聯隊第1大隊合併為「赤柱攻略隊」，並由第230聯隊第1大隊隊長長江頭多少佐擔任指揮，圍攻困守赤柱的英軍東旅。

#### 英軍西旅防線逐漸瓦解

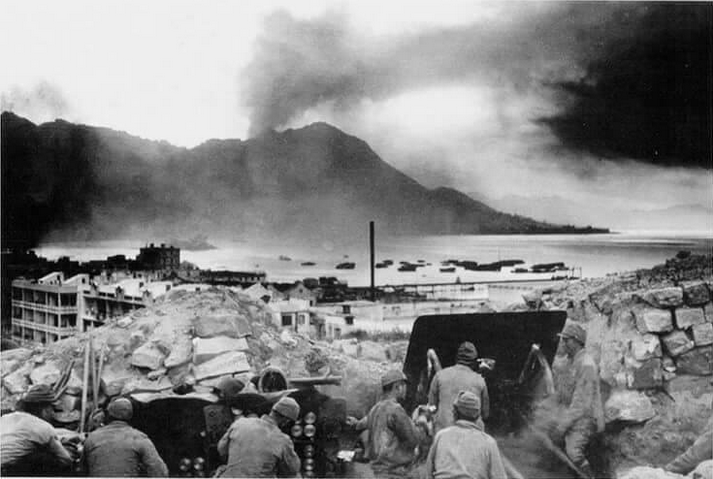
日軍炮兵從香港島炮台山炮轟位處港島西北部的金鐘、中環及上環。圖中央的山嶺是香港島最高峰太平山。

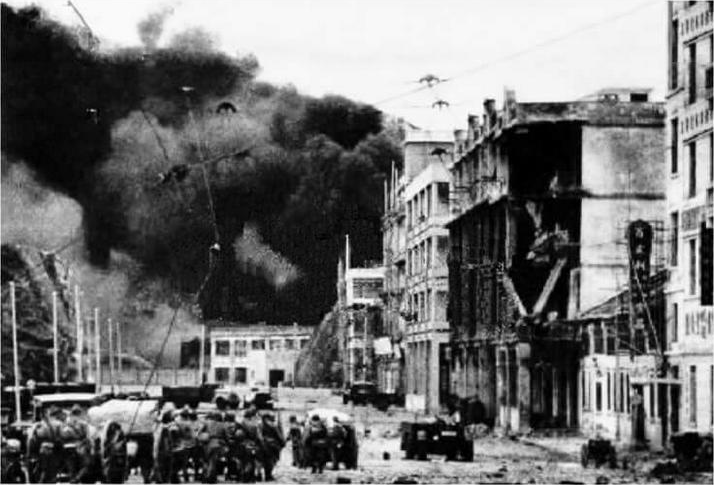
日軍在香港島與英軍展開巷戰。

22日凌晨1時，日軍第230聯隊第2大隊及第3大隊大致完成休整，開始肅清在黃泥涌峽的守軍。第230聯隊再次進攻仍在黃泥涌峽死守的溫尼伯營D連連部，D連在重重包圍下已彈盡援絕，軍官全數陣亡，大部分人員非死即傷，惟有在凌晨4時30分向日軍投降，但仍有小量士兵成功潛回守軍防線。稍後，第230聯隊將目標轉移到港島北部的跑馬地和灣仔。
22日下午1時，日軍第228聯隊開始向蘇格蘭營防守的灣仔峽推進。在金馬倫山死守的溫尼伯營B及C連，從上午11時30分起便不斷遭到日軍的空襲及炮轟。晚上7時，日軍第228聯隊進攻金馬倫山，溫尼伯營B及C連作出頑抗，使第228聯隊第4中隊及第2大隊陷入苦戰，直至23日凌晨才攻佔金馬倫山，而溫尼伯營B及C連的殘部則退守到馬己仙峽及歌賦山，只剩下蘇格蘭營及工兵守住灣仔峽。為防日軍攻佔灣仔峽，西旅下令皇家海軍陸戰隊進駐灣仔峽，香港防衛軍第4連移防到馬己仙峽。23日上午8時，英軍偵察兵發現有大批日軍士兵沿布力徑向金馬倫山進發，這批第228聯隊的士兵是要支援攻佔金馬倫山的日軍繼續西進，英軍偵察兵於是通報赤柱炮台向山地開火，使第228聯隊的行軍受阻。雖然皇家海軍陸戰隊曾於9時許提議反攻金馬倫山，但西旅已無力再組織攻勢而沒有成事。
在港島北部，日軍在23日早上開始進逼銅鑼灣，並從西側及北側滲入在禮頓山的米杜息士營Z連防線，在禮頓山上仍有15名Z連士兵堅守。上午8時，日軍大舉進攻禮頓山及銅鑼灣，拉吉普營在跑馬地敗退並散落到波斯富街一帶。11時30分，米杜息士營Z連連部後撤到軒尼詩道與莊士敦道的交界處，拉吉普營則退守波斯富街。在聶高信山北部的英軍防線因金馬倫山的失守而弱化，在黃泥涌峽的第230聯隊乘機向西推進，其第2大隊攻佔聖亞伯特女修院（今玫瑰崗學校）的東面山地，並逼退在灣仔峽以北的英軍。
至於港島南部，第229聯隊於23日凌晨佔領淺水灣酒店後，其第2大隊及第3大隊分別向西及東南方推進。第229聯隊第2大隊於上午8時在深水灣兵分三路向西推進，其中北路往香港仔上水塘的東北面的中峽行軍，中路進逼班納山，而南路則自壽臣山南面進攻南朗山。第2大隊的北路及中路對壽臣山形成包圍，該處的「小香港」是英軍最後一個可用的彈藥庫，隨著通往彈藥庫的道路被日軍火力所覆蓋，從該彈藥庫補給彈藥亦成為英軍極為危險的任務，而第2大隊的中路及南路亦使香港仔受到威脅。至於從淺水灣酒店向東南方推進的第229聯隊第3大隊，於下午3時30分沿淺水灣道進佔赫蘭道，並將推進至舂坎角北部，但受阻於黃麻角炮台的英軍炮火。
23日及24日，英日兩軍在維多利亞城的周邊展開激烈的巷戰，日軍把仍在九龍的第228聯隊第3大隊調到香港島準備加強攻勢，而英軍東旅和西旅都各自面對存亡的分界線。西旅方面，24日上午8時，禮頓山被第230聯隊第2大隊及第3大隊三面圍攻，在禮頓山的米杜息士營Z連約40人，一直堅守到西旅旅部批准撤退才向堅拿道方向突圍，約30名士兵成功從包圍圈撤到摩利臣山休整。24日傍晚，日軍進攻摩利臣山，同時威脅巴里士山的防空洞網絡，該處的防空洞隧道可穿越在山上布防的英軍陣地通往灣仔市區，並可威脅到在域多利兵房的總司令部安危。至於港島西南部，班納山在24日下午被日軍第229聯隊第2大隊攻佔，而南朗山也於25日上午被第229聯隊第7中隊佔領，英軍已難保香港仔的安全。24日晚平安夜，日軍整晚炮轟維多利亞城向香港軍民施壓，晚上11時，楊慕琦與莫德庇分別向守軍發表聖誕賀詞，報上祝福並鼓勵守軍奮戰及堅守崗位。日軍原本打算在25日向英軍西旅發動總攻擊，但礙於準備重炮需時，而延遲到26日早上，日軍因此在聖誕節派出俘虜，向英軍作非正式勸降。

#### 赤柱激戰及日軍屠殺
英軍東旅方面，華里士並未得悉西旅的戰況。東旅在赤柱村及聖士提反書院的後方，分別設置前後兩道防線。23日上午7時30分，華里士派出來福槍營B連在米杜息士營B連的火力支援下反攻赤柱崗及龜山，但在赤柱崗被日軍的猛烈炮火及第230聯隊第1大隊擊退。日軍雖然要暫時休整，但華里士亦被迫將防線收縮。上午10時，華里士與荷姆發生爭論，荷姆認為應將來福槍營後撤到赤柱村，又指繼續反攻只會徒增傷亡，應考慮投降，華里士卻根據莫德庇的覆電堅持繼續防守，但最後同意來福槍營於23日晚上後撤，在瑪利諾修院的防線駐守。稍後，第229聯隊第1大隊沿大潭道南下進攻赤柱，米杜息士營D連被逼向瑪利諾修院後撤，但日軍的攻勢也被在赤柱正灘的第28號機槍堡截停。
日軍不分晝夜炮轟赤柱，而赤柱北部的高地均已被日軍控制，由第229聯隊第1大隊及第230聯隊第1大隊組成的「赤柱攻略隊」亦向瑪利諾修院逼近，英軍被迫退入赤柱半島，來福槍營亦於晚上被撤到赤柱炮台休整，而來福槍營營部則設於聖士提反書院。第229聯隊第3大隊於23日傍晚6時攻佔赤柱峽道與舂坎角道的交匯處，威脅到赤柱半島與舂坎角的聯繫，而來福槍營B連仍在舂坎角駐守。華里士調派香港防衛軍第2連防守瑪利諾修院的左翼，期望穩住與舂坎角的聯繫，而香港防衛軍第1連則增援在瑪利諾修院的米杜息士營D連，並由香港防衛軍第2連連長科沙福（H.R. Forsyth）少校指揮赤柱村防線，指揮部設於鄰近東頭灣道及黃麻角道交匯處的赤柱警署。由於設於赤柱監獄的東旅指揮部接連遭到日軍炮擊，華里士將東旅指揮部撤到赤柱炮台。
日軍連續兩日猛烈炮轟赤柱後，遂於24日晚上8時30分對赤柱半島發起進攻。第229聯隊第1大隊由3輛九四式輕裝甲車打頭陣，經大潭道及赤柱灘道夜襲赤柱半島，但車隊中途被英軍發現，科沙福少校下令赤柱防線立即就位，當日軍隊列進入機槍有效射程範圍，英軍先發射照明彈照亮夜空，再以探照燈照射日軍，3輛九四式輕裝甲車被迅速擊毀，偷襲失敗的第229聯隊第1大隊在英軍火網下陷入一片混亂。在同一時間，第230聯隊第1大隊從赤柱崗進攻赤柱村，但受阻於在瑪利諾修院駐守的米杜息士營D連。第229聯隊第2中隊嘗試經由赤柱正灘迂迴到赤柱村防線的後方，但受制於第27號機槍堡。餘下的日軍企圖經由赤柱村道滲入赤柱村防線，但被擊毀焚燒的日軍車輛殘骸所產生的火光，卻使他們失去黑暗的掩護。雖然英軍頂住日軍首波攻勢，但第229聯隊第2中隊再度由赤柱正灘突擊，而科沙福少校卻因炮彈碎片所傷陣亡，赤柱村防線的英軍開始失去有組織的抵抗，在24日深夜至25日凌晨漸漸向後方的聖士提反書院及赤柱炮台敗退。
第229聯隊第2中隊在赤柱正灘突破赤柱村防線後抵達東頭灣道及黃麻角道的交匯處，第229聯隊第3中隊亦沿黃麻角道往南推進。第229聯隊第2中隊於25日凌晨進攻聖士提反書院，英軍從後方防線開火射擊，第2中隊躲避時又受阻於鐵絲網，惟有要求第3中隊從黃麻角道增援及以噴火器逐退附近的英軍。凌晨4時，報復心切的日軍第229聯隊第2中隊在攻入作為戰地醫院的聖士提反書院後展開大屠殺，不但屠殺在病床上的傷兵，更姦殺留在戰地醫院內的護士。
至於由赤柱崗南下赤柱村的第230聯隊第1大隊，在25日凌晨仍受制於在瑪利諾修院堅守的米杜息士營D連，但D連的陣地在日軍連番進攻下最後被攻破，米杜息士營D連連長韋思齊上尉亦告戰死，在瑪利諾修院堅守的米杜息士營D連在斷水斷糧下於25日清晨決定突圍，部分士兵從赤柱灣游到舂坎角與來福槍營B連會合繼續作戰，另有部分士兵乘舢舨轉到西旅的陣地助戰。第230聯隊第1大隊越過赤柱村防線後，於25日清晨沿黃麻角道往南推進，但受制於英軍在聖士提反灣的第24號機槍堡，並於上午7時許被米杜息士營B連擊退。

### 香港淪陷（12月25日）

#### 聖誕日戰事

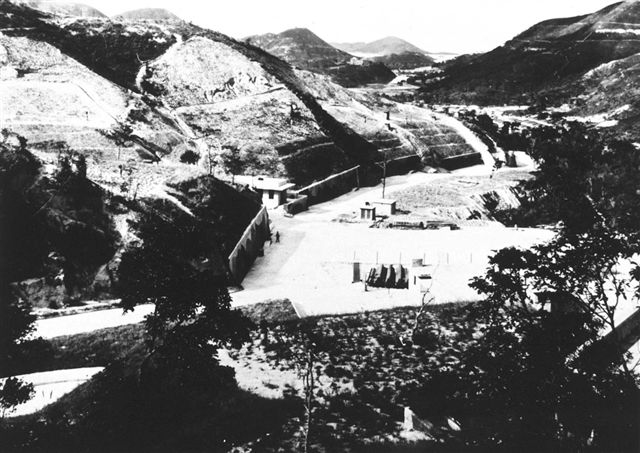
1941年的壽臣山軍火庫，這個地下軍火庫是英軍為應對日益動盪的國際局勢而於1937年建造，軍火庫的大部分構築都在山體內。英軍將這個軍火庫列為機密，並暱稱為「小香港」，而當時發刊的地圖也沒有顯示軍火庫的位置。

12月25日聖誕節凌晨，莫德庇回覆華里士的戰報，並電令東旅繼續抗擊日軍對赤柱半島的攻勢。當時在赤柱半島，除了從赤柱村防線敗退的守軍外，尚有來福槍營D連、米杜息士營B連、香港防衛軍第1連及炮兵防守，但來福槍營營長荷姆反對華里士再派來福槍營反攻。此外，在赤柱西面的來福槍營B連已被日軍逼進舂坎角，與東旅其他單位失去聯繫。
12月25日早上，總督楊慕琦發表聖誕文告，並在文告中勉勵守軍繼續奮戰。日軍於上午7時至9時暫時停火供英軍考慮投降，不過楊慕琦卻於近中午時分回覆「香港尚能抵抗」拒絕投降，日軍隨即大舉進攻，英軍各個據點不停遭到日軍炮轟和空襲。日軍第230聯隊在中午攻佔巴里士山，並沿防空洞通道進佔海軍醫院，總司令部的聯外通訊亦大受影響，並且與仍在死守赤柱的東旅指揮部失聯。雖然西旅英軍繼續在灣仔街市、柯布連道、灣仔峽和馬己仙峽等地頑抗，但灣仔峽在午後失守，日軍到達堅尼地道的東面入口，英軍以路障堵路及佈放地雷阻擋日軍沿堅尼地道推進。下午1時40分，旁遮普營增援灣仔但被擊退，蘇格蘭營亦被第228聯隊逐退到馬己仙峽。下午3時，日軍第229聯隊收縮壽臣山的包圍圈，使該處的米杜息士營C連投降，雖然尚有數十名守軍匿藏在壽臣山軍火庫的地下工事繼續堅守，但實際上英軍已失去這座最後的彈藥庫。英軍西旅於午後繼續在灣仔與日軍打巷戰，但英軍只剩下六門野炮可阻擋日軍西進，而且彈藥不足，灣仔柯布連道的防線也於下午3時頻臨失守，該防線同時受到日軍正面攻擊及日軍炮兵從九龍隔海炮轟，米杜息士營營長史釗活（H.W. Stewart）向莫德庇匯報柯布連道防線恐難撐多半小時，但往後撤到盧押道及船街，便會與海軍船塢只有一街之隔，連在域多利兵房的總司令部也陷入威脅。

#### 港督決定投降

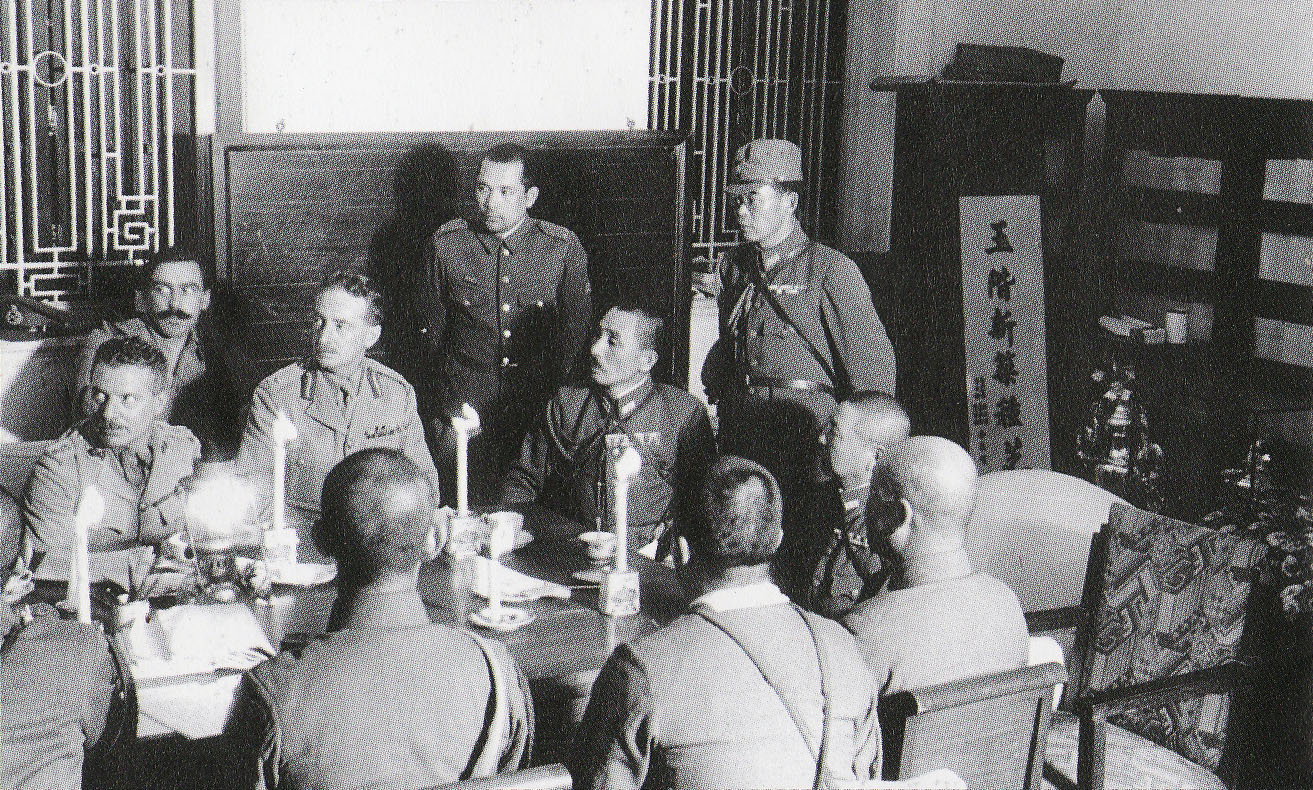
1941年12月25日晚上，總督楊慕琦及駐港英軍司令莫德庇到達尖沙咀半島酒店向日軍正式投降，並在該酒店的336號房內簽署降書。由於戰爭導致香港大範圍停電，所以日軍須在燭光下安排簽署降書儀式，而「三年零八個月」的香港日佔時期也在英方簽署降書後開始。本圖由每日新聞社拍攝，在圖中左方正面坐著的三位英軍軍官及在圖中央分別站立和坐著的三個日軍軍官，都正在望向不在本照片構圖之中的楊慕琦。

25日下午3時15分，莫德庇報告總督楊慕琦，香港守軍敗局已定，預期日軍可於傍晚時分大舉攻入維多利亞城，請求總督楊慕琦考慮投降，不但可避免持續巷戰造成平民嚴重死傷及日軍發動屠殺報復，也可避免各路英軍在失去通訊後繼續抵抗，引致不必要的死傷。總督楊慕琦與輔政司詹遜、律政司晏禮伯（C. Grenville Alabaster）及駐港皇家海軍高級軍官歌連臣准將（Alfred C. Collinson）商議後決定投降。
楊慕琦先向倫敦電告，莫德庇則聯絡日軍，並下令所有英軍單位停火，西旅的英軍防線於下午4時30分起陸續掛起白旗，但因為通訊線路受損，所以在赤柱的東旅並未得悉西旅的戰況及投降的消息。楊慕琦亦把握日軍即將來臨前的時間，指示部下銷毀機密文件，並通知英國軍情人員及包括陳策在內的外國要員盡快逃亡。傍晚6時許，總督楊慕琦與駐港英軍司令莫德庇抵達日軍設於銅鑼灣聖保祿醫院的臨時指揮所，與日軍第38師團參謀長阿部芳光大佐磋商投降事宜。楊慕琦與莫德庇之後在日軍參謀多田督知中佐的帶領下乘船往尖沙咀，到日軍設於半島酒店的第23軍司令部，向日軍第23軍司令酒井隆正式投降，並且在燭光下簽署降書；此刻標誌著香港淪陷及進入歷時「三年零八個月」的日佔時期，楊慕琦為首的守軍成員亦當場淪為戰俘，隨即被日軍扣留及羈押。

#### 英軍東旅最後戰鬥
雖然日軍在25日上午暫時停火供總督楊慕琦考慮投降之時，東旅指揮官華里士曾於上午9時30分收到總司令部下達的停火指令，華里士覆電稱正受到日軍炮轟，要求總司令部確認停火指令，卻遲遲未收到回覆，到下午1時收到總司令部回覆向日軍還擊的指令，之後，總司令部與東旅指揮部的通訊中斷。華里士因為未能確認停火和投降的消息，於是繼續執行莫德庇在25日凌晨下達堅守赤柱半島的指令，並於中午派出來福槍營D連反攻聖士提反書院，這支反攻部隊於中午在書院外與日軍爆發激戰，導致過百人死傷，而赤柱炮台仍然在炮擊日軍。
日軍在下午得悉楊慕琦決定投降，故此停止對赤柱的進攻，但炮戰仍然持續。25日傍晚，莫德庇與日軍參謀長阿部芳光在聖保祿醫院會面討論投降事宜時，阿部芳光特別提到在赤柱的英軍尚未停火，問莫德庇打算怎麼辦，莫德庇回應稱他與赤柱的東旅因通訊中斷，已失去聯絡，須要另行派士官到赤柱通知在當地的守軍。25日晚上8時，日軍派出被俘的工兵指揮官林保（R.G. Lamb）中校向華里士告知港督已決定投降的消息，但華里士認為該消息並不可信；要到26日凌晨2時30分，華里士的副官將附有米杜息士營營長史釗活簽署的投降手令帶回，華里士確認消息後，東旅才停火投降並交出武器，香港保衛戰的戰事方告結束。

#### 海上突圍行動

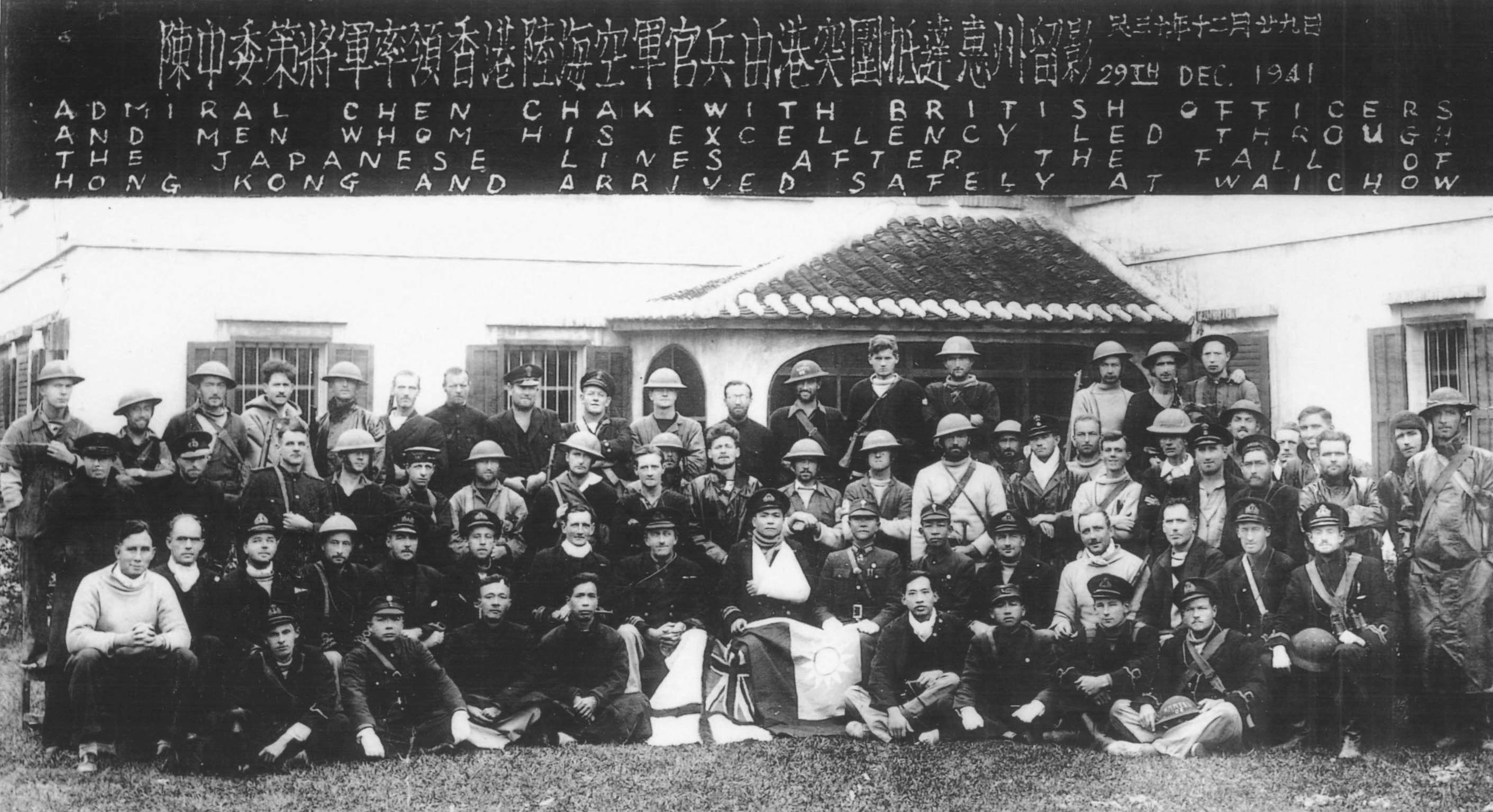
在香港即將投降時，中華民國駐香港代表陳策與部下及小量英軍官兵，使用魚雷艇成功突破日軍海空封鎖，再經陸路逃到中國廣東惠州。圖為陳策（在中央以三角巾包紮左臂者）與英方人員在抵達惠州後的合照。

皇家海軍在12月22日將殘存的五艘魚雷艇停泊在鴨脷洲西部及鋼線灣的隱蔽位置，預備供滯留在香港的中華民國駐港代表陳策及掌控重要機密的英國軍情人員突圍之用，避免他們被俘後遭受日軍嚴刑拷問逼供。陳策於25日下午得悉總督楊慕琦即將投降的消息後，便與其部下及英國駐港情報主管麥道高等人展開逃亡。因為南朗山被日軍攻佔後，香港仔海傍也遭到日軍炮擊，魚雷艇不能開到香港仔，陳策等一行人須在香港仔乘機動小艇前往鴨脷洲，才能在該島登上魚雷艇，但其機動小艇在途中卻被攻佔深灣的日軍發現及開火掃射，艇上多人傷亡，陳策亦左手受傷，並被迫與隨行人員棄艇逃生，本已失去左腳的陳策僅能以單手單腳游往鴨脷洲，登岸後便不支暈倒，幸得英軍士兵發現。陳策獲救後便與英方軍情人員及軍官，以及協助籌劃突圍行動的英軍官兵，合共70餘人在鴨脷洲分別登上五艘魚雷艇（編號：7、9、10、11、27），嘗試趁夜色循海路突圍。知更鳥號炮艦（HMS Robin T65）的成員得知投降的消息後，也將該炮艦自沉於香港仔，之後登上海軍拖船（C.410）展開逃亡。25日晚上，負責封鎖香港海域的日本海軍艦艇不斷利用探照燈搜索海面的動靜，魚雷艇隊須要盡量避開日艦探照燈的照射，不過當艇隊駛至藍塘海峽以東的水域時，卻被樅級驅逐艦栂號及鴻型水雷艇鵲號發現，由於雙方火力差距甚遠，陳策於是指示魚雷艇隊一字排開，高速迎向日艦裝作將要發動魚雷攻擊，日艦見魚雷艇隊來勢洶洶便上當及採取規避動作。雖然期間日艦曾向艇隊開火，但艇隊成功擺脫日艦的截擊。26日凌晨，魚雷艇隊在大鵬半島的南澳靠岸，而410號拖船也於稍後抵達。為免行踪暴露，陳策與部下及英方人員在登岸後立即卸下船上的有用物資，趕在日出前將各船鑿沉。他們之後徒步115公里，於29日逃到中國廣東惠州仍由國民政府控制的地區，英方人員之後獲安排經雲南、英屬緬甸及英屬印度返回英國。

## 後續及紀念
香港戰役在12月26日結束後，日軍於12月28日先後在九龍及香港島舉行隆重的香港入城式。28日早上，在日本陸軍第23軍司令酒井隆中將及日本海軍第二遣支艦隊司令長官新見政一中將主持下，日軍先在九龍界限街及彌敦道等地舉行巡遊，然後於中午乘船橫渡維多利亞港，在香港島太古船塢登岸，兩人乘車前往跑馬地掃桿埔期間，沿途檢閱海軍、陸軍及海軍陸戰隊。之後轉往銅鑼灣東角，酒井隆及新見政一策騎軍馬，率領超過二千名日軍舉行勝利巡遊，途經軒尼詩道及德輔道中前往上環，並沿途向手持日本軍旗及軍刀列隊的日軍士兵敬禮，第38師團長佐野忠義中將在巡遊終點恭候，此時日軍40架飛機由東向西飛越香港島上空，並撒下日軍宣傳單張。日軍佔領香港後隨即成立軍政廳，由日軍第23軍司令酒井隆出任軍政府最高長官，並於1942年1月19日成立香港防衛隊，第38師團於同月改編入主攻荷屬東印度的第16軍及離開香港。
隨著日本軍政府成立，香港進入「三年零八個月」的日佔時期，直到1945年8月15日日本投降，夏愨少將在8月30日率領皇家海軍太平洋分遣艦隊光復香港為止。投降的守軍士兵被分別羈押在赤柱拘留營、北角戰俘營、馬頭涌戰俘營、深水埗戰俘營及亞皆老街集中營等地的戰俘營，戰俘在被羈押期間不但長期缺乏足夠食物，而且經常受到日軍虐待，有不少戰俘挨不到香港重光前便死去，當中有數以千計的戰俘被轉移到日本等地當苦工，日軍押送戰俘到日本期間發生的里斯本丸號事件便有超過800名戰俘死亡。雖然第23軍司令部在開戰前打算在香港建立文明形象，曾經提示旗下憲兵不要苛待華人及虐待民眾，意圖將侵略香港美化爲解放殖民地，藉此推廣大日本帝國提倡之「大東亞共榮圈」。然而，日軍部分士兵軍紀不良，亦有軍官濫用權力及縱容士兵，到日佔時期中後期換入到香港的駐軍紀律更差，經常濫打濫捕。香港日佔時期有大量戰俘及平民遭到虐待，更有憲兵在警署內將多名市民折磨至死，構成戰爭罪行，當中有部分日軍戰犯於戰後被法庭定罪。
香港在太平洋戰爭的餘下時間沒有再發生大型戰事，但為了削弱日軍實力，以美軍為首的盟軍自1942年10月起針對香港境內的日軍設施及船艦發動空襲，盟軍的空襲在1944年下半年起加劇，也對平民造成一定程度的死傷，其中以1945年1月的港島北大空襲傷亡最為嚴重。由於日軍強力打壓反抗活動，所以香港的抗日活動轉為地下化進行。其中成功從戰俘營逃脫的香港防衛軍中尉賴廉士，便聯同多名英軍軍官及士兵組建英軍服務團，秘密救助被關押在拘留營的戰俘，又與退守重慶的國民政府及共產黨領導的東江縱隊展開合作，營救落入日本佔領區的盟軍飛行員，並為英軍在華南地區收集日軍情報。在香港總督決定投降之時，英軍軍官俱指示華裔及混血兒士兵脫下英軍軍服並混入民眾，避免一同被日軍所俘，而這批士兵在香港淪陷後有不少都加入英軍服務團繼續為英軍效力，更有部分人投身香港志願連跟隨緬甸遠征軍特別部隊參與緬甸戰役，與英軍在東南亞參與對抗日本的戰事及情報工作。
在歷時18天的戰役中，香港守軍有1,679人陣亡，尚未包括在戰役結束後因傷病而亡的士兵。而在香港守軍中的兩營加拿大軍，有290人戰死，另有264人在戰俘營中身亡，到香港增援的1,975名加拿大軍人中有超過四分之一一去不返，還有493人受重傷。香港保衛戰中的加拿大軍人傷亡率超過五成，是加拿大軍在二次大戰中傷亡率最高的戰役。在香港保衛戰中陣亡及死於戰俘營的守軍，主要安葬於赤柱軍人墳場、西灣國殤紀念墳場及日本橫須賀的英聯邦軍人墳場。自香港重光後，位於皇后像廣場旁邊的和平紀念碑及香港大會堂紀念花園，每年都有為香港戰時犧牲的軍民舉行悼念活動。

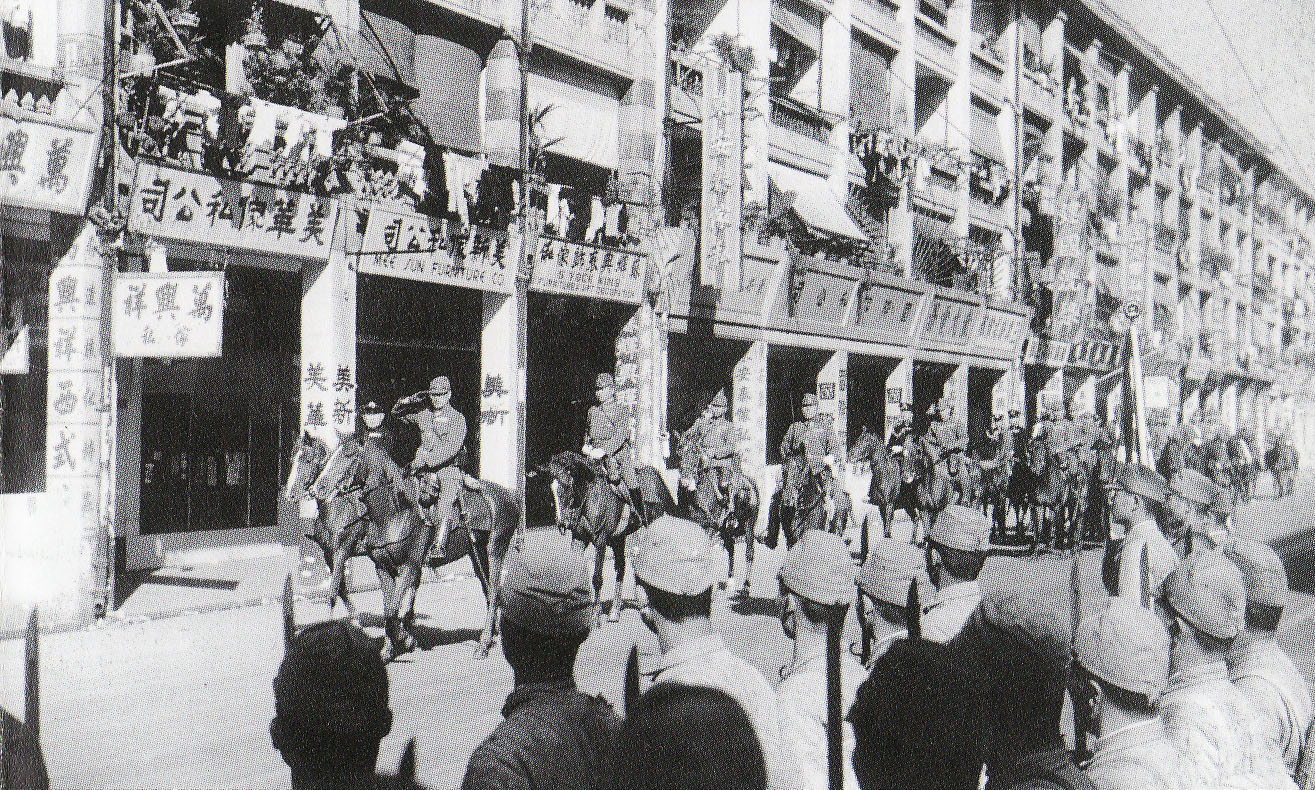
1941年12月28日，日軍先後在九龍及香港島舉行入城式，陸軍第23軍司令酒井隆（左二）及海軍第二遣支艦隊司令新見政一（左一）在軒尼詩道策馬檢閱侵港日軍，並向在路旁列隊的日軍士兵敬禮。
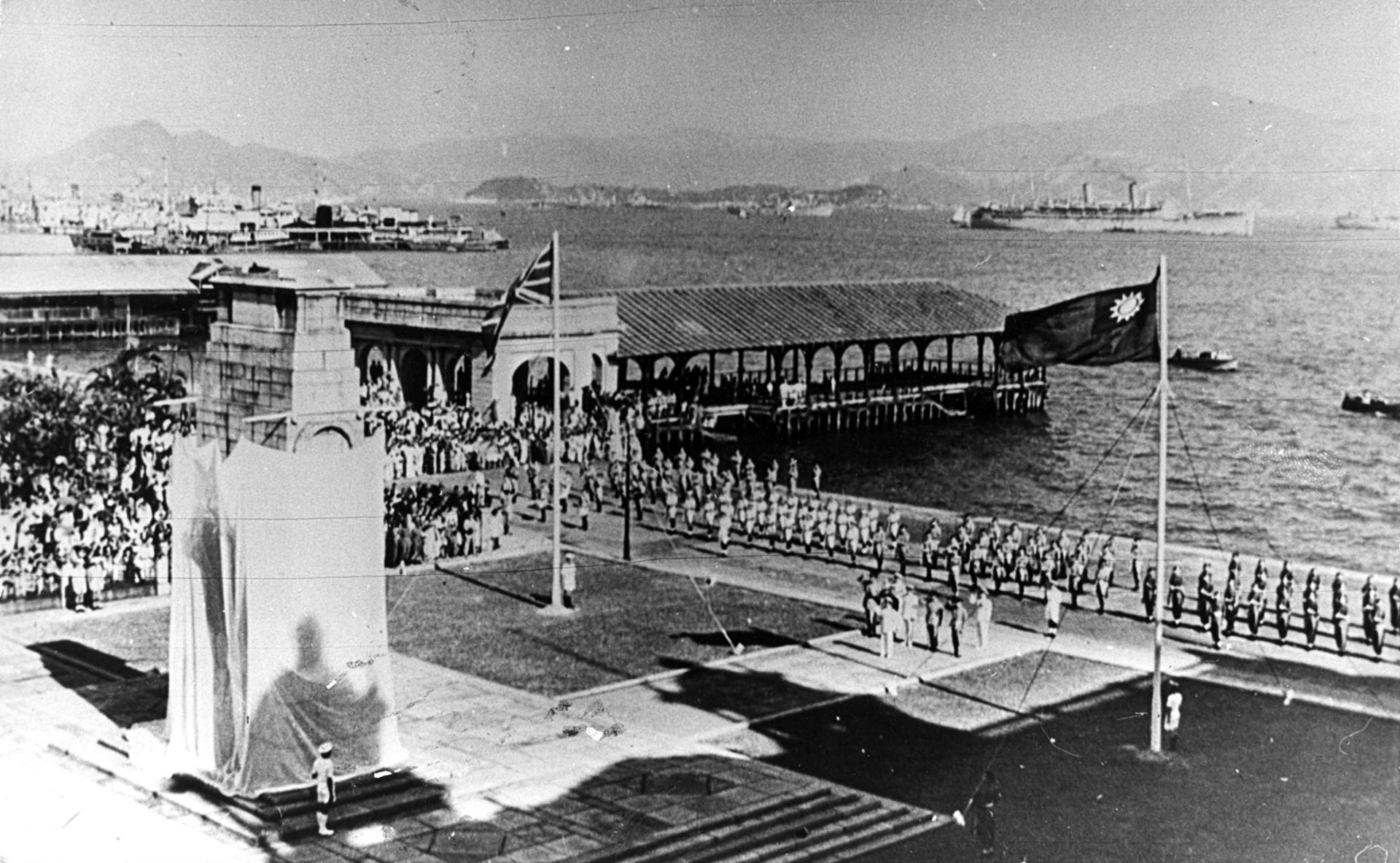
1945年8月15日，日本投降。8月30日，夏愨少將率領皇家海軍太平洋分遣艦隊光復香港[359]。圖為由英軍領導的香港臨時軍政府在香港重光後於和平紀念碑前舉行悼念儀式及慶祝戰爭勝利活動，中華民國亦有派代表出席[360]。
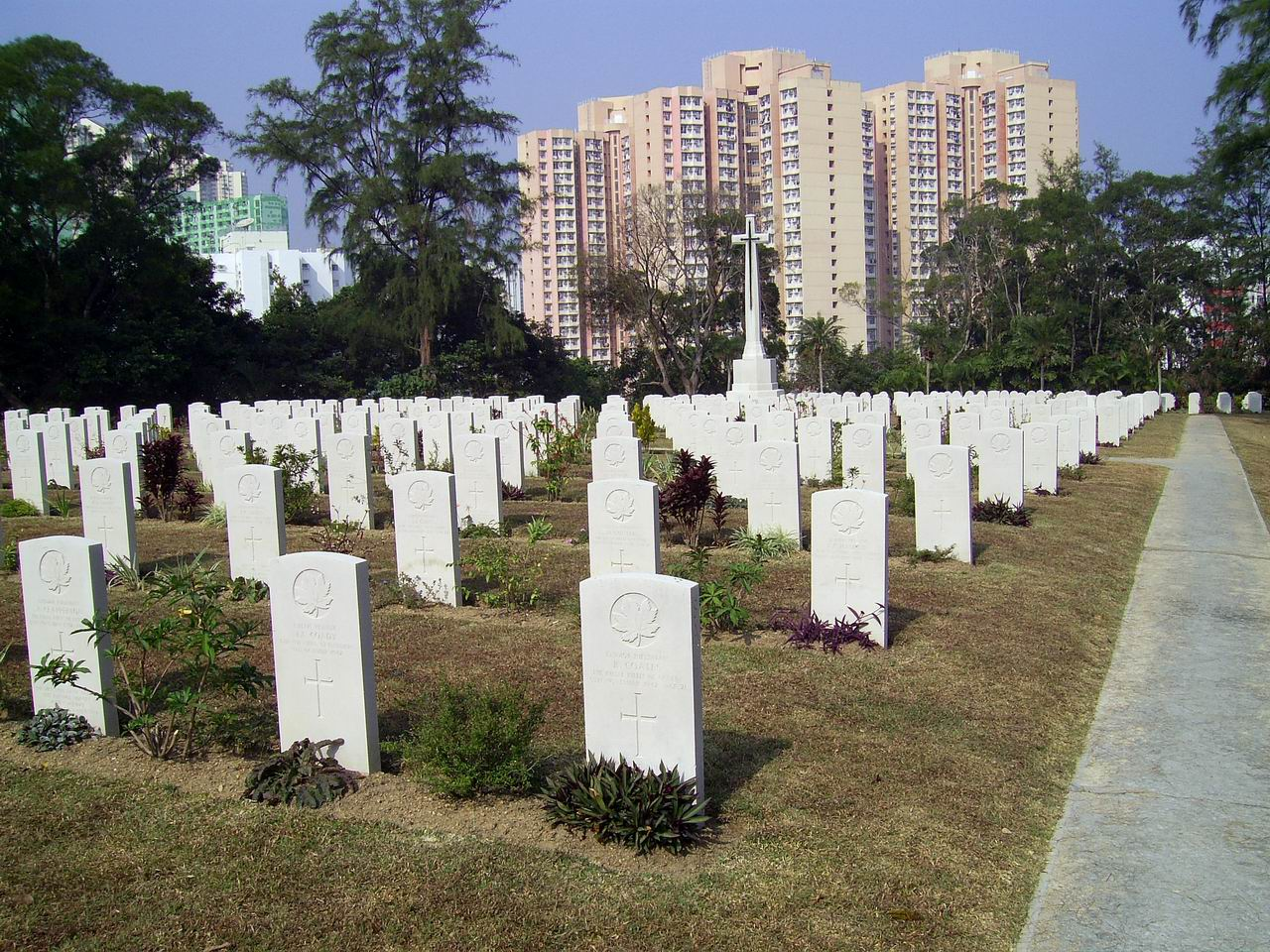
西灣國殤紀念墳場內的加拿大軍人墳墓，本圖攝於2008年。該墳場為安葬在香港保衛戰中陣亡及死於日軍戰俘營的軍人而建，由英聯邦戰爭公墓委員會管理。在墳場內埋葬有1,578具遺骸，當中有444具不能辨識身份；這些軍人來自英國、加拿大、印度及香港等地[361]；而在墳場入口的紀念亭，牆壁上刻有2,070位軍人的名字，他們的遺骸已不可尋獲；另有兩塊碑石，分別紀念因宗教理由而採用火葬的軍人，以及於兩次大戰期間在中國殉難後無法保存遺骸的英聯邦軍人[362]。
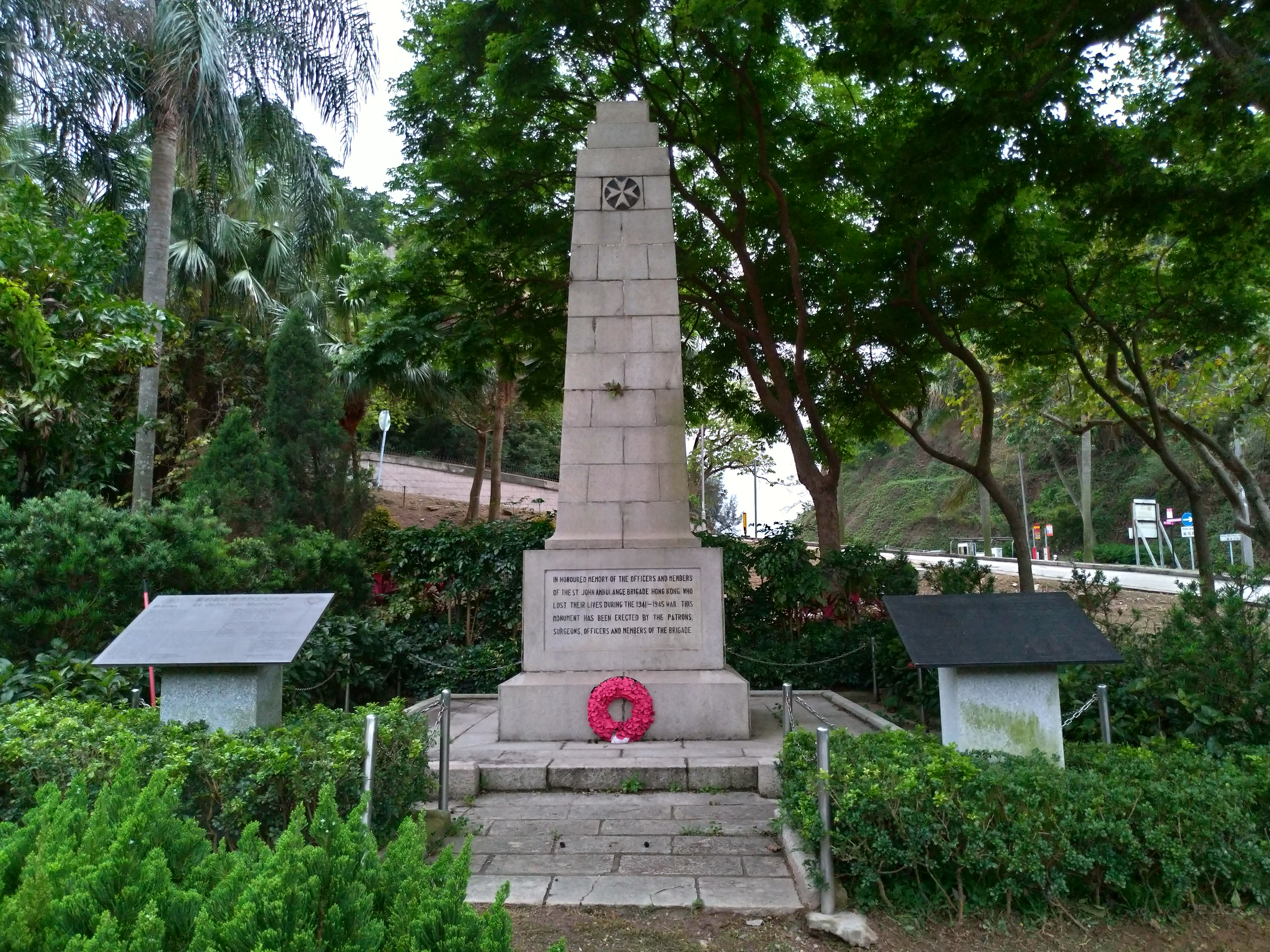
在黃泥涌峽道的聖約翰救傷隊烈士紀念碑，聖約翰救傷隊在香港保衛戰中執行戰地救傷任務，但隊員在被俘後卻多被日軍殺害，有56名救傷隊隊員在戰役中喪命。1952年豎立此紀念碑，並於每年最接近和平紀念日的週日悼念戰時為香港犧牲的救傷隊隊員。

### 香港二戰時期
- 太平洋战争
- 聖士提反書院大屠殺
- 香港日佔時期
- 港島北大空襲
- 里斯本丸

### 香港二戰軍事單位
- 駐港英軍
- 香港義勇防衛軍
- 香港皇家海軍志願後備隊
- 香港華人軍團
- 曉士兵團
- 香港志願連

### 香港保衛戰悼念場地
- 西灣國殤紀念墳場
- 赤柱軍人墳場
- 和平紀念碑
- 香港大會堂紀念花園

### 香港二戰紀念日
- 重光紀念日
- 和平紀念日

### 引用
1. ↑  Lai & Rava（2014年），第12, 79页
2. 1 2 3  . BBC. 2015-09-02  [2019-12-30]. （原始内容存档于2020-02-06）. （页面存档备份，存于）
3. 1 2  鄺智文 & 蔡耀倫（2013年），第350-351页
4. ↑  Doug Lennox. . Canada: Dundurn. 2009: 33  [2020-03-16]. ISBN 9781554884445. （原始内容存档于2017-09-18）. （页面存档备份，存于）
5. 1 2 3  葉榕. . 香港: 萬里機構. 2018: 63–66  [2020-05-06]. ISBN 9789621462237. （原始内容存档于2020-05-08）.
6. 1 2  鄺智文 & 蔡耀倫（2013年），第362-365页
7. ↑  Banham（2003年），第318页
8. ↑  鄺智文 & 蔡耀倫（2013年），第164-169, 348页
9. ↑  . 蘋果日報. 2005-08-14  [2020-12-07]. （原始内容存档于2020-12-07）. （页面存档备份，存于）
10. ↑  . TOHK 多聞. 2019-10-27  [2021-06-23]. （原始内容存档于2020-11-23）. （页面存档备份，存于）
11. ↑  邱逸，葉德平 & 劉嘉雯（2013年），第116-166页
12. ↑  . 香港工商日報. 1946-08-31  [2020-04-23]. （原始内容存档于2020-10-18）. （页面存档备份，存于）
13. ↑  邱逸，葉德平 & 劉嘉雯（2013年），第21-23页
14. ↑  邱逸，葉德平 & 劉嘉雯（2013年），第23页
15. 1 2  應俊豪（2008年），第119-168页
16. ↑  邱逸，葉德平 & 劉嘉雯（2013年），第43-47页
17. 1 2  鄺智文 & 蔡耀倫（2013年），第41-42页
18. ↑  邱逸，葉德平 & 劉嘉雯（2013年），第46页
19. 1 2  Bell（2001年），第610页
20. 1 2 3 4  邱逸，葉德平 & 劉嘉雯（2013年），第47页
21. ↑  鄺智文 & 蔡耀倫（2013年），第40-42页
22. ↑  邱逸，葉德平 & 劉嘉雯（2013年），第48-49页
23. ↑  . 臺灣記憶. 國家圖書館.   [2020-03-26]. （原始内容存档于2020-10-18）. （页面存档备份，存于）
24. ↑  鄺智文 & 蔡耀倫（2013年），第42-43页
25. ↑  . www.mardep.gov.hk. 海事處.   [2020-03-26]. （原始内容存档于2018-10-25）. （页面存档备份，存于）
26. ↑  鄺智文 & 蔡耀倫（2013年），第43-44页
27. 1 2  鄺智文 & 蔡耀倫（2013年），第52页
28. ↑  Kwong & Tsoi（2014年），第107-109页
29. ↑  鄺智文 & 蔡耀倫（2013年），第44-45页
30. ↑  . 東方日報. 2018-01-09  [2020-05-02]. （原始内容存档于2020-05-04）. （页面存档备份，存于）
31. ↑  . Official Data Foundation.   [2020-05-03]. （原始内容存档于2020-05-04）. （页面存档备份，存于）
32. ↑  邱逸，葉德平 & 劉嘉雯（2013年），第49-52页
33. ↑  邱逸，葉德平 & 劉嘉雯（2013年），第45-46页
34. ↑  鄺智文 & 蔡耀倫（2013年），第45-47页
35. ↑  鄺智文 & 蔡耀倫（2013年），第53-54页
36. ↑  鄺智文 & 蔡耀倫（2013年），第47页
37. ↑  Bell（2001年），第610-612页
38. ↑  鄺智文 & 蔡耀倫（2013年），第47-50页
39. ↑  鄺智文 & 蔡耀倫（2013年），第57页
40. 1 2  鄺智文 & 蔡耀倫（2013年），第73页
41. ↑  莫世祥（2015年），第54页
42. ↑  防衛庁防衛研修所戦史室（1971年），第6页
43. ↑  . 香港電台. 2015-07-17  [2020-05-03]. （原始内容存档于2020-05-05）. （页面存档备份，存于）
44. ↑  鄺智文 & 蔡耀倫（2013年），第64-65页
45. ↑  鄺智文 & 蔡耀倫（2013年），第68页
46. ↑  鄺智文，蔡耀倫 & p68-69（2013年）
47. 1 2 3  . 港識多史. 2018-11-17  [2021-06-14]. （原始内容存档于2021-04-28）. （页面存档备份，存于）
48. ↑  鄺智文 & 蔡耀倫（2013年），第60-71页
49. ↑  鄺智文 & 蔡耀倫（2013年），第68-69页
50. ↑  鄺智文 & 蔡耀倫（2013年），第72-73页
51. ↑  鄺智文 & 蔡耀倫（2013年），第73-75页
52. ↑  鄺智文 & 蔡耀倫（2013年），第80页
53. ↑  麥勁生. . 香港: 三聯書店 (香港). 2017: 501–503  [2020-05-04]. ISBN 9789620440472. （原始内容存档于2020-05-04）. （页面存档备份，存于）
54. 1 2  . 香港01. 2018-12-02  [2019-12-30]. （原始内容存档于2019-12-30）. （页面存档备份，存于）
55. ↑  . Ottawa sun. 2012-11-11  [2020-03-16]. （原始内容存档于2020-10-18）. （页面存档备份，存于）
56. ↑  . 紐約時報. 2016-12-27  [2020-03-15]. （原始内容存档于2019-10-27）. （页面存档备份，存于）
57. ↑  鄺智文 & 蔡耀倫（2013年），第75-81页
58. ↑  邱逸，葉德平 & 劉嘉雯（2013年），第68-69页
59. ↑  鄺智文 & 蔡耀倫（2013年），第81页
60. 1 2  鄺智文 & 蔡耀倫（2013年），第87页
61. ↑  鄺智文 & 蔡耀倫（2013年），第85-98页
62. ↑  鄺智文 & 蔡耀倫（2013年），第91页
63. ↑  . Gwulo: Old Hong Kong.   [2020-04-17]. （原始内容存档于2020-04-21）. （页面存档备份，存于）
64. ↑  . 香港工商日報. 1940-07-23  [2020-04-17]. （原始内容存档于2020-10-18）. （页面存档备份，存于）
65. ↑  . 香港工商日報. 1941-10-27  [2020-04-16]. （原始内容存档于2020-10-18）. （页面存档备份，存于）
66. ↑  鄺智文等（2016年），第17-18页
67. ↑  鄺智文 & 蔡耀倫（2013年），第89页
68. ↑  Lai & Rava（2014年），第26-30页
69. ↑  鄺智文 & 蔡耀倫（2013年），第123页
70. ↑  Kwong & Tsoi（2014年），第196-197页
71. ↑  . 港識多史.   [2020-03-09]. （原始内容存档于2020-03-10）. （页面存档备份，存于）
72. ↑  鄺智文 & 蔡耀倫（2013年），第343-344页
73. 1 2  . 港識多史.   [2020-03-21]. （原始内容存档于2019-08-23）. （页面存档备份，存于）
74. ↑  鄺智文 & 蔡耀倫（2013年），第108-111页
75. ↑  鄺智文 & 蔡耀倫（2013年），第151页
76. ↑  邱逸，葉德平 & 劉嘉雯（2013年），第59页
77. ↑  鄺智文 & 蔡耀倫（2013年），第71, 151页
78. ↑  鄺智文 & 蔡耀倫（2013年），第80-81页
79. ↑  邱逸，葉德平 & 劉嘉雯（2013年），第63-64页
80. ↑  鄺智文 & 蔡耀倫（2013年），第112-113页
81. ↑  . www.victorianforts.co.uk. Victorian Forts and Artillery.   [2020-05-14]. （原始内容存档于2020-05-15）.
82. ↑  . www.navweaps.com. Naval Weapons.   [2020-05-14]. （原始内容存档于2020-05-15）.
83. ↑   (PDF). United Kingdom: THE REGIMENTAL MUSEUM IN WORDS & PICTURES. 2020: 83, 86, 88, 89, 99, 100, 101, 166  [2021-07-24]. （原始内容存档 (PDF)于2021-07-24）. （页面存档备份，存于）
84. 1 2 3  鄺智文 & 蔡耀倫（2013年），第116-117页
85. 1 2 3  鄺智文 & 蔡耀倫（2013年），第144页
86. ↑  . 香港政府新聞公報. 2011-12-22  [2020-03-12]. （原始内容存档于2019-09-02）. （页面存档备份，存于）
87. 1 2  鄺智文 & 蔡耀倫（2013年），第144-145页
88. ↑  鄺智文 & 蔡耀倫（2013年），第117-118页
89. ↑  鄺智文 & 蔡耀倫（2013年），第145-147页
90. ↑  鄺智文 & 蔡耀倫（2013年），第145-146页
91. ↑  鄺智文. . 香港: 三聯書店 (香港). 2018-07: 88  [2020-03-31]. ISBN 9789620443589. （原始内容存档于2020-10-18）.
92. ↑   (PDF). Occasional Paper No.37. Sydney: Hong Kong Volunteer and Ex-PoW Association of NSW: 1. April 2016  [2021-12-26]. （原始内容 (PDF)存档于2022-05-10）. （页面存档备份，存于）
93. ↑  . 港識多史.   [2020-03-21]. （原始内容存档于2018-02-28）. （页面存档备份，存于）
94. 1 2  邱逸，葉德平 & 劉嘉雯（2013年），第55-56页
95. 1 2 3  鄺智文 & 蔡耀倫（2013年），第148页
96. ↑  鄺智文 & 蔡耀倫（2013年），第124-127页
97. ↑  邱逸，葉德平 & 劉嘉雯（2013年），第56页
98. ↑  鄺智文 & 蔡耀倫（2013年），第116页
99. ↑  鄺智文 & 蔡耀倫（2013年），第127页
100. ↑  .   [2020-03-07]. （原始内容存档于2019-10-01）. （页面存档备份，存于）
101. ↑  . www.worldnavalships.com.   [2021-11-23]. （原始内容存档于2021-11-23）. Archive.today的存檔，存档日期2021-11-23
102. ↑  鄺智文 & 蔡耀倫（2013年），第130-131页
103. ↑  鄺智文 & 蔡耀倫（2013年），第131页
104. ↑  鄺智文 & 蔡耀倫（2013年），第49-50, 124-126页
105. ↑  鄺智文 & 蔡耀倫（2013年），第124页
106. 1 2  . Gwulo: Old Hong Kong.   [2020-08-03]. （原始内容存档于2018-11-02）. （页面存档备份，存于）
107. ↑  . 香港01. 2018-08-03  [2019-12-30]. （原始内容存档于2019-12-30）. （页面存档备份，存于）
108. ↑  鄺智文 & 蔡耀倫（2013年），第141页
109. ↑  . www.hongkongescape.org.   [2020-04-01]. （原始内容存档于2019-08-20）. （页面存档备份，存于）
110. 1 2  鄺智文 & 蔡耀倫（2013年），第190页
111. ↑  鄺智文 & 蔡耀倫（2013年），第131-132页
112. ↑  鄺智文. . 香港: 三聯書店 (香港). 2018-07: 89  [2020-04-19]. ISBN 9789620443589. （原始内容存档于2020-04-21）.
113. ↑  鄺智文 & 蔡耀倫（2013年），第125-126页
114. 1 2  鄺智文 & 蔡耀倫（2013年），第120-122页
115. 1 2  鄺智文 & 蔡耀倫（2013年），第132-134, 152页
116. ↑  鄺智文 & 蔡耀倫（2013年），第152页
117. ↑  鄺智文 & 蔡耀倫（2013年），第152-153页
118. ↑  . 明報（加東網）. 2015-03-07  [2019-12-30]. （原始内容存档于2019-12-30）. （页面存档备份，存于）
119. 1 2  鄺智文 & 蔡耀倫（2013年），第153页
120. 1 2  鄺智文 & 蔡耀倫（2013年），第134-135页
121. ↑  鄺智文 & 蔡耀倫（2013年），第377-381页
122. ↑  鄺智文 & 蔡耀倫（2013年），第300页
123. 1 2 3  鄺智文 & 蔡耀倫（2013年），第140-142页
124. 1 2  鄺智文 & 蔡耀倫（2013年），第138-139页
125. 1 2 3 4 5  鄺智文 & 蔡耀倫（2013年），第167-169页
126. ↑  鄺智文 & 蔡耀倫（2013年），第136-137页
127. ↑  . 蘋果日報. 2015-03-07  [2020-04-15]. （原始内容存档于2020-04-21）. （页面存档备份，存于）
128. ↑  . www.grs.gov.hk. 政府檔案處歷史檔案館.   [2020-04-13]. （原始内容存档于2020-04-21）. （页面存档备份，存于）
129. 1 2  莫世祥（2015年），第52页
130. ↑  鄺智文 & 蔡耀倫（2013年），第134页
131. ↑  莫世祥（2015年），第53页
132. 1 2  鄺智文 & 蔡耀倫（2013年），第136页
133. ↑  鄺智文 & 蔡耀倫（2013年），第132页
134. 1 2 3  鄺智文 & 蔡耀倫（2013年），第158页
135. ↑  莫世祥（2015年），第59页
136. 1 2 3 4 5 6  . 港識多史.   [2020-03-30]. （原始内容存档于2020-10-18）. （页面存档备份，存于）
137. ↑  . www.ibiblio.org.   [2020-04-20]. （原始内容存档于2020-04-21）. （页面存档备份，存于）
138. 1 2  鄺智文 & 蔡耀倫（2013年），第114页
139. ↑  . www.thenewslens.com. 2015-08-13.   [2020-04-14]. （原始内容存档于2020-04-21）. （页面存档备份，存于）
140. ↑  . 港識多史.   [2020-04-13]. （原始内容存档于2020-04-21）. （页面存档备份，存于）
141. ↑  . 香港華字日報. 1940-01-13  [2020-04-13]. （原始内容存档于2022-11-06）. （页面存档备份，存于）
142. ↑  . 香港華字晚報. 1937-12-09  [2020-04-17]. （原始内容存档于2020-10-18）. （页面存档备份，存于）
143. ↑  . 香港工商日報. 1940-10-29  [2020-04-17]. （原始内容存档于2020-10-18）. （页面存档备份，存于）
144. ↑  . 香港工商日報. 1941-12-01  [2020-04-16]. （原始内容存档于2020-10-18）. （页面存档备份，存于）
145. ↑  . 華字日報第弍張第叁頁. 1939年2月23日.（繁體中文）
146. ↑  . 工商晚報. 1939-03-06.
147. ↑  . 香港大學.   [2020-04-14]. （原始内容存档于2020-04-21）. （页面存档备份，存于）
148. ↑  . 香港華字日報. 1940-07-02  [2020-04-15]. （原始内容存档于2022-11-06）. （页面存档备份，存于）
149. ↑  . 大公報. 1941-03-20  [2020-04-15]. （原始内容存档于2020-10-18）. （页面存档备份，存于）
150. ↑  . 香港工商日報. 1941-07-30  [2020-04-15]. （原始内容存档于2020-10-18）. （页面存档备份，存于）
151. ↑  . 香港工商日報. 1941-12-02  [2020-04-15]. （原始内容存档于2020-10-18）. （页面存档备份，存于）
152. ↑  . 港識多史.   [2020-04-17]. （原始内容存档于2020-04-21）. （页面存档备份，存于）
153. ↑  . 港識多史.   [2020-04-13]. （原始内容存档于2020-04-14）. （页面存档备份，存于）
154. 1 2  鄺智文 & 蔡耀倫（2013年），第150页
155. 1 2  鄺智文 & 蔡耀倫（2013年），第148-150页
156. ↑  . 香港工商日報. 1941-12-08  [2020-04-16]. （原始内容存档于2020-10-18）. （页面存档备份，存于）
157. ↑  鄺智文 & 蔡耀倫（2013年），第114-115页
158. ↑  鄺智文 & 蔡耀倫（2013年），第159页
159. 1 2  . 成報. 2017-02-14  [2020-03-19]. （原始内容存档于2020-10-18）. （页面存档备份，存于）
160. ↑  鄺智文 & 蔡耀倫（2013年），第161-162页
161. ↑  鄺智文 & 蔡耀倫（2013年），第92页
162. ↑  鄺智文 & 蔡耀倫（2013年），第161页
163. 1 2  鄺智文 & 蔡耀倫（2013年），第162页
164. ↑  鄺智文 & 蔡耀倫（2013年），第160页
165. ↑  鄺智文 & 蔡耀倫（2013年），第160-162页
166. 1 2  鄺智文 & 蔡耀倫（2013年），第164页
167. 1 2  鄺智文 & 蔡耀倫（2013年），第170页
168. ↑  劉蜀永; 蘇萬興. . 香港: 中華書局（香港）. 2015年07月: 82. ISBN 9789888340637.
169. 1 2 3  鄺智文 & 蔡耀倫（2013年），第173页
170. 1 2  鄺智文 & 蔡耀倫（2013年），第171页
171. ↑  . Watershed Hong Kong. 2020-12-22  [2022-01-01]. （原始内容存档于2022-01-01）. Archive.today的存檔，存档日期2022-01-01
172. ↑  鄺智文 & 蔡耀倫（2013年），第171-173, 292页
173. ↑  鄺智文 & 蔡耀倫（2013年），第290-292页
174. ↑  . 香港工商日報. 1941-12-09  [2020-04-16]. （原始内容存档于2020-10-18）. （页面存档备份，存于）
175. 1 2  . 香港工商日報. 1941-12-09  [2020-04-22]. （原始内容存档于2020-10-18）. （页面存档备份，存于）
176. 1 2 3 4 5 6  鄺智文 & 蔡耀倫（2013年），第177页
177. ↑  鄺智文 & 蔡耀倫（2013年），第146页
178. 1 2 3 4  鄺智文 & 蔡耀倫（2013年），第178页
179. ↑  鄺智文 & 蔡耀倫（2013年），第178-179页
180. ↑  鄺智文 & 蔡耀倫（2013年），第177-178页
181. ↑  鄺智文 & 蔡耀倫（2013年），第181页
182. 1 2 3 4  . www.hongkongwardiary.com. Hong Kong War Diary.   [2020-03-25]. （原始内容存档于2019-09-24）. （页面存档备份，存于）
183. ↑  鄺智文 & 蔡耀倫（2013年），第180-181页
184. ↑  鄺智文 & 蔡耀倫（2013年），第179-181页
185. ↑  鄺智文 & 蔡耀倫（2013年），第184页
186. ↑  鄺智文 & 蔡耀倫（2013年），第184-185页
187. ↑  鄺智文 & 蔡耀倫（2013年），第184-188页
188. ↑  鄺智文 & 蔡耀倫（2013年），第188页
189. ↑  鄺智文 & 蔡耀倫（2013年），第187-188页
190. 1 2  鄺智文 & 蔡耀倫（2013年），第190-191页
191. ↑  鄺智文 & 蔡耀倫（2013年），第189页
192. ↑  鄺智文 & 蔡耀倫（2013年），第189-190页
193. ↑  鄺智文 & 蔡耀倫（2013年），第379页
194. ↑  鄺智文 & 蔡耀倫（2013年），第167页
195. ↑  鄺智文 & 蔡耀倫（2013年），第195页
196. ↑  鄺智文 & 蔡耀倫（2013年），第192-194页
197. 1 2 3  鄺智文 & 蔡耀倫（2013年），第193页
198. ↑  鄺智文 & 蔡耀倫（2013年），第194页
199. ↑  . The Industrial History of Hong Kong Group.   [2020-08-19]. （原始内容存档于2020-08-19）. （页面存档备份，存于）
200. ↑  鄺智文 & 蔡耀倫（2013年），第193-194页
201. ↑  鄺智文 & 蔡耀倫（2013年），第194-195页
202. 1 2 3  鄺智文 & 蔡耀倫（2013年），第196页
203. 1 2  鄺智文 & 蔡耀倫（2013年），第34-35页
204. 1 2  鄺智文 & 蔡耀倫（2013年），第196-197页
205. 1 2  鄺智文 & 蔡耀倫（2013年），第197页
206. ↑  . 明報. 2017-01-22  [2020-04-26]. （原始内容存档于2020-05-04）. （页面存档备份，存于）
207. ↑  鄺智文 & 蔡耀倫（2013年），第197-198页
208. 1 2 3  鄺智文 & 蔡耀倫（2013年），第199页
209. 1 2 3 4  鄺智文 & 蔡耀倫（2013年），第198页
210. ↑  鄺智文 & 蔡耀倫（2013年），第198-200页
211. 1 2 3  鄺智文 & 蔡耀倫（2013年），第200页
212. ↑  鄺智文 & 蔡耀倫（2013年），第200-201页
213. ↑  鄺智文 & 蔡耀倫（2013年），第201页
214. ↑  鄺智文 & 蔡耀倫（2013年），第200-202, 292页
215. ↑  鄺智文 & 蔡耀倫（2013年），第202-204页
216. ↑  鄺智文 & 蔡耀倫（2013年），第202页
217. ↑  鄺智文 & 蔡耀倫（2013年），第204-205页
218. 1 2 3  鄺智文 & 蔡耀倫（2013年），第210-212页
219. ↑  . Find a Grave.   [2020-05-11]. （原始内容存档于2020-10-18）. （页面存档备份，存于）
220. 1 2  柯保羅. . 香港: 香港童軍總會. 2012: 73–74. ISBN 9789627835707.
221. 1 2  . Pacific Eagles.   [2021-11-22]. （原始内容存档于2020-08-07）. （页面存档备份，存于）
222. 1 2 3  . www.hongkongescape.org.   [2020-03-31]. （原始内容存档于2019-08-20）. （页面存档备份，存于）
223. ↑  Banham 2003，第90頁.
224. ↑  . www.pacohama.sakura.ne.jp.   [2020-05-06]. （原始内容存档于2020-05-08）. （页面存档备份，存于）
225. 1 2 3 4  鄺智文 & 蔡耀倫（2013年），第213-214页
226. 1 2 3 4 5  鄺智文 & 蔡耀倫（2013年），第232-235页
227. 1 2  鄺智文 & 蔡耀倫（2013年），第303页
228. ↑  鄺智文 & 蔡耀倫（2013年），第228-229页
229. ↑  鄺智文 & 蔡耀倫（2013年），第216-217页
230. ↑  鄺智文 & 蔡耀倫（2013年），第345, 351页
231. ↑  『戦史叢書 香港・長沙作戦』, p.179
232. ↑  鄺智文 & 蔡耀倫（2013年），第212-213页
233. 1 2 3 4  鄺智文 & 蔡耀倫（2013年），第217-222页
234. ↑  鄺智文 & 蔡耀倫（2013年），第216页
235. ↑  鄺智文. . 香港: 三聯書店 (香港). 2018-07: 88–96  [2020-03-31]. ISBN 9789620443589. （原始内容存档于2020-05-08）. （页面存档备份，存于）
236. ↑  鄺智文 & 蔡耀倫（2013年），第222页
237. ↑  L., Klemen. . Forgotten Campaign: The Dutch East Indies Campaign 1941–1942. 1999–2000  [2020-05-06]. （原始内容存档于2014-08-06）. （页面存档备份，存于）
238. ↑  鄺智文 & 蔡耀倫（2013年），第220页
239. ↑  鄺智文 & 蔡耀倫（2013年），第218-219页
240. ↑  鄺智文 & 蔡耀倫（2013年），第222-223页
241. 1 2  鄺智文 & 蔡耀倫（2013年），第294页
242. ↑  鄺智文 & 蔡耀倫（2013年），第292-294页
243. ↑  鄺智文 & 蔡耀倫（2013年），第224-225页
244. 1 2  鄺智文 & 蔡耀倫（2013年），第225-226页
245. ↑  鄺智文 & 蔡耀倫（2013年），第235-236页
246. ↑  鄺智文 & 蔡耀倫（2013年），第236-237页
247. ↑  鄺智文 & 蔡耀倫（2013年），第237页
248. ↑  鄺智文 & 蔡耀倫（2013年），第238页
249. ↑  鄺智文 & 蔡耀倫（2013年），第237-238页
250. ↑  鄺智文. . 香港: 三聯書店 (香港). 2018-07: 90. ISBN 9789620443589.
251. ↑  蕭國健. . 香港: 三聯書店 (香港). 2013年9月: 59. ISBN 9789620433061.
252. ↑  鄺智文 & 蔡耀倫（2013年），第295页
253. ↑  鄺智文 & 蔡耀倫（2013年），第238-239页
254. ↑  . 明報. 2017-01-01  [2020-03-14]. （原始内容存档于2020-04-07）. （页面存档备份，存于）
255. 1 2  鄺智文 & 蔡耀倫（2013年），第239页
256. ↑  . AM730.   [2020-03-07]. （原始内容存档于2019-09-13）. （页面存档备份，存于）
257. 1 2  鄺智文 & 蔡耀倫（2013年），第239-240页
258. 1 2 3 4 5  鄺智文. . 香港: 三聯書店 (香港). 2018-07: 91  [2020-03-14]. ISBN 9789620443589. （原始内容存档于2020-10-18）.
259. ↑  . Gwulo: Old Hong Kong.   [2021-04-29]. （原始内容存档于2021-06-12）. （页面存档备份，存于）
260. 1 2  鄺智文 & 蔡耀倫（2013年），第240-242页
261. 1 2 3  鄺智文 & 蔡耀倫（2013年），第241-246页
262. 1 2  鄺智文 & 蔡耀倫（2013年），第241-242页
263. ↑  鄺智文 & 蔡耀倫（2013年），第243页
264. 1 2 3 4  鄺智文 & 蔡耀倫（2013年），第245页
265. ↑  鄺智文 & 蔡耀倫（2013年），第389, 392页
266. ↑  鄺智文 & 蔡耀倫（2013年），第242-243页
267. 1 2 3 4  鄺智文 & 蔡耀倫（2013年），第246页
268. ↑  . 明報加西網. 2015-10-12  [2020-01-08]. （原始内容存档于2020-02-06）. （页面存档备份，存于）
269. ↑  Veterans Affairs Canada（2013年）
270. 1 2  鄺智文 & 蔡耀倫（2013年），第246-247页
271. ↑  鄺智文 & 蔡耀倫（2013年），第247页
272. ↑  鄺智文 & 蔡耀倫（2013年），第247-248页
273. ↑  鄺智文 & 蔡耀倫（2013年），第354页
274. ↑  鄺智文 & 蔡耀倫（2013年），第248-251页
275. ↑  鄺智文 & 蔡耀倫（2013年），第251页
276. 1 2  鄺智文 & 蔡耀倫（2013年），第254页
277. 1 2  鄺智文 & 蔡耀倫（2013年），第248-252页
278. ↑  鄺智文 & 蔡耀倫（2013年），第250页
279. ↑  鄺智文 & 蔡耀倫（2013年），第249页
280. 1 2  鄺智文 & 蔡耀倫（2013年），第252页
281. ↑  鄺智文 & 蔡耀倫（2013年），第252-254页
282. ↑  . 香港: 三聯書店 (香港). 2018-07: 94-95. ISBN 9789620443589.
283. 1 2  鄺智文 & 蔡耀倫（2013年），第254-256页
284. ↑  鄺智文 & 蔡耀倫（2013年），第255页
285. 1 2  鄺智文 & 蔡耀倫（2013年），第256页
286. 1 2 3  鄺智文 & 蔡耀倫（2013年），第257页
287. 1 2 3  鄺智文 & 蔡耀倫（2013年），第261页
288. 1 2 3  鄺智文 & 蔡耀倫（2013年），第258页
289. ↑  鄺智文 & 蔡耀倫（2013年），第254-258页
290. ↑  鄺智文 & 蔡耀倫（2013年），第260页
291. ↑  鄺智文 & 蔡耀倫（2013年），第259-261页
292. ↑  鄺智文 & 蔡耀倫（2013年），第262页
293. ↑  . www.hongkongescape.org.   [2020-03-31]. （原始内容存档于2019-08-20）. （页面存档备份，存于）
294. ↑  鄺智文 & 蔡耀倫（2013年），第296页
295. ↑  鄺智文 & 蔡耀倫（2013年），第253-255页
296. ↑  鄺智文 & 蔡耀倫（2013年），第296-297页
297. ↑  . The Wrecksite.   [2021-11-23]. （原始内容存档于2019-11-10）. （页面存档备份，存于）
298. ↑  . Naval History.   [2021-11-23]. （原始内容存档于2021-08-15）. （页面存档备份，存于）
299. ↑  Dudley Kilbee. . www.hongkongescape.org. Hong Kong Escape.   [2021-11-23]. （原始内容存档于2021-07-23）. （页面存档备份，存于）
300. ↑  鄺智文 & 蔡耀倫（2013年），第167-169, 295-296页
301. ↑  鄺智文 & 蔡耀倫（2013年），第255-256页
302. ↑  . 全民國防教育網.   [2016-07-06]. （原始内容存档于2016-07-06）. （页面存档备份，存于）摘自:國防部政治作戰局 (编). . 台北: 國防部青年日報社. 2014.
303. ↑  鄺智文 & 蔡耀倫（2013年），第300-301页
304. ↑  鄺智文 & 蔡耀倫（2013年），第256, 267页
305. ↑  鄺智文 & 蔡耀倫（2013年），第298-302, 340页
306. ↑  鄺智文 & 蔡耀倫（2013年），第261-262页
307. ↑  鄺智文 & 蔡耀倫（2013年），第349页
308. 1 2  鄺智文 & 蔡耀倫（2013年），第266页
309. ↑  鄺智文 & 蔡耀倫（2013年），第263-265页
310. ↑  鄺智文 & 蔡耀倫（2013年），第126-127页
311. ↑  鄺智文 & 蔡耀倫（2013年），第268-269, 271页
312. ↑  . 香港記憶.   [2020-03-24]. （原始内容存档于2020-10-18）. （页面存档备份，存于）
313. ↑  鄺智文 & 蔡耀倫（2013年），第268页
314. ↑   (PDF). www.edb.gov.hk.   [2020-03-24]. （原始内容存档 (PDF)于2019-10-20）. （页面存档备份，存于）
315. ↑  鄺智文 & 蔡耀倫（2013年），第269页
316. ↑  鄺智文 & 蔡耀倫（2013年），第270页
317. 1 2  鄺智文 & 蔡耀倫（2013年），第271页
318. 1 2  鄺智文 & 蔡耀倫（2013年），第272页
319. 1 2 3  鄺智文 & 蔡耀倫（2013年），第274页
320. ↑  鄺智文 & 蔡耀倫（2013年），第276页
321. 1 2  鄺智文 & 蔡耀倫（2013年），第283页
322. 1 2  鄺智文 & 蔡耀倫（2013年），第284页
323. ↑  鄺智文 & 蔡耀倫（2013年），第285页
324. ↑  鄺智文 & 蔡耀倫（2013年），第274-275页
325. 1 2 3  鄺智文 & 蔡耀倫（2013年），第277页
326. 1 2 3  鄺智文 & 蔡耀倫（2013年），第278页
327. 1 2 3  鄺智文 & 蔡耀倫（2013年），第280页
328. ↑  鄺智文 & 蔡耀倫（2013年），第280-281页
329. ↑  鄺智文 & 蔡耀倫（2013年），第397-399页
330. 1 2  . 港識多史.   [2020-05-07]. （原始内容存档于2020-05-08）. （页面存档备份，存于）
331. ↑  鄺智文 & 蔡耀倫（2013年），第281页
332. 1 2 3  鄺智文 & 蔡耀倫（2013年），第286页
333. ↑  . 港識多史.   [2020-03-07]. （原始内容存档于2018-09-08）. （页面存档备份，存于）
334. 1 2  . 蘋果日報. 2018-06-09  [2020-05-07]. （原始内容存档于2019-10-09）. （页面存档备份，存于）
335. ↑  鄺智文 & 蔡耀倫（2013年），第286-287页
336. 1 2 3  . 香港. 2015-07: 138–139  [2020-03-18]. ISBN 9789620437762. （原始内容存档于2020-10-18）.
337. ↑  鄺智文 & 蔡耀倫（2013年），第288页
338. ↑  鄺智文 & 蔡耀倫（2013年），第280-283页
339. 1 2 3 4  . www.hongkongescape.org.   [2020-04-01]. （原始内容存档于2019-08-20）. （页面存档备份，存于）
340. ↑  鄺智文 & 蔡耀倫（2013年），第283, 288页
341. ↑  鄺智文 & 蔡耀倫（2013年），第309-310页
342. ↑  鄺智文 & 蔡耀倫（2013年），第308-311页
343. ↑  鄺智文 & 蔡耀倫（2013年），第299页
344. ↑  . www.hongkongescape.org.   [2020-05-08]. （原始内容存档于2020-05-10）. （页面存档备份，存于）
345. ↑  . 僑務電子報 (中華民國僑務委員會).   [2020-01-24]. （原始内容存档于2020-10-18）. （页面存档备份，存于）
346. ↑  Banham（2003年），第284-285页
347. ↑  . 明報. 2015-12-11  [2020-03-25]. （原始内容存档于2020-03-25）. （页面存档备份，存于）
348. ↑   (PDF). 古物諮詢委員會.   [2020-03-25]. （原始内容存档 (PDF)于2019-10-26）. （页面存档备份，存于）
349. ↑  . 明周文化. 2016-12-21  [2020-01-28]. （原始内容存档于2020-01-28）. （页面存档备份，存于）
350. ↑  . 東方日報. 2010-12-26  [2020-03-25]. （原始内容存档于2011-01-27）. （页面存档备份，存于）
351. ↑  鄺智文 & 蔡耀倫（2013年），第387-404页
352. 1 2  鄺智文等（2016年），第19-20页
353. ↑  . 香港01. 2018-09-02  [2020-03-26]. （原始内容存档于2020-03-26）. （页面存档备份，存于）
354. ↑  . BBC. 2015-09-02  [2020-03-12]. （原始内容存档于2020-02-06）. （页面存档备份，存于）
355. ↑  . 香港01. 2019-12-08  [2020-03-25]. （原始内容存档于2020-03-26）. （页面存档备份，存于）
356. ↑  Banham（2003年），第320-321页
357. ↑  .   [2014-05-29]. （原始内容存档于2014-10-17）. （页面存档备份，存于）
358. ↑  . 香港工商日報. 1982-08-31  [2020-04-23]. （原始内容存档于2020-06-21）. （页面存档备份，存于）
359. ↑  . 民報. 2015-09-05  [2020-03-25]. （原始内容存档于2020-03-25）. （页面存档备份，存于）
360. ↑  . 港識多史. 2020-09-16  [2022-02-10]. （原始内容存档于2020-09-25）. （页面存档备份，存于）
361. ↑  . 明報. 2016-12-04  [2020-03-26]. （原始内容存档于2020-03-26）. （页面存档备份，存于）
362. ↑  . 港識多史.   [2020-03-27]. （原始内容存档于2020-10-18）. （页面存档备份，存于）

### 書籍
- 沈健; 伍永樑; 張巧儀. . 香港: 畫素社. 2009 （中文）.
- 高馬可. . 香港: 商務印書館. 2013. ISBN 978-988-8263-20-2 （中文）.
- 高添強. . 香港: 漁農自然護理署、郊野公園之友會、天地圖書有限公司. 2001 （中文）.
- 高添強; 唐卓敏. . 香港: 三聯書店有限公司. 1995 （中文）.
- 高添強. . 香港: 三聯書店有限公司. 1995 （中文）.
- 莫世祥.  修訂版. 香港: 三聯書店. 2015年7月  [2021-12-25]. ISBN 9789620437762. （原始内容存档于2022-05-30）. （页面存档备份，存于）
- 葉榕. . 香港: 正文社. 2010 （中文）.
- 劉智鵬; 周家建. . 香港: 中華書局. 2009 （中文）.
- 劉蜀永. . 香港: 三聯書店有限公司. 2009 （中文）.
- 劉潤和; 高添強. . 香港: 三聯書店有限公司. 2007 （中文）.
- 蕭國健. . 香港: 中華文教交流服務中心. 2006  [2021-12-25]. ISBN 9789889891503. （原始内容存档于2022-05-30） （中文）. （页面存档备份，存于）
- 應俊豪. . 國立政治大學歷史學報 (國立政治大學歷史學系). 2008年, (第30期): 119–168.
- 謝永光. . 香港: 明報. 1994 （中文）.
- 謝永光. . 香港: 天地圖書有限公司. 1995 （中文）.
- 謝永光. . 香港: 商務印書館. 1995 （中文）.
- 邱逸; 葉德平; 劉嘉雯. . 香港: 中華書局. 2013  [2021-12-25]. ISBN 9789888263110. （原始内容存档于2022-05-30） （中文）. （页面存档备份，存于）
- 鄺智文; 張少強; 陳嘉銘; 梁啟智.  (PDF). 香港. 2016. （原始内容存档 (PDF)于2021-11-07）. （页面存档备份，存于）
- 鄺智文; 蔡耀倫. . 香港: 天地圖書. 2013  [2021-12-25]. ISBN 9789888254347. （原始内容存档于2022-05-22） （中文）. （页面存档备份，存于）
- Banham, Tony. . Vancouver, BC: UBC Press. 2003  [2021-12-25]. ISBN 9780774810456. （原始内容存档于2022-05-22） （英语）.
- Banham, Tony. . Hong Kong: Hong Kong University Press. 2009  [2021-12-25]. ISBN 9789622099609. （原始内容存档于2022-05-30） （英语）. （页面存档备份，存于）
- Banham, Tony. . 2013  [2013-12-11]. （原始内容存档于2020-11-18） （英语）. （页面存档备份，存于）
- Bell, Christopher M. . The English Historical Review (Oxford University Press). 2001, 116 (467): 604–634. ISSN 0013-8266. JSTOR 579812. doi:10.1093/ehr/116.467.604.
- Gittins, Jean. . Hong Kong: Hong Kong University Press. 1982  [2021-12-25]. ISBN 9789622090613. （原始内容存档于2022-05-31） （英语）. （页面存档备份，存于）
- Kwong, Chi Man; Tsoi, Yiu Lun. . Hong Kong: Hong Kong University Press. 2014  [2020-03-13]. ISBN 9789888208708. （原始内容存档于2022-05-22） （英语）. （页面存档备份，存于）
- Lai, Benjamin; Rava, Giuseppe.  First. UK: Osprey Publishing. 2014-06-17  [2020-05-06]. ISBN 9781782002680. （原始内容存档于2022-05-30）. （页面存档备份，存于）
- Snow, Philip. . New Haven, CT: Yale University Press. 2003 （英语）.
- Whitfield, Andrew J. . Hong Kong: Hong Kong University Press. 2016 [2001]  [2021-12-25]. ISBN 9781403913975. （原始内容存档于2022-05-22） （英语）.
- Veterans Affairs Canada. . 2013  [2013-12-09]. （原始内容存档于2014-01-05） （英语）. （页面存档备份，存于）
- .  . 日本: 朝雲新聞社. 1971. ASIN B000J9GTMU （日语）.

## 外部連接
- 1941年香港戰役空間史研究計劃互動地圖 （页面存档备份，存于）
- Hong Kong Before Start Of War 1941 （页面存档备份，存于） － 1941年香港及遠東英軍在太平洋戰爭爆發前備戰的歷史記錄視頻（英國百代提供）
- Hong Kong Reinforced (1941) （页面存档备份，存于） － 1941年11月加拿大軍抵達香港增援香港守軍的歷史記錄視頻（英國百代提供）
- Hong Kong: Colony Falls To Japanese Troops 1941 （页面存档备份，存于） － 1941年12月英軍和日軍在香港作戰及香港淪陷的歷史記錄視頻（英國百代提供）
- 香港総攻撃 （页面存档备份，存于） － 1941年12月日軍進攻香港及香港淪陷的歷史記錄視頻（日本放送協會提供）